# Collezione Farnese

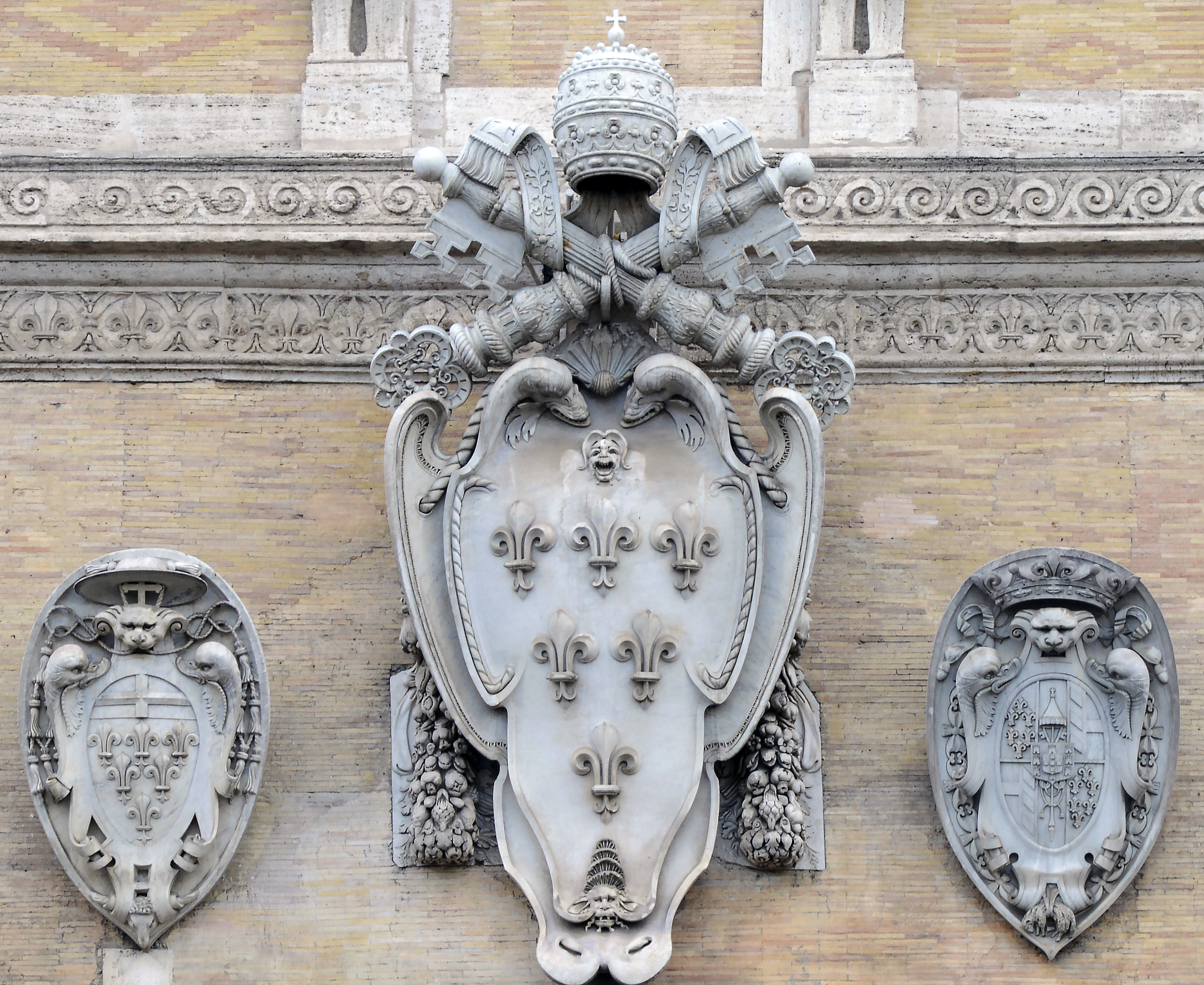
Particolare di palazzo Farnese a Roma: al centro lo stemma papale di Paolo III, a sinistra quello del cardinale Ranuccio, a destra quello del duca Ottavio.

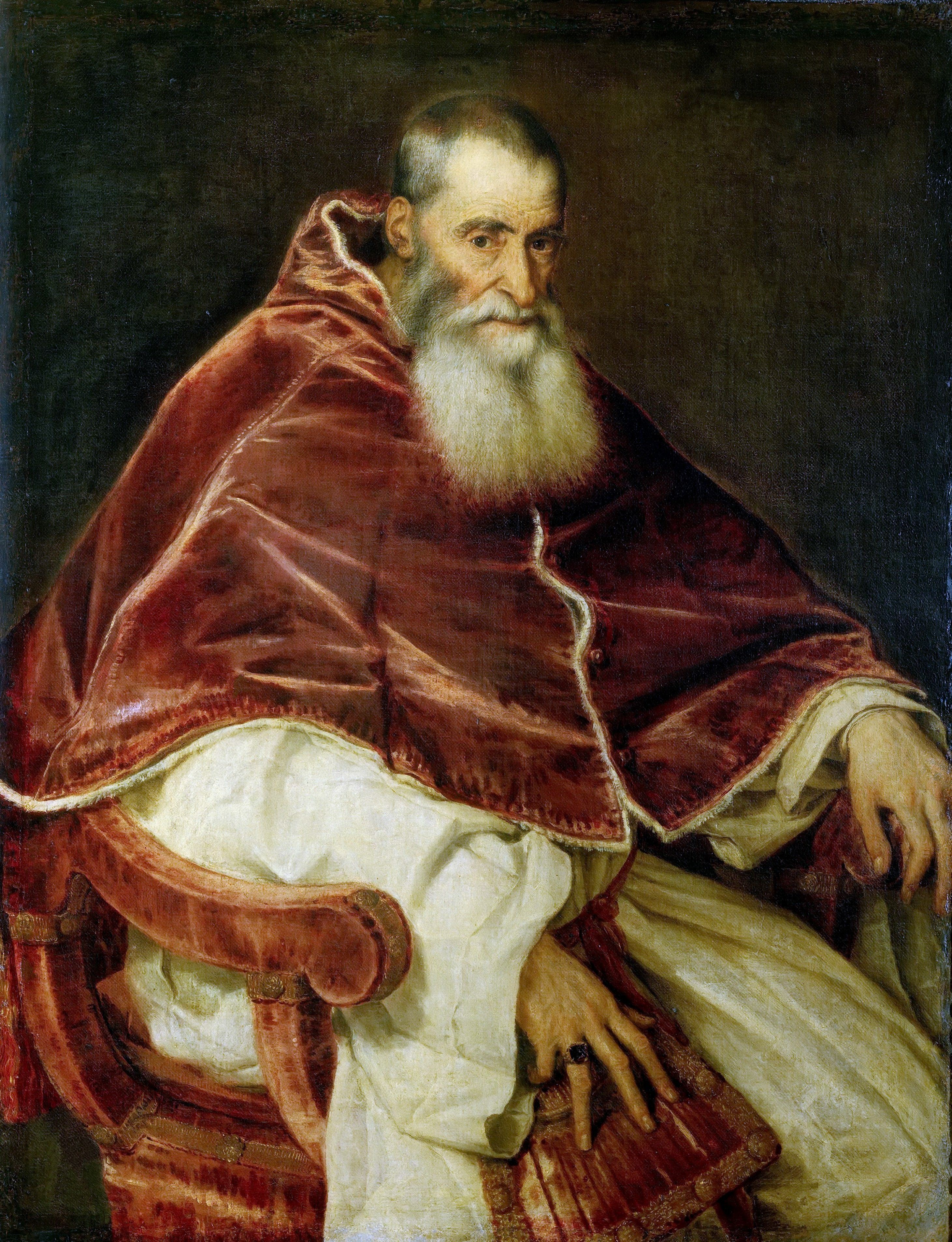
Ritratto di Paolo III, Tiziano Vecellio

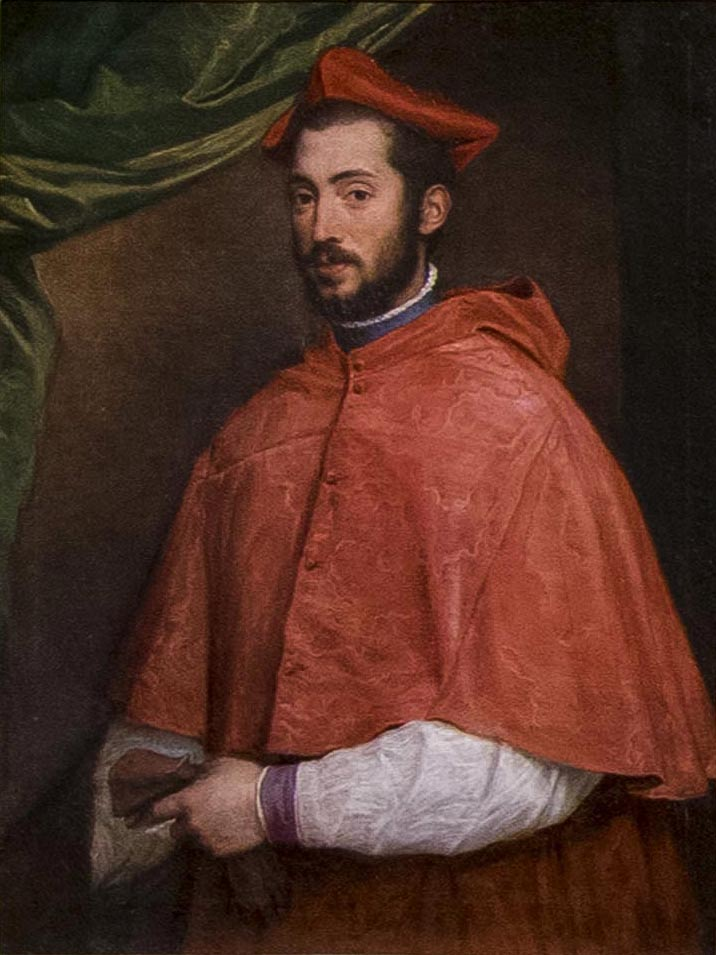
Ritratto del cardinale Alessandro Farnese, Tiziano Vecellio

La collezione Farnese è stata una collezione di opere d'arte, una delle più importanti d'Italia e d'Europa, che si sviluppò a Roma dagli anni a ridosso della metà del Cinquecento per poi diramarsi successivamente anche tra Parma e Piacenza. Fu frutto del mecenatismo e collezionismo durato circa due secoli, fino al primo quarto del XVIII, di diversi esponenti della famiglia di origini laziali dei Farnese, su tutti i cardinali Alessandro, nipote di papa Paolo III, e Odoardo.
A partire dal 1734 la raccolta pittorica che intanto fu ricollocata nel ducato emiliano venne trasferita a Napoli per volere di re Carlo di Borbone, il quale ne acquisì la titolarità in virtù del lascito della madre, Elisabetta Farnese, ultima esponente del casato. Il trasferimento della collezione nella città partenopea si completò nel 1786 con Ferdinando I delle Due Sicilie, il quale si occupò di prelevare anche la collezione archeologica e il resto delle pitture che erano ancora nel palazzo romano.
L'elenco delle opere è particolarmente vasto e spazia in ogni settore artistico, comprendendo pitture, sculture sia artistiche che archeologiche, disegni, libri, bronzi, arredi, cammei, monete, medaglie e altro ancora. La collezione comprende opere di Tiziano, Annibale, Ludovico e Agostino Carracci, Pieter Brueghel il Vecchio, Correggio, Lanfranco, Parmigianino, Sebastiano del Piombo, El Greco, Giovanni Bellini, Lorenzo Lotto, Mantegna, Raffaello e altri.

## Storia

### Cinquecento

#### L'ascesa sociale della famiglia

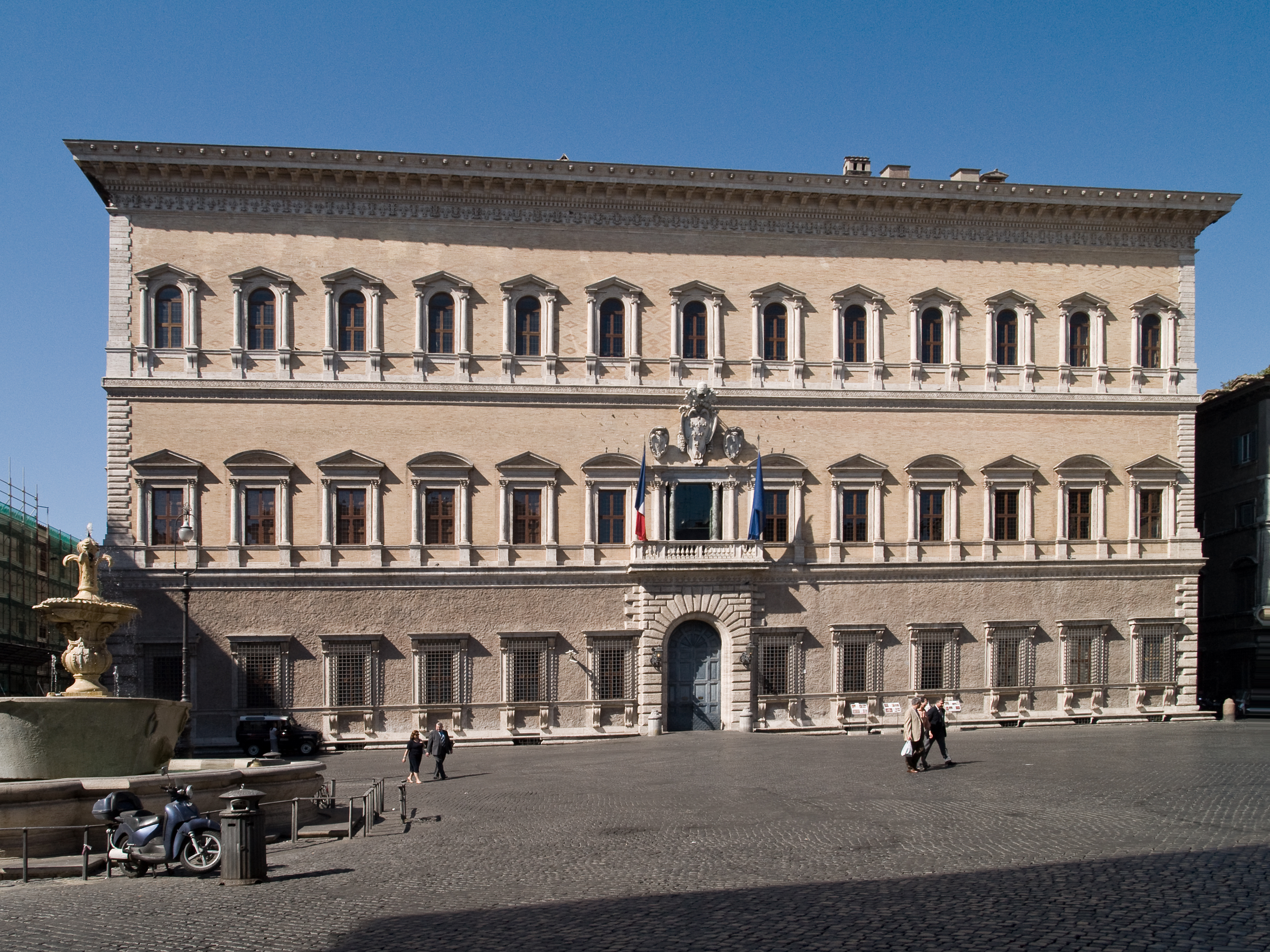
Palazzo Farnese di Roma

La ricostruzione degli eventi storici che hanno portato alla nascita e allo sviluppo della collezione Farnese sono pressoché tutti risalenti al XVI e XVII secolo. La collezione nacque allorquando papa Paolo III (1468-1549), eletto nel 1534, e il cardinal-nipote Alessandro Farnese iniziarono a commissionare e raccogliere tramite doni e acquisizioni, dal 1542 in poi, dipinti e sculture di alcuni dei più illustri artisti dell'epoca, nonché reperti dell'antichità che di volta in volta si rinvenivano nei cantieri di Roma.
Le intere raccolte erano inizialmente disposte nel palazzo Farnese sito in campo de' Fiori a Roma, voluto dallo stesso papa nel 1495 e terminato nella costruzione solo intorno al 1540, in origine anche dimora di Pier Luigi, duca di Castro e figlio di Paolo III, poi abitato a partire dal 1544 anche dal figlio di Pier Luigi, Ranuccio Farnese, detto il cardinalino di Sant'Angelo, mentre il fratello di quest'ultimo, il cardinal nipote Alessandro il Giovane, abitava nel vicino palazzo della Cancelleria.
Negli anni a ridosso della metà del XVI secolo il papa Farnese fu molto attivo politicamente, anche e soprattutto a Parma e Piacenza, allorché nel 1545 operò il distacco definitivo delle due città dal ducato di Milano, costituendone uno nuovo autonomo nei confronti dello Stato Pontificio, dove fu nominato duca il figlio Pier Luigi Farnese.

#### La collezione sotto il cardinal nipote Alessandro Il Giovane

##### Le opere antiche

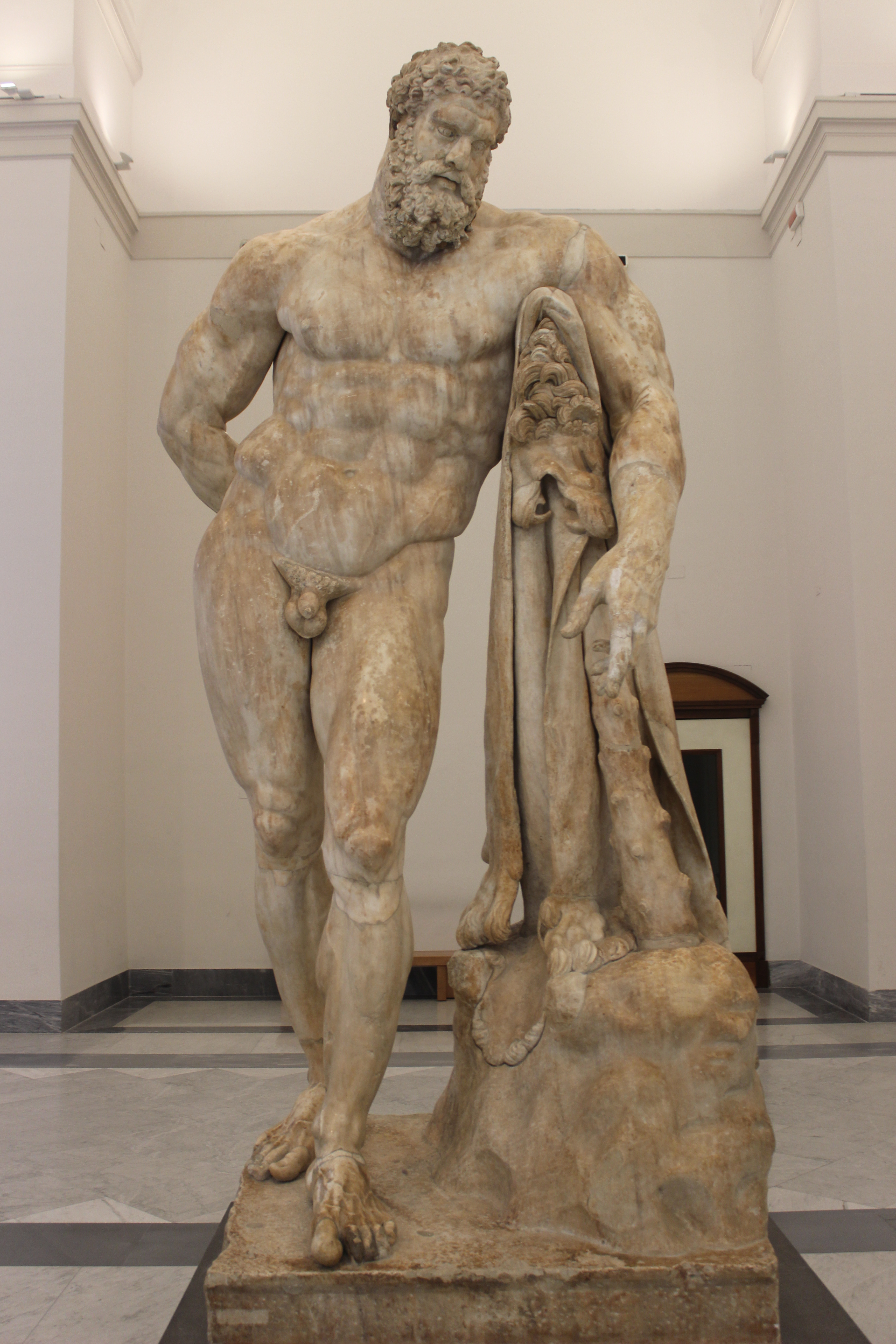
Ercole Farnese

Il nucleo di opere che inizialmente costituì la colonna portante della raccolta Farnese fu quello dei reperti di natura archeologica, frutto un po' dei rinvenimenti avvenuti durante gli scavi romani che si andavano sviluppando all'epoca, un po' delle acquisizioni da altre raccolte.
In quest'ultimo caso, al 1537 risalgono quelle dei busti e statue antiche provenienti dalla raccolta del cardinale Cesi, al 1541 risalgono i prelevamenti dalla collezione di Ascanio Colonna dei due Daci prigionieri (oggi al MANN). Tra i rinvenimenti invece si registrano quelli del 1545 negli scavi della fabbrica di San Pietro alle terme di Caracalla, che saranno copiosi e centrali per l'evoluzione della collezione, di cui oltre al gran numero di reperti venuti alla luce assume un particolare rilievo il prestigio degli stessi, di cui alcuni rappresentanti capolavori assoluti dell'arte classica, come il Supplizio di Dirce, l'Ercole Farnese e l'Ercole Latino (i primi due oggi al MANN, il terzo alla Reggia di Caserta), ma anche quelli di Tivoli, di cui il cardinale Alessandro assunse il ruolo di governatore dal 1535.
Ancora, al 1546 risale l'acquisto da parte di Ottavio Farnese della collezione Sassi, da cui è pervenuto un Apollo (oggi al MANN), al 1547 è invece l'acquisizione del busto colossale di Giulio Cesare (oggi al MANN), rinvenuto durante gli scavi del foro di Traiano, e dei piedistalli delle colonne del tempio di Adriano sito in piazza della Pietra (oggi al MANN).

##### Le commesse a Tiziano (1542-1546)

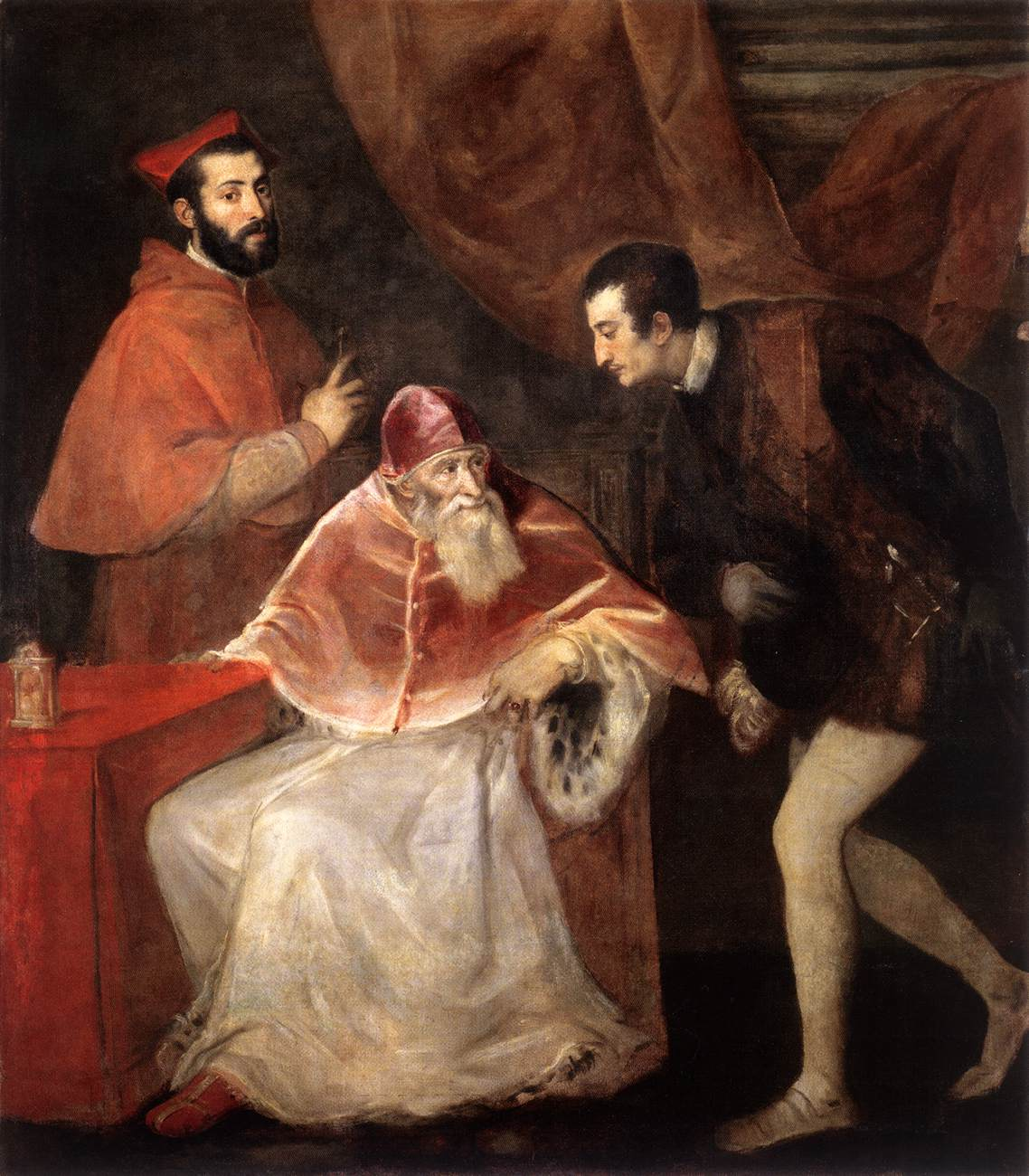
Ritratto di Paolo III con i nipoti Alessandro e Ottavio Farnese, Tiziano

Sotto il profilo pittorico la collezione ebbe invece avvio nel 1541, con Giulio Clovio che fu chiamato da Alessandro il Giovane e ospitato nel palazzo Farnese di Roma, dove rimarrà fino alla sua morte (avvenuta nel 1578) per realizzare alcune opere, tra cui le decorazioni nel Libro delle ore (oggi al Pierpont Morgan Library di New York) e nel contempo per offrire la propria consulenza su acquisti di opere d'arte.
Tra il 1542 e il 1545 avvennero le prime grandi commesse pittoriche della famiglia, tutte avanzate dal cardinal nipote Alessandro il Giovane: Tiziano fu infatti chiamato da questi in terra emiliana alla corte papale, che nel frattempo vedeva il pontefice impegnato a stilare un accordo di pace con l'imperatore Carlo V d'Asburgo, con lo scopo di eseguire diversi ritratti della famiglia, tra cui quello a Ranuccio Farnese (1542), che rappresenta di fatto la prima opera del Vecellio per la famiglia farnesiana, a Paolo III, con (nel 1543) e senza camauro (nel 1545 circa), nonché il Ritratto del cardinale Alessandro Farnese (1545-1546).
Per convincere Tiziano a svolgere i lavori e ad assecondare le richieste fatte, il cardinale manifestò tacitamente l'intenzione di dare seguito alla volontà del pittore veneziano che chiedeva di far ottenere a suo figlio Pomponio, che aveva preso i voti clericali, l'abbazia di San Pietro in Colle, nella diocesi di Ceneda (attuale Vittorio Veneto).

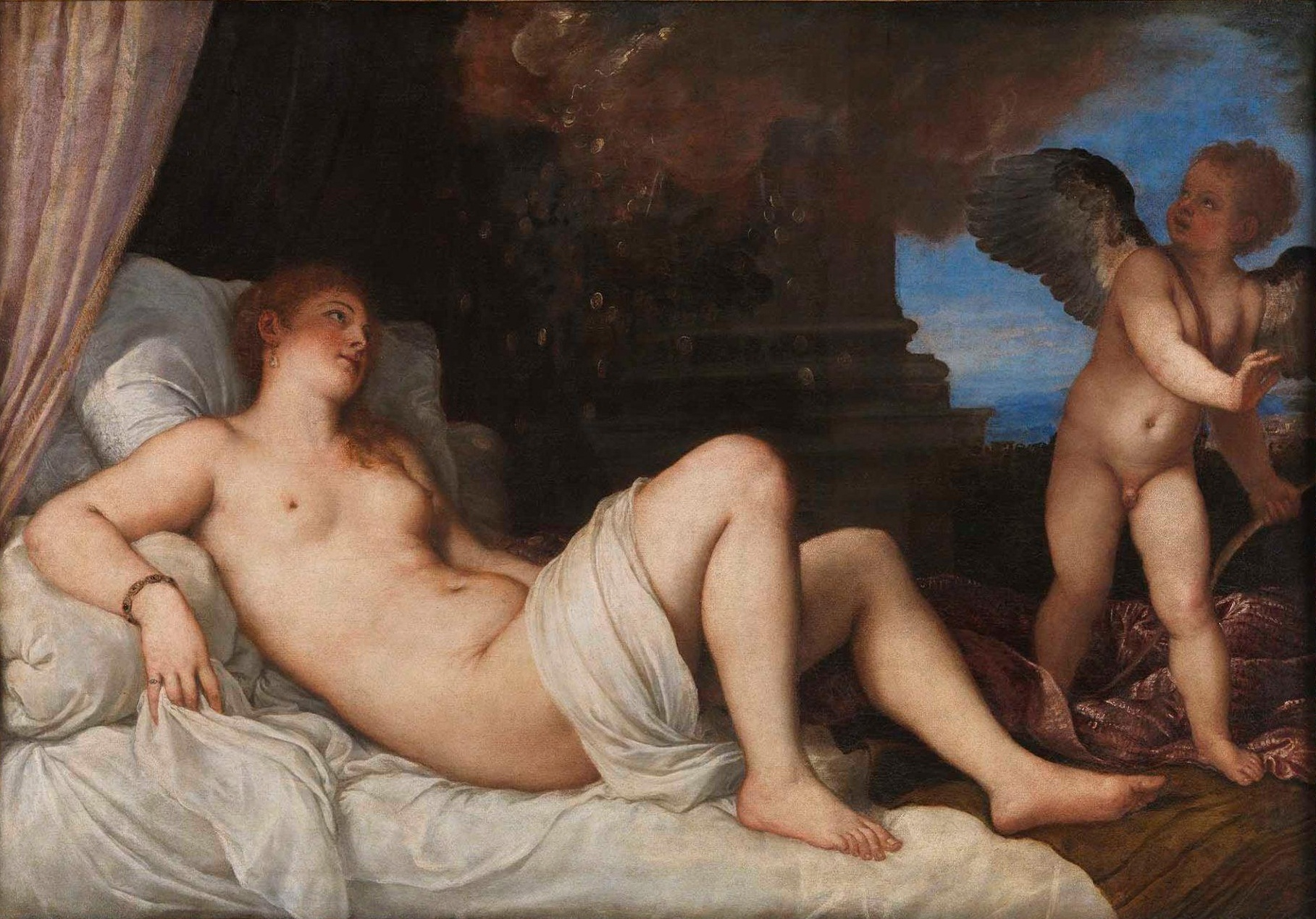
Danae, Tiziano

Tuttavia, nonostante i ritratti farnesiani svolti dal pittore, a cui si aggiunsero anche altri dipinti realizzati durante un breve soggiorno a Roma sempre alla corte dei Farnese, dove compì la Danae (1545), richiesta espressamente dal cardinal-nipote per il proprio camerino, e il Ritratto di Paolo III con i nipoti Ottavio e Alessandro Farnese (1545-46), il maestro non riuscì a ottenere i privilegi sperati per il figlio, che infatti ebbe solo una modesta curia nel Veneto.

##### I primi inventari

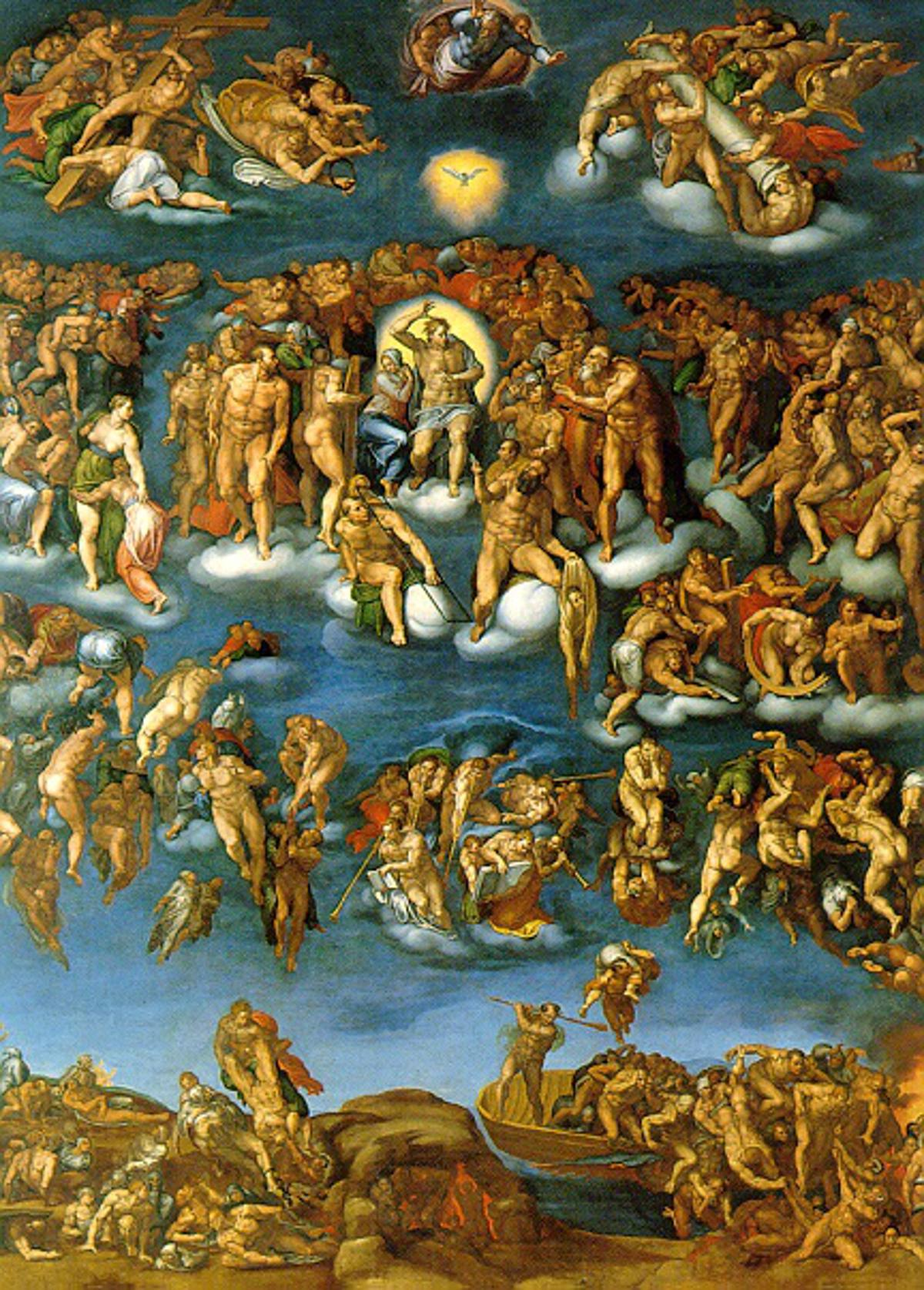
Giudizio Universale, Marcello Venusti

Dopo la morte di Paolo III avvenuta nel 1549 l'evoluzione della collezione ebbe un rallentamento a causa anche del minor potere politico di cui poteva pregiarsi la famiglia negli anni immediatamente successivi alla scomparsa del papa; infatti nel 1551 i Farnese vennero messi al bando e dichiarati "ribelli" da papa Giulio III in quanto avevano precedentemente trovato accordi di protezione politica con i re di Francia.
Allo stesso 1549 risale la commissione a Marcello Venusti di realizzare una copia (oggi al Museo di Capodimonte di Napoli) del Giudizio Universale di Michelangelo, divenuta nota perché riprendente la composizione originale pensata dall'artista fiorentino, quindi prima degli adeguamenti che compirà Daniele da Volterra, chiamato in causa per effettuare le coperture dei nudi dei personaggi raffigurati.
Non si dispongono di notizie certe circa la sistemazione delle opere nel palazzo di Campo de' Fiori durante la sua edificazione. Di certo si sa che fino alla morte di Paolo III il palazzo ebbe un incessante arricchimento di pezzi della raccolta, dove oltre a un primo gruppo di opere commissionate dalla famiglia, su tutte il gruppo di tele e sculture avanzate rispettivamente a Tiziano e a Guglielmo della Porta, con il tempo la collezione si implementa prevalentemente con pezzi provenienti da donazioni, lasciti o acquisti da altre raccolte, derivanti dall'attento mecenatismo degli esponenti del casato.
Un primo elenco delle sculture antiche presenti nella collezione Farnese venne redatto nel 1550, il cosiddetto inventario Aldrovandi, e pubblicato nel 1556, dove sono segnalate e descritte le ubicazioni di gran parte dei pezzi oggi confluiti al Museo archeologico nazionale di Napoli.

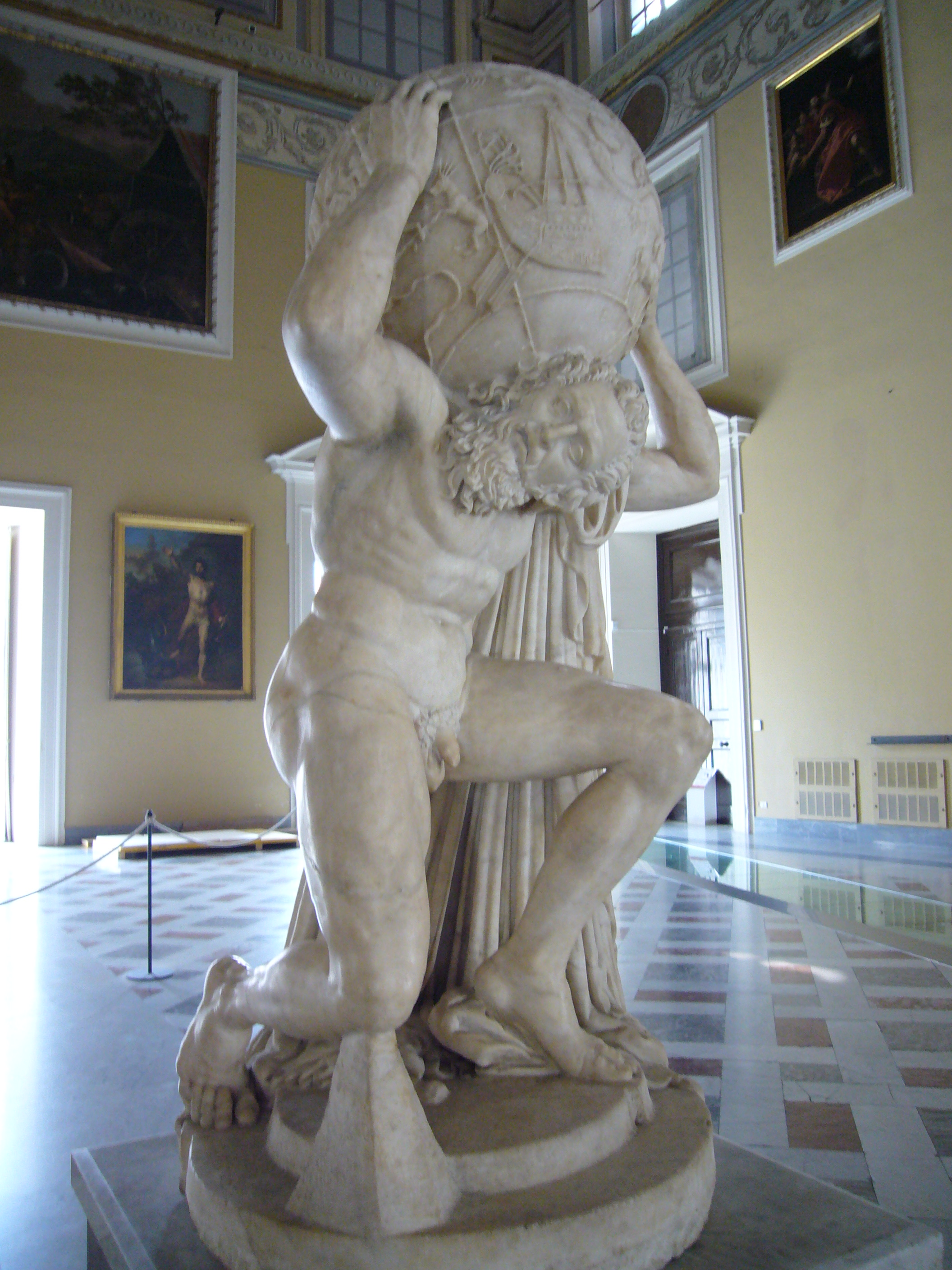
Atlante Farnese

Intanto il cardinale Alessandro Farnese continuava ad arricchire la sua dimora del palazzo della Cancelleria con pezzi archeologici che acquistava per sé, come quelli provenienti dalla collezione Del Bufalo, di cui entrò in possesso nel 1562, che consentì l'ingresso nella raccolta dell'Atlante che porta il mondo e il puteale, cosiddetto Atlante Farnese, un Apollo in basalto, che dopo restauri settecenteschi diverrà l'Apollo citaredo, e dell'Eros Farnese (tutte e tre le sculture oggi al MANN di Napoli). Queste opere vennero poi successivamente trasferite, in un momento non noto, entro gli ambienti di palazzo Farnese, allorquando un'ala dell'edificio fu destinata a ospitare gli appartamenti privati del "cardinal nipote".

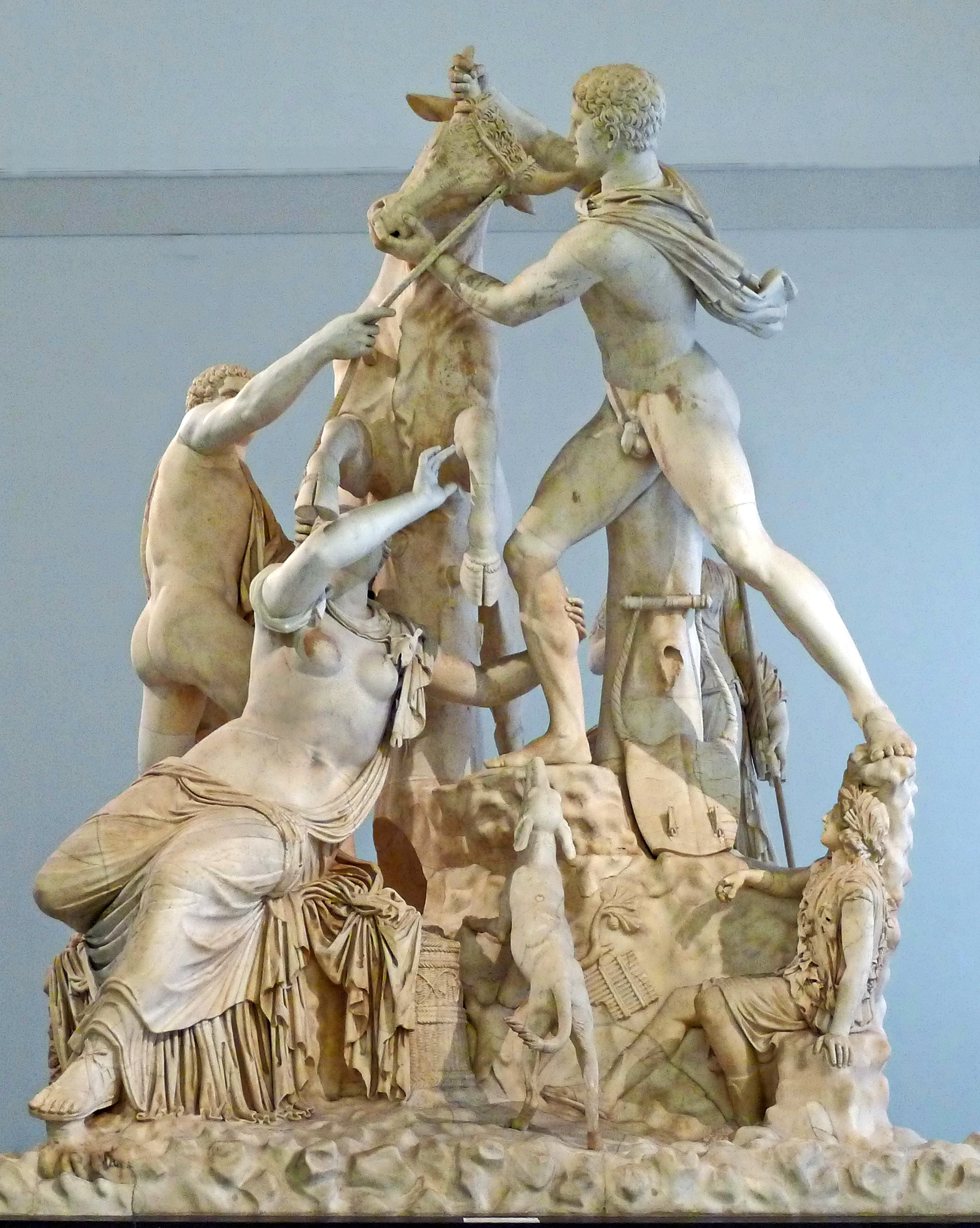
Toro Farnese

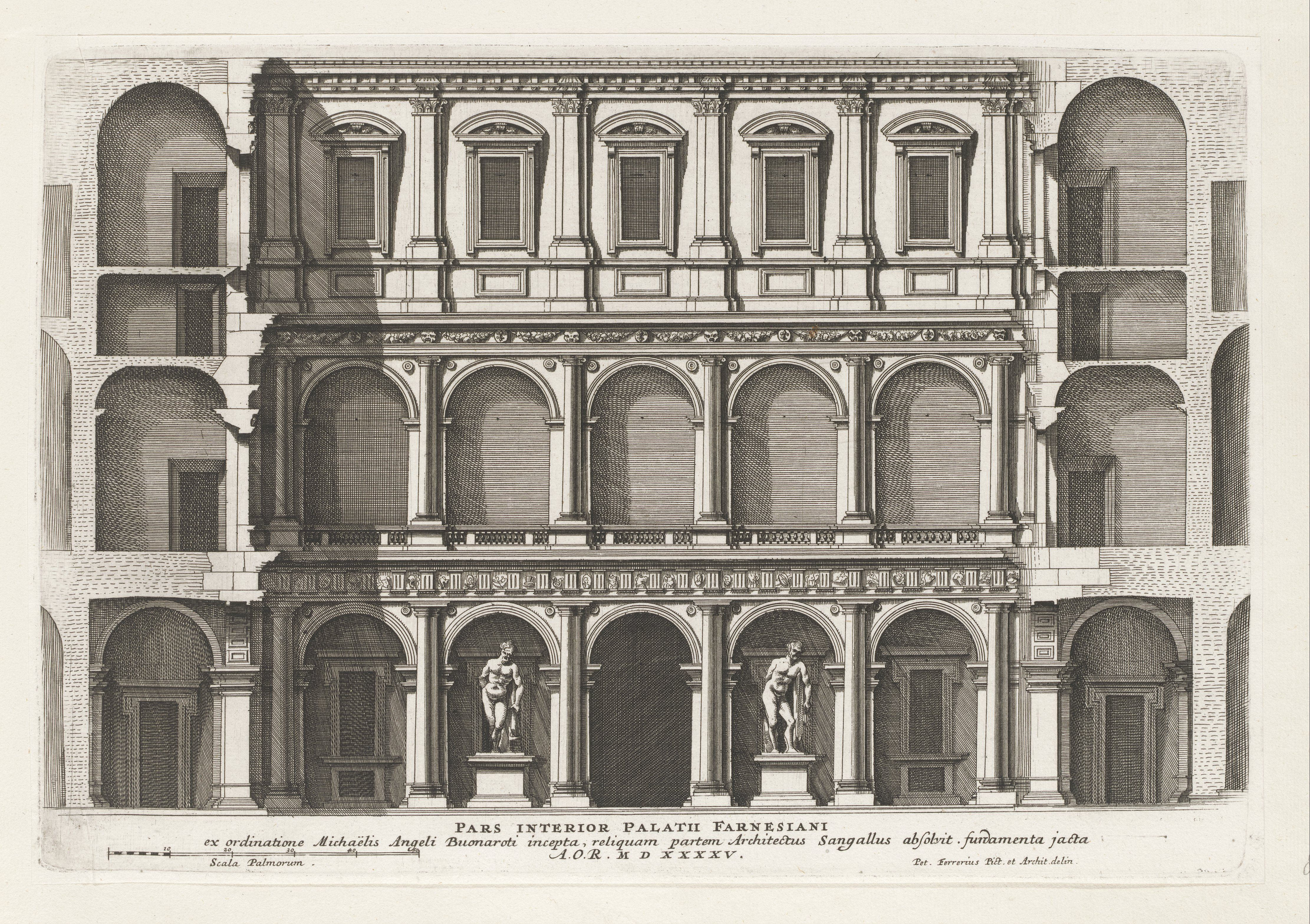
Incisione riprendente il cortile interno, verso il retro della facciata, del palazzo Farnese di Roma, con entro le due arcate lErcole Farnese e quello Latino

Negli anni successivi vi furono altri due inventari, uno redatto nel 1566, un anno dopo la morte di Ranuccio Farnese, e un altro nel 1568, quando ormai la collezione e il palazzo di campo de' Fiori erano già da due anni interamente affidati alle sorti del cardinale Alessandro il Giovane, che si ricorda era fratello di Ranuccio, primogenito di Pier Luigi Farnese e nipote di papa Paolo III. I due inventari più che a mostrare le "differenze" tra l'uno e l'altro catalogo, che di fatto non sono sostanziali in quanto le raccolte di Alessandro erano state trasferite nella residenza di Ranuccio già prima della redazione del primo dei due cataloghi, sono utili a comprendere quelle che erano le disposizioni dei vari pezzi nelle sale del complesso.
Le sculture antiche, tra cui l'Ercole Farnese, quello Latino e la Flora Farnese, erano disposte tra le arcate del cortile interno del complesso; nel salotto dell'ala destra del primo piano, destinata agli appartamenti del cardinale Alessandro, che sarà poi sala degli imperatori, erano invece disposti i busti dei consolari e imperatori romani e le sculture della Venere con l'Amorino Farnese e dell'Eros, mentre nel salone grande al primo piano erano i due Daci prigionieri ai lati della porta d'ingresso e, entro nicchie della sala, diverse sculture, tra cui la statua acefala del Doriforo (acefala in origine) e la statua di Minerva. Altri pezzi frammentari o da restaurare erano invece collocati nella rimessa, dov'era inizialmente anche il Toro Farnese, che per la sua mole era di difficile collocazione e pertanto esposto senza giusta dignità in quest'ambiente, ma che successivamente troverà spazio nei giardini del palazzo. Le statue antiche costituivano il nucleo portante della collezione fino a quel momento, nonostante il gruppo di tele di Tiziano.

##### Le acquisizioni della seconda metà del secolo

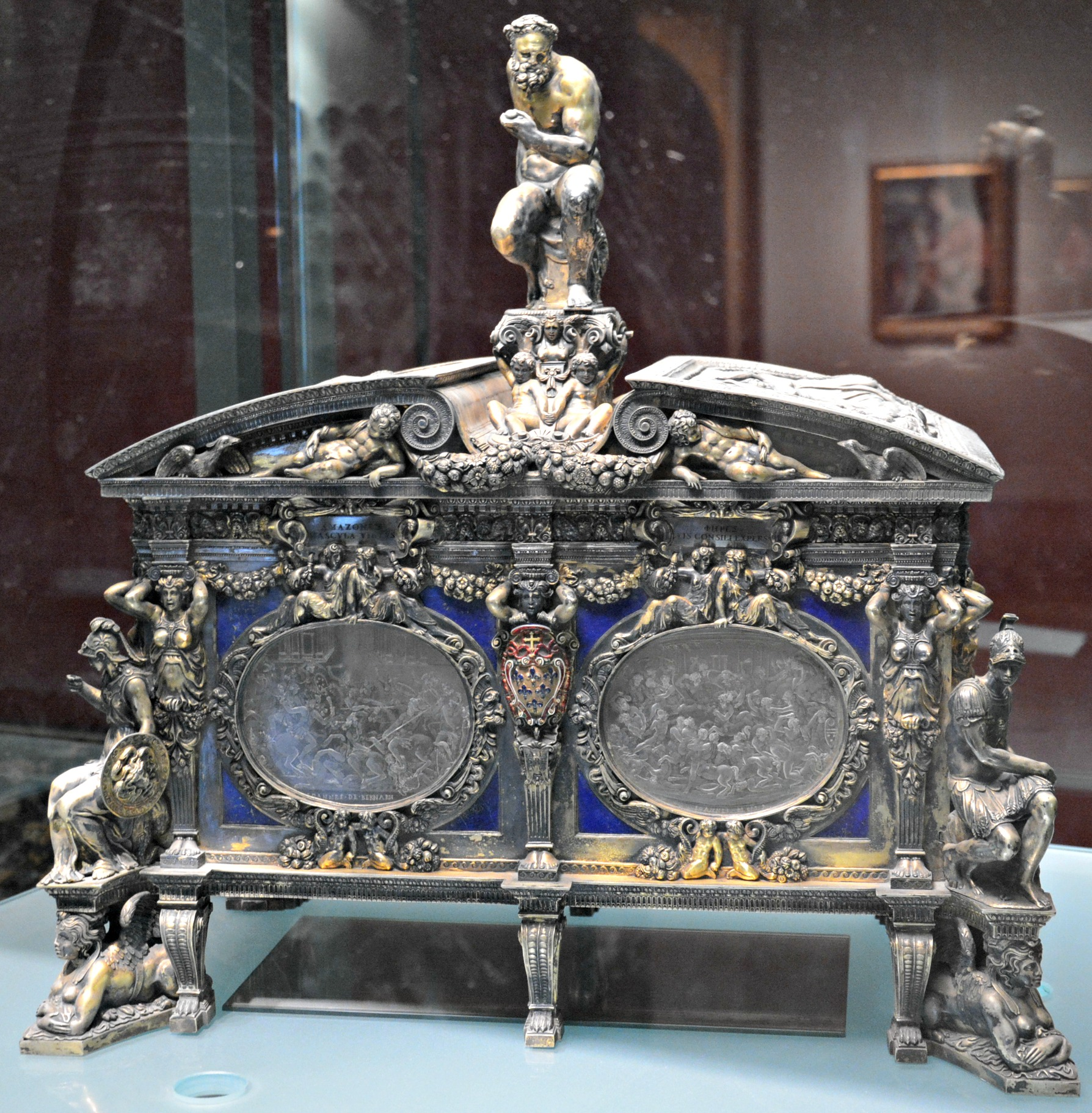
Cassetta Farnese

Tra le arti decorative, che comunque non erano in secondo piano per la famiglia, si segnalano le commesse del gran cardinale Alessandro, di cui una, avvenuta intorno al 1548, è la cassetta Farnese, terminata nel 1561, oggi al Capodimonte di Napoli, i cui cristalli furono intagliati in quell'anno da Manno Sbarri e Giovanni Bernardi, quest'ultimo il più famoso incisore del tempo, mentre un'altra è invece la grande tavola (3,95×1,80 m) a intarsi marmorei da collocare al centro del salone centrale del palazzo, dove rimase fino al XVIII secolo (oggi al MET di New York). Quest'ultima, databile al 1570, in considerazione del fatto che le tre mensole marmoree su cui poggiano i piedi sono decorati con gli stemmi di Alessandro il Giovane e non con quelli di Ranuccio Farnese, che quindi era presumibilmente già morto, e inoltre in quanto non trova citazione nei due inventari del 1566 e del 1568, risulta essere, assieme alla cassetta, uno dei pezzi d'arredo più notevoli della collezione pervenuto oggi.

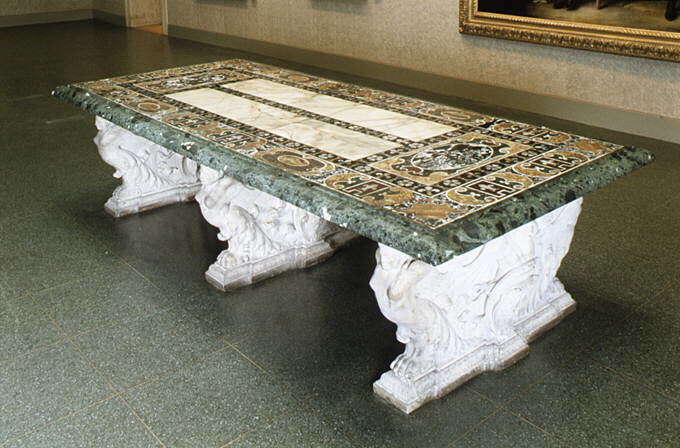
Tavola Farnese

Oltre alle commesse dirette non mancarono anche in campo pittorico acquisti in blocchi di quadri provenienti da collezioni preesistenti che venivano messe in vendita o donate ai nobili Farnese a partire dagli anni '70 del Cinquecento. Giulio Clovio divenne il punto di contatto tra la famiglia papale ed El Greco, che giunse a Roma intorno al 1570 e che una volta entrato in contatto con i Farnese e il loro entourage (come il bibliotecario Fulvio Orsini) eseguì per loro diverse opere, tra cui il Ragazzo che soffia su un tizzone acceso (oggi entrambe a Capodimonte) e la Guarigione del cieco (oggi alla Galleria nazionale di Parma).
Nel 1573 vi fu il lascito del maggiordomo di casa Ludovico Tedesco, che stabilì nel testamento una selezione di opere da fare scegliere al cardinale Alessandro per includerle nella propria collezione. Intorno al 1578 risale invece l'acquisto di una collezione di medaglie dal cardinale Mocenigo, mentre nel 1581 entrò in possesso di alcuni pezzi della collezione del cardinale Bembo, messa in vendita dal figlio di questi, tra cui una testa di Antinoo, già in collezione Chigi, che fu ricollocata sul corpo del Doriforo (generando l'attuale Antinoo Farnese) e disposti nella Galleria del palazzo. Allo stesso giro di anni il cardinale ebbe poi in dono da tal Andrea Gerardi, che possedeva lotti di terra vicino porta San Lorenzo, diversi sarcofagi di epoca romana finemente fregiati, che trovarono collocazione nel giardino della villa Farnesina, già di proprietà di Agostino Chigi e acquistata dal cardinale Alessandro nel 1580.

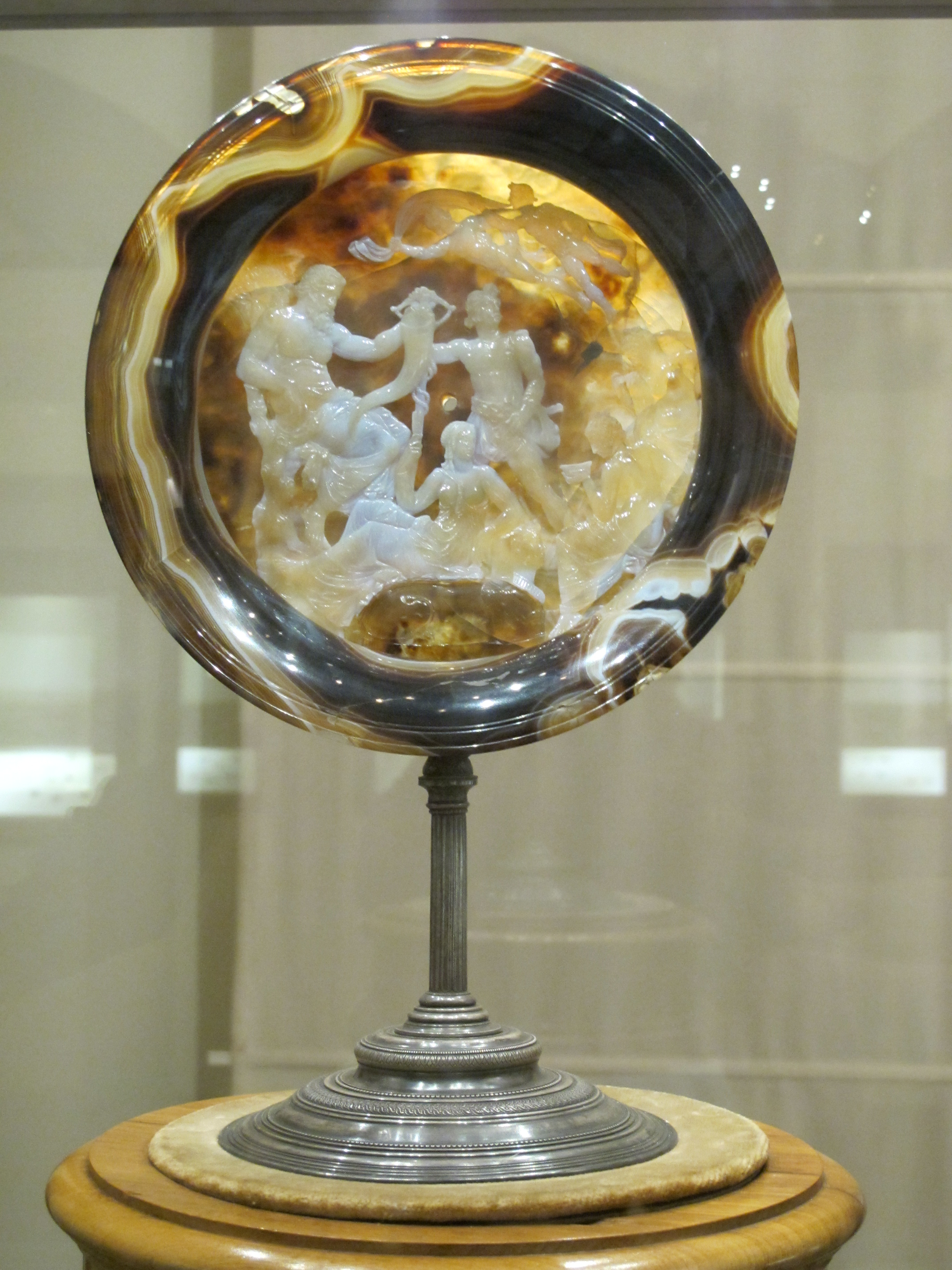
Tazza Farnese

Un importante arricchimento della raccolta di antichità si ebbe poi con la morte di Margherita d'Austria, moglie di Ottavio Farnese, proprietaria già del palazzo Madama, dove visse una parte della sua vita con il marito, ma anche della villa di Monte Mario, la quale alla sua scomparsa (nel 1586) lasciò al marito (che di lì a poco sarebbe morto anch'egli) quest'ultimo edificio monumentale con anche tutte le collezioni in essi custodite (comprese quelle ricevute in dono dal suo primo marito, Alessandro de' Medici), quali quella dei reperti archeologici, tra cui il Gruppo dei Tiranniciti Armodio e Aristogitone (oggi al MANN), un Diadomene di Policleto (oggi al British di Londra), una Venere accovacciata (oggi al MANN), un Bacco (oggi al MANN), una collezione di arazzi e altri pezzi ancora. Con questo lascito iniziò anche a formarsi la preziosa raccolta di gemme con pezzi provenienti dalle collezioni quattrocentesche del pontefice papa Paolo II e di Lorenzo il Magnifico, da cui pervenne la nota Tazza Farnese.

Nel 1587 il cardinale acquista per 500 scudi tutta la collezione di disegni di Tommaso de' Cavalieri, tra gli intimi amici di Michelangelo, di cui possedeva anche alcuni schizzi. Altri dipinti risultavano poi in un inventario del 1587 nella "guardarobba" di Ranuccio Farnese, pervenuti nel palazzo romano per il tramite di Ottavio o dello stesso Ranuccio, dove vengono elencati una quarantina di dipinti, fra cui il Ritratto di Galeazzo Sanvitale del Parmigianino.

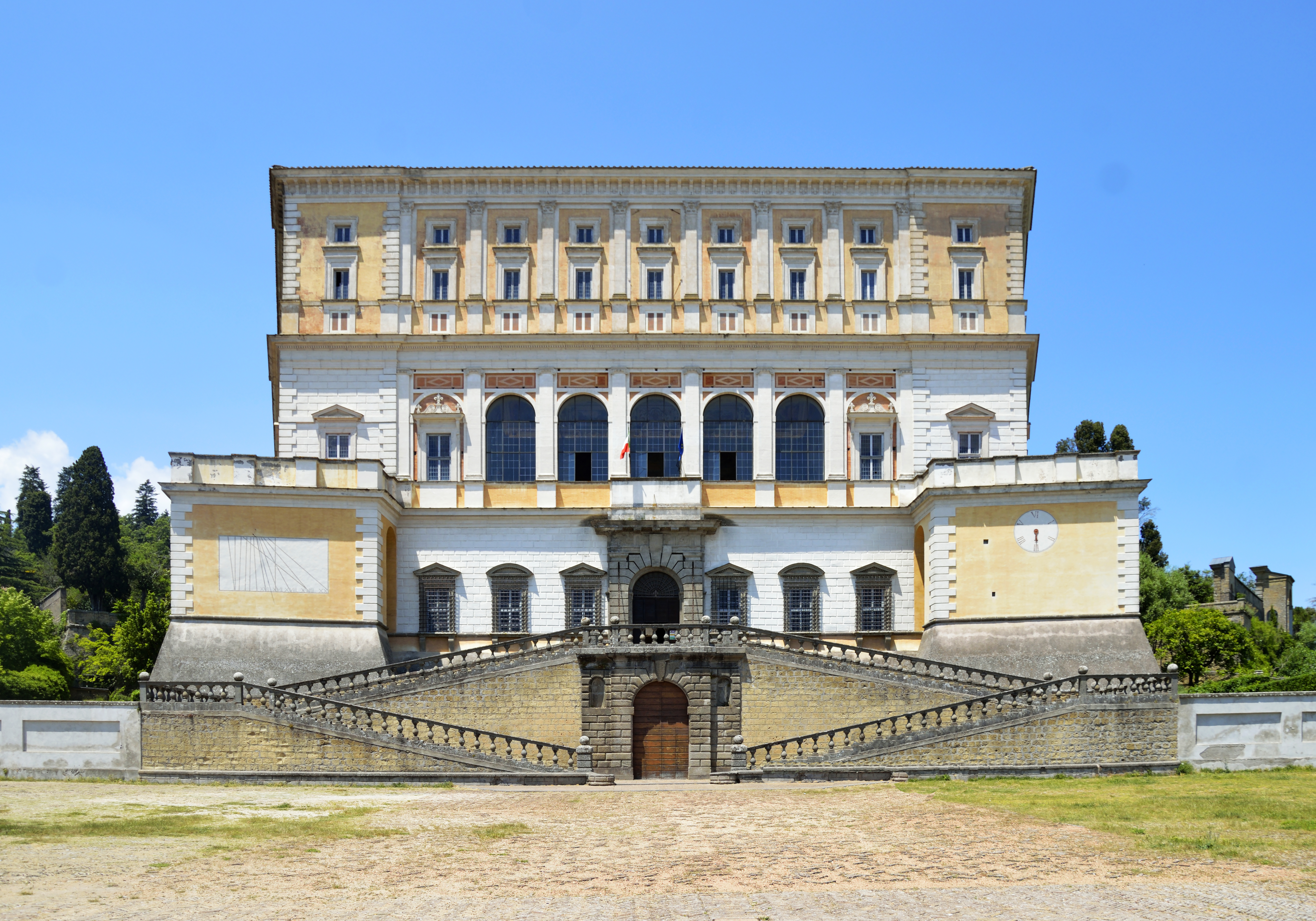
Palazzo Farnese di Caprarola

##### La morte del cardinale Alessandro il Giovane
Nel 1589 il cardinale Alessandro Farnese muore. Agli inizi dell'ultimo decennio del XVI secolo, tra i lasciti di papa Paolo III, le acquisizioni di Alessandro il Giovane e le eredità di Ottavio, la famiglia Farnese vantava una notevole collezione di pitture, una ricca raccolta di antichità, probabilmente tra le più importanti dell'epoca, nonché diversi possedimenti nello Stato Pontificio, quasi tutti, almeno per quelli di ambito romano, commissionati dal Gran Cardinale. Si registrano quindi a quella data il palazzo Farnese di Roma, il palazzo Farnese di Caprarola (residenza personale di Alessandro), la villa Farnesina (acquistata dal cardinale nel 1580 dalla famiglia Chigi), palazzo e villa Madama (acquisiti in dote da Ottavio), palazzo della Cancelleria (altra residenza del cardinale), gli orti farnesiani del Palatino, la Rocca di Ischia di Castro, il Palazzo Farnese di Gradoli, il Palazzo Farnese di Latera, il palazzo Farnese di Piacenza, il palazzo della Pilotta di Parma (costruito da Ottavio), il Palazzo Farnese di Ortona, e altri ancora.

#### La collezione sotto il cardinale Odoardo (1589)

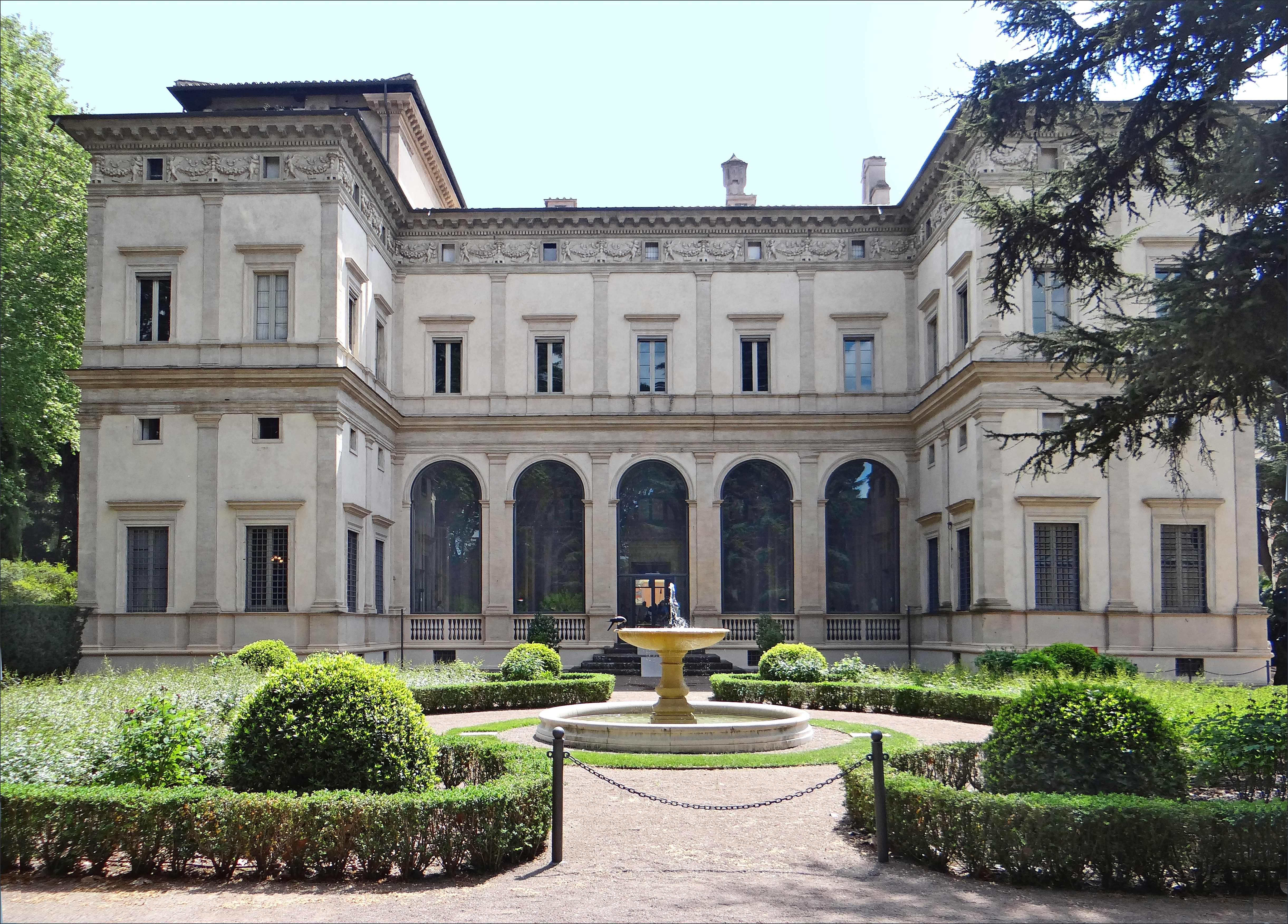
Villa Farnesina, Roma

Morti i tre figli di Pier Luigi Farnese, nipoti di Paolo III, Ranuccio, nel 1565, all'età di 35 anni, Ottavio, nel 1586 e il cardinale Alessandro, nel 1589, la collezione Farnese passò ai nipoti di Ottavio, nonché figli di Alessandro, III duca di Parma e Piacenza, ossia Odoardo, che segue le opere conservate a Roma e il fratello Ranuccio I, IV duca di Parma e Piacenza, che segue invece le vicende che interessano il ducato.

Tra la fine del XVI secolo e gli inizi del XVII la collezione cominciò a includere sia nella dimora romana che in quelle di Parma e Piacenza, grazie anche ai contributi di Alessandro Farnese, IV duca di Castro, altro nipote di Paolo III e figlio di Ottavio, opere di Raffaello, Sebastiano del Piombo, Guglielmo Della Porta, Michelangelo, El Greco e di altri artisti.

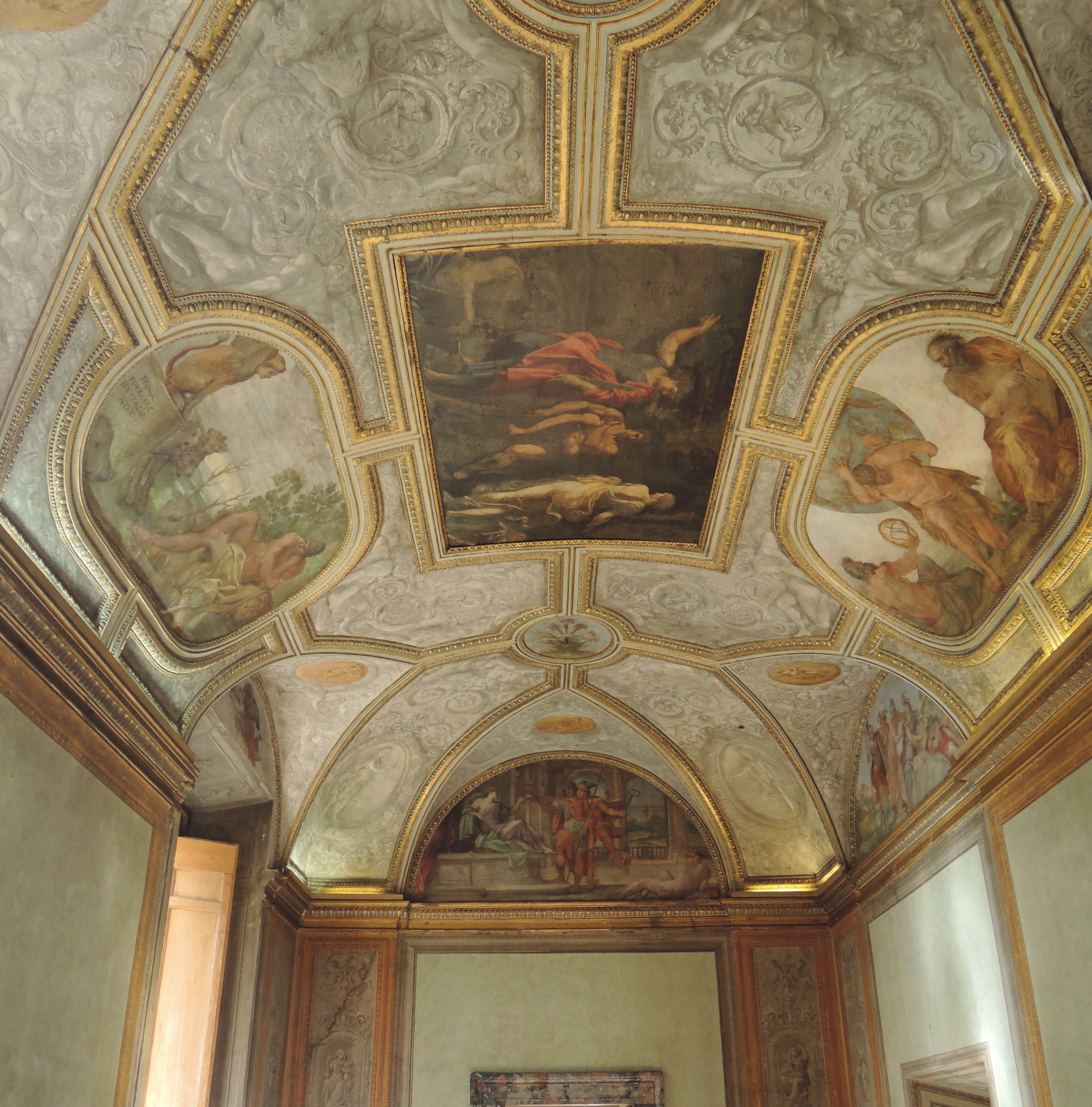
Camerino di palazzo Farnese, Roma

Odoardo, figlio di Alessandro, fu particolarmente attivo al palazzo di Roma, dove commissionò diversi lavori di ammodernamento dell'edificio, tra cui quello che diverrà uno dei cicli pittorici più importanti della storia dell'arte, che spalancò le porte alla corrente barocca, ossia i cicli di affreschi Annibale e Ludovico Carracci con la loro bottega, dove nella Galleria eseguirono storie degli Amori degli dei (1597-1607), nonché i cicli di affreschi nel camerino Farnese, dedicati alle gesta del padre Alessandro, con al centro della volta la tela dell'Ercole al bivio (oggi al Capodimonte di Napoli). I lavori di arricchimento del palazzo voluti dal cardinale interessarono anche le mura perimetrali dello stesso edificio: questi infatti volle un'espansione sul lato tra via Giulia e il Tevere con il palazzo di famiglia collegato, mediante un ponte interno al corpo di fabbrica, cosiddetto "ponticciolo Farnese", a un altro edificio, il palazzetto Farnese, fatto costruire intorno al 1603 su richiesta dello stesso cardinale, utile a ospitare i suoi appartamenti privati (il fabbricato fu poi distrutto nel 1870 a seguito della risistemazione urbanistica di quell'area).

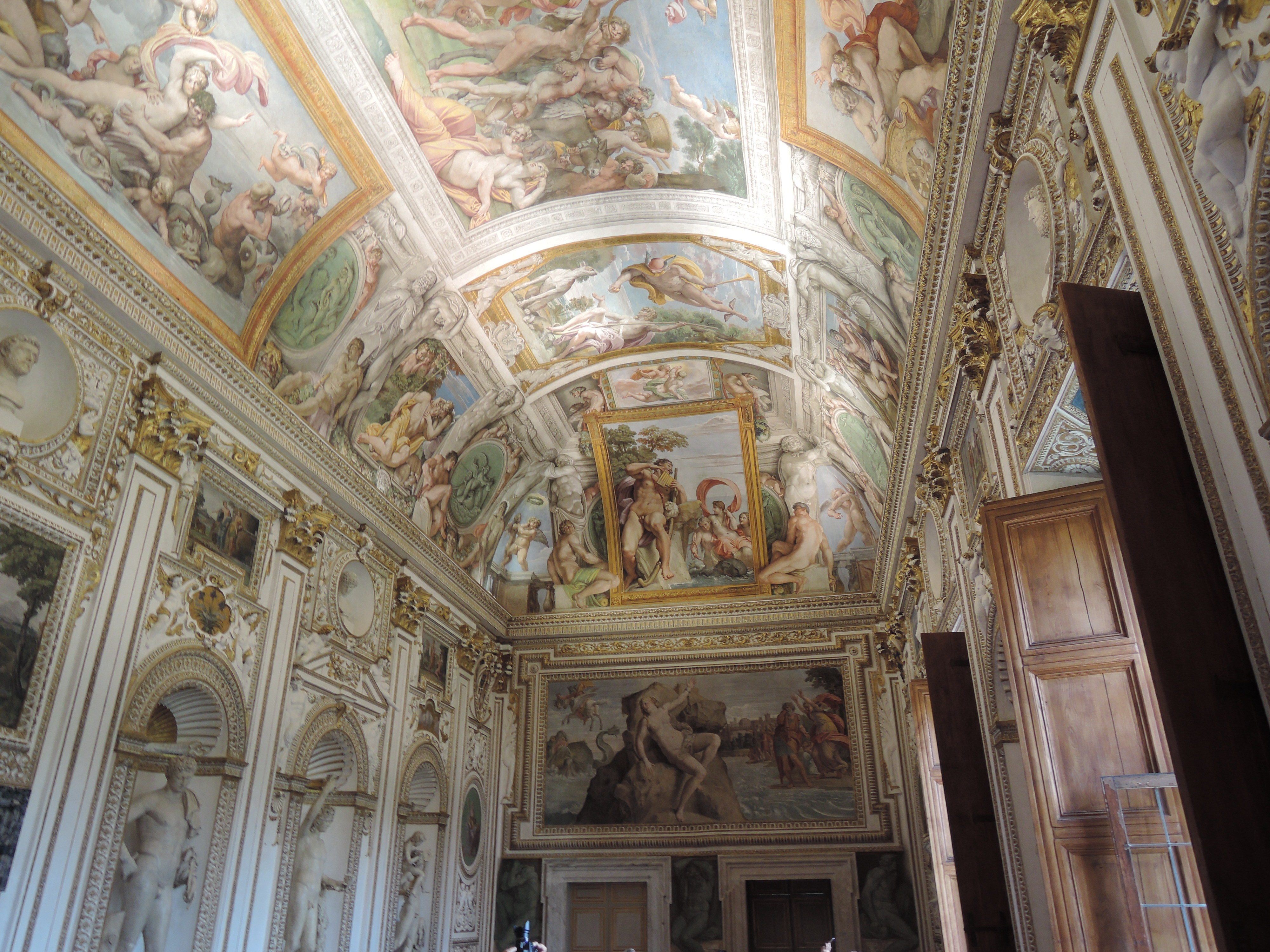
Galleria di palazzo Farnese, Roma

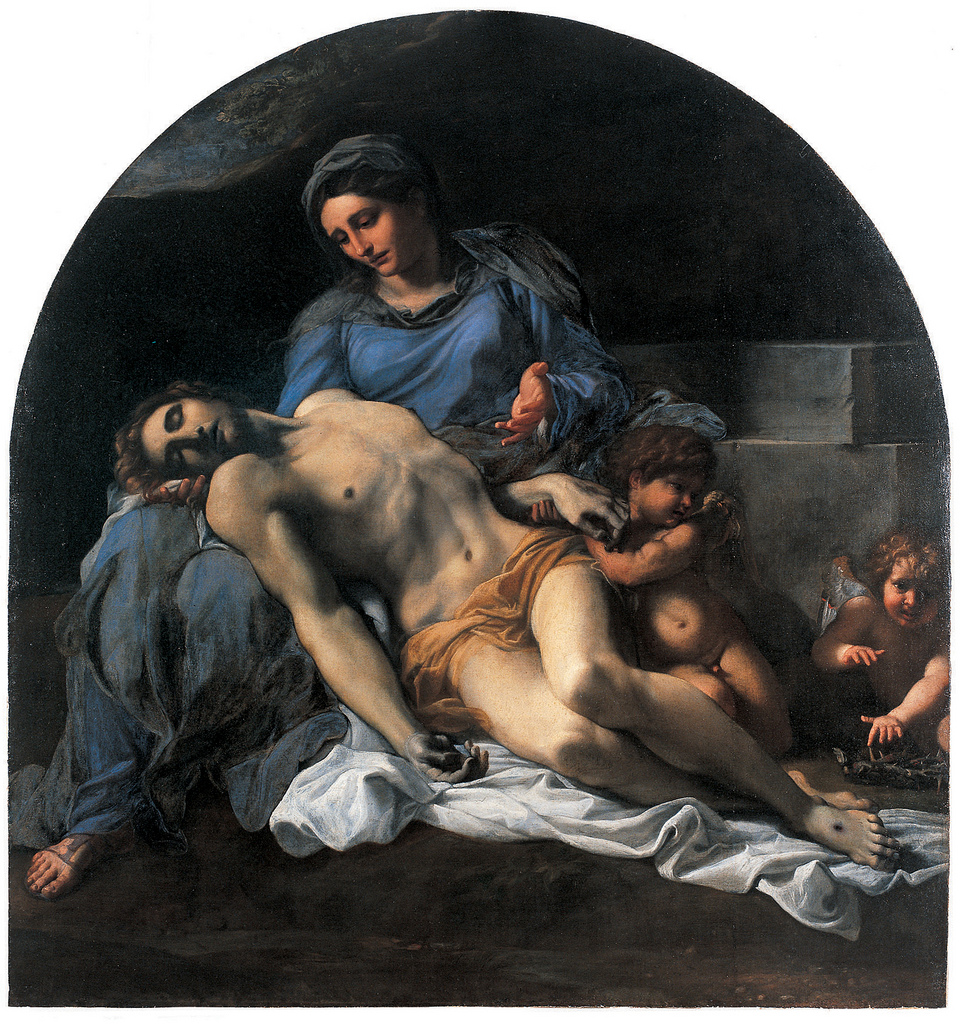
Pietà, Annibale Carracci

Tra le commesse e acquisti più rilevanti avanzate da Odoardo vi fu poi la scultura allegorica, sempre dedicata al padre, raffigurante Alessandro vittorioso sull'eresia, di Simone Moschino, un tempo esposta nel salone del palazzo Farnese (oggi alla Reggia di Caserta), e una serie di pitture di scuola bolognese che costituiscono, assieme alle primissime commesse di Tiziano e ad alcune opere provenienti dalla raccolta Orsini, il nucleo pittorico più importante della collezione. Di Annibale Carracci erano lo Sposalizio mistico di santa Caterina (oggi al Capodimonte), un Cristo incoronato di spine (oggi al Museo di Bologna), un San Pietro, una Visione di sant'Eustachio (entrambi a Napoli), una Venere con satiro e degli amorini e il Cristo e la Cananea (oggi alla Galleria di Parma). Nell'ala del complesso ricadente nel nuovo palazzetto Farnese, invece, gli inventari dell'epoca riportavano altre opere di scuola bolognese: sempre di Annibale Carracci era il Rinaldo e Armida (oggi a Capodimonte) e la Diana e Atteone (oggi ai Musei reali di Bruxelles), di Agostino Carracci erano invece il Triplo ritratto di Arrigo peloso, Pietro matto e Amon nano (oggi a Capodimonte) e un Ratto d'Europa.
A questa fase si riconducono altre due notevoli commesse ad Annibale Carracci, una quella del Cristo in gloria con santi e Odoardo Farnese, per l'Eremo di Camaldoli, oggi alla Galleria Palatina di Firenze, l'altra quella della Pietà, oggi al Museo di Capodimonte di Napoli, quest'ultima che risulta essere tra i massimi capolavori dell'artista e più in generale della pittura barocca italiana, seppur rimane ignota la sua originale ubicazione (probabilmente era la pala d'altare di una cappella privata).

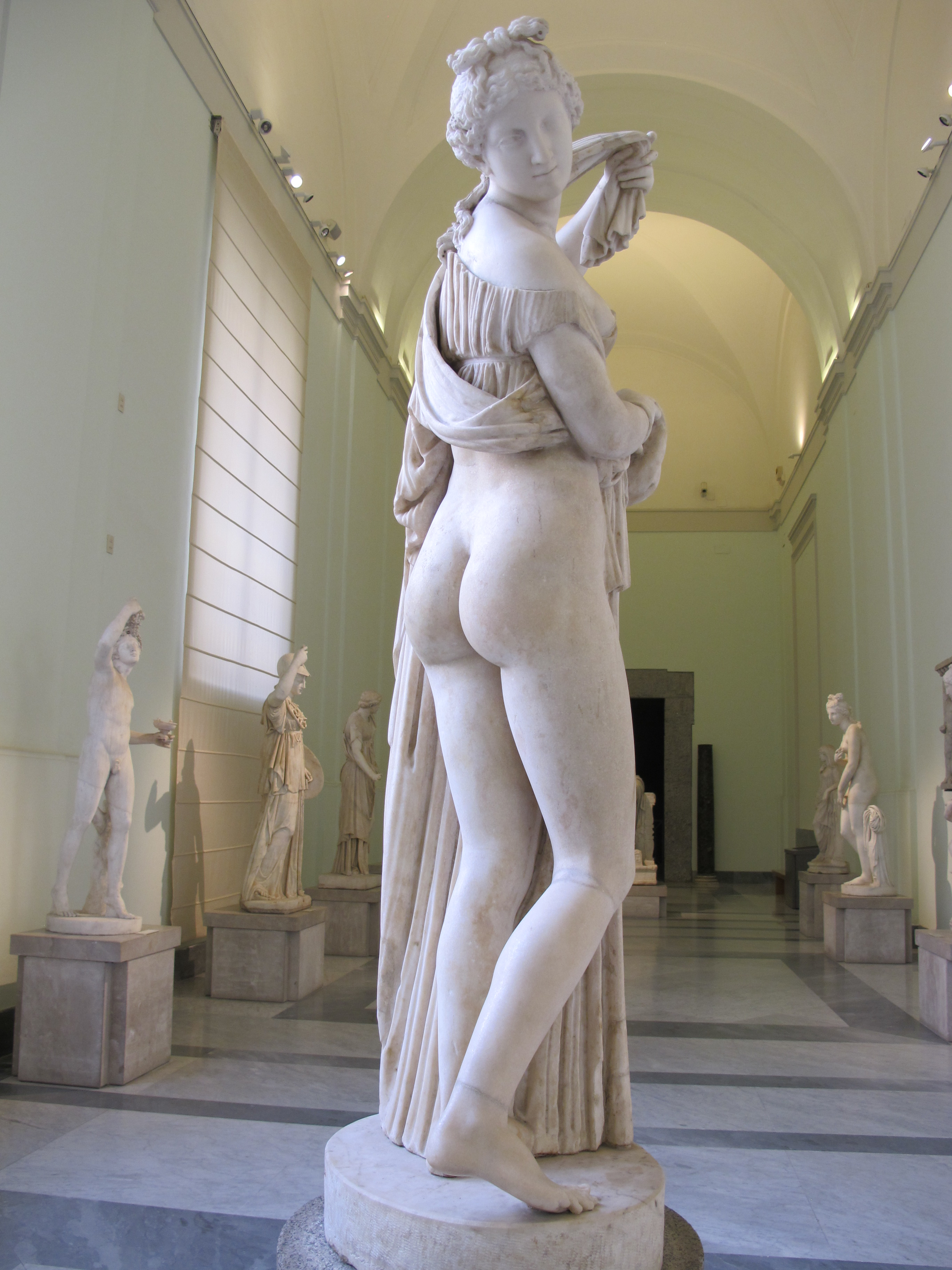
Venere Callipigia

Durante gli anni delle commesse di Odoardo vi furono altre importanti acquisizioni da raccolte esterne, come quella di Giangiorgio Cesarini, marito dell'unica figlia naturale del cardinale Alessandro il Giovane, Clelia Farnese, la cui collezione fu acquistata per 5.000 scudi nel 1593 e dalla quale confluirono nel palazzo diciassette teste di filosofi, rinvenute durante gli scavi delle terme di Diocleziano nel 1576, un Oceano sdraiato, un Satiro e Dionisio bambino e, soprattutto, la nota Venere Callipigia (oggi tutte al MANN di Napoli).

### Seicento

#### Il lascito della collezione di Fulvio Orsini (1600)

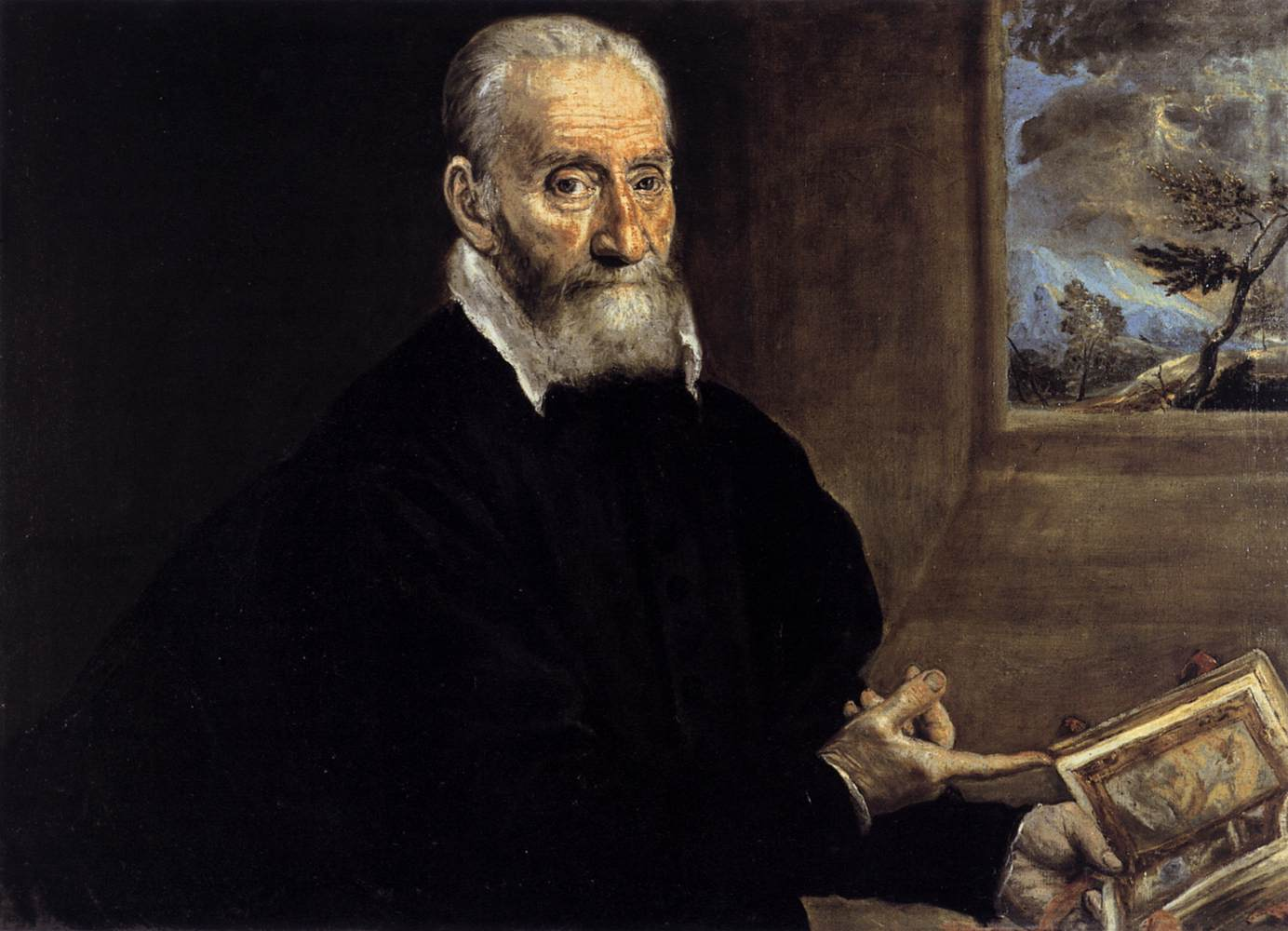
Ritratto di Giulio Clovio con il libro delle ore, El Greco

Un'altra acquisizione notevole fu quella che pervenne grazie al lascito ereditario di Fulvio Orsini, che donò alla sua morte, nel 1600, gran parte della sua raccolta al cardinale Odoardo. Fulvio Orsini era bibliotecario di casa Farnese, studioso, di personalità molto colta e importante collezionista d'arte, che alloggiava al secondo piano del palazzo Farnese, dove rimase fino alla sua morte. Nel 1554 risultava al servizio di Alessandro il Giovane, anche se di fatto lavorava per il cardinale Ranuccio. Alla morte di Ranuccio i suoi servigi passarono al Gran cardinale e seppur rimase formalmente con l'incarico di bibliotecario, la stima che la famiglia ebbe di lui lo portò a divenire il conservatore ufficiale della collezione Farnese e consigliere degli acquisti.
La collezione di Fulvio Orsini si componeva di 400 pietre incise, 150 iscrizioni, 58 busti, 70 monete d'oro, circa 1900 monete d'argento, più di 500 di bronzo, 113 tra dipinti e disegni, più svariati oggetti di antiquariato, per un valore totale stimabile a 13.500 scudi. Tra i dipinti lasciati alla collezione Farnese vi erano numerosi eseguiti da nomi autorevoli, tra cui il Ritratto di Giulio Clovio con il libro delle ore di El Greco (oggi al Capodimonte di Napoli), l'Autoritratto di Sofonisba Anguissola (oggi a Capodimonte), la Partita a scacchi della stessa autrice (oggi al Museo di Poznan), i due Ritratti di Clemente VII di Sebastiano del Piombo (oggi a Capodimonte), il Ritratto di Francesco Gonzaga di Andrea Mantegna (oggi a Capodimonte), due ritratti di Daniele da Volterra (uno alla Galleria di Parma e un altro al Capodimonte di Napoli). Nella collezione erano annoverate anche opere di Giovanni Bellini, Raffaello, Giorgione, Giulio Romano, Rosso Fiorentino, di cui il Ritratto di giovane seduto con tappeto, e altri maestri del Rinascimento italiano.

#### La morte del cardinale Odoardo e il declino della famiglia Farnese a Roma (1626)

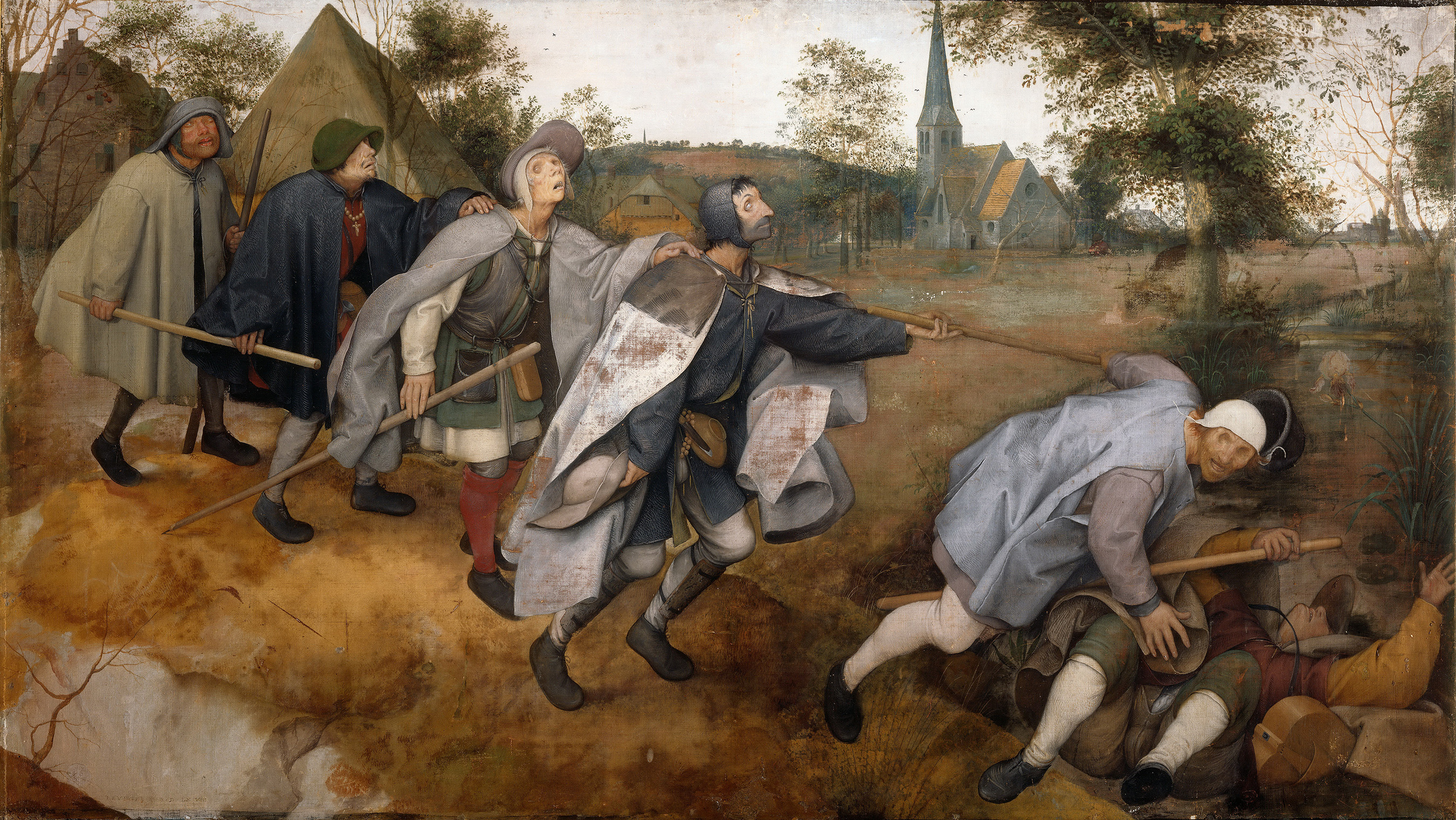
Parabola dei ciechi, Pieter Bruegel il Vecchio

Ulteriori acquisizioni si ebbero poi nei primi del Seicento, in occasione di alcune requisizioni fatte dai Farnese avverso famiglie "ribelli", che hanno consentito l'approdo nella raccolta di opere come la Madonna della Gatta di Giulio Romano, e il Matrimonio mistico di santa Caterina d'Alessandria del Correggio (entrambe oggi a Capodimonte), già in collezione Sanseverino, o come quelle provenienti dalla famiglia Masi, su tutte le due tele di Peter Brueghel il Vecchio del Misantropo e della Parabola dei ciechi (entrambe a Capodimonte).
Tra il 1615 e il 1617 il cardinale Odoardo commissionò a Giovanni Lanfranco quattro affreschi e nove tele (tra cui l'Assunzione della Maddalena e il Cristo servito dagli angeli, entrambi oggi a Capodimonte) per il suo camerino, detto degli Eremiti, collocato in un locale tra il palazzetto Farnese e la chiesa di Santa Maria dell'Orazione e Morte.
Odoardo fu l'ultimo esponente del casato a occupare il palazzo Farnese di Roma, giacché alla sua morte, avvenuta nel 1626, l'edificio cadde in oblio, con il ramo della famiglia più "consolidato" oramai tutto stabilmente impegnato nel ducato di Parma e Piacenza. Prenderà le redini Ranuccio II, che avvierà un progetto di trasferimento della collezione da Roma ai territori del ducato.
Il palazzo romano fu addirittura dato in fitto a stranieri, tra cui nel 1636 al cardinale di Lione Alphonse de Richelieu.

#### Il trasferimento a Parma della collezione pittorica romana a opera di Ranuccio II (metà del XVII secolo)

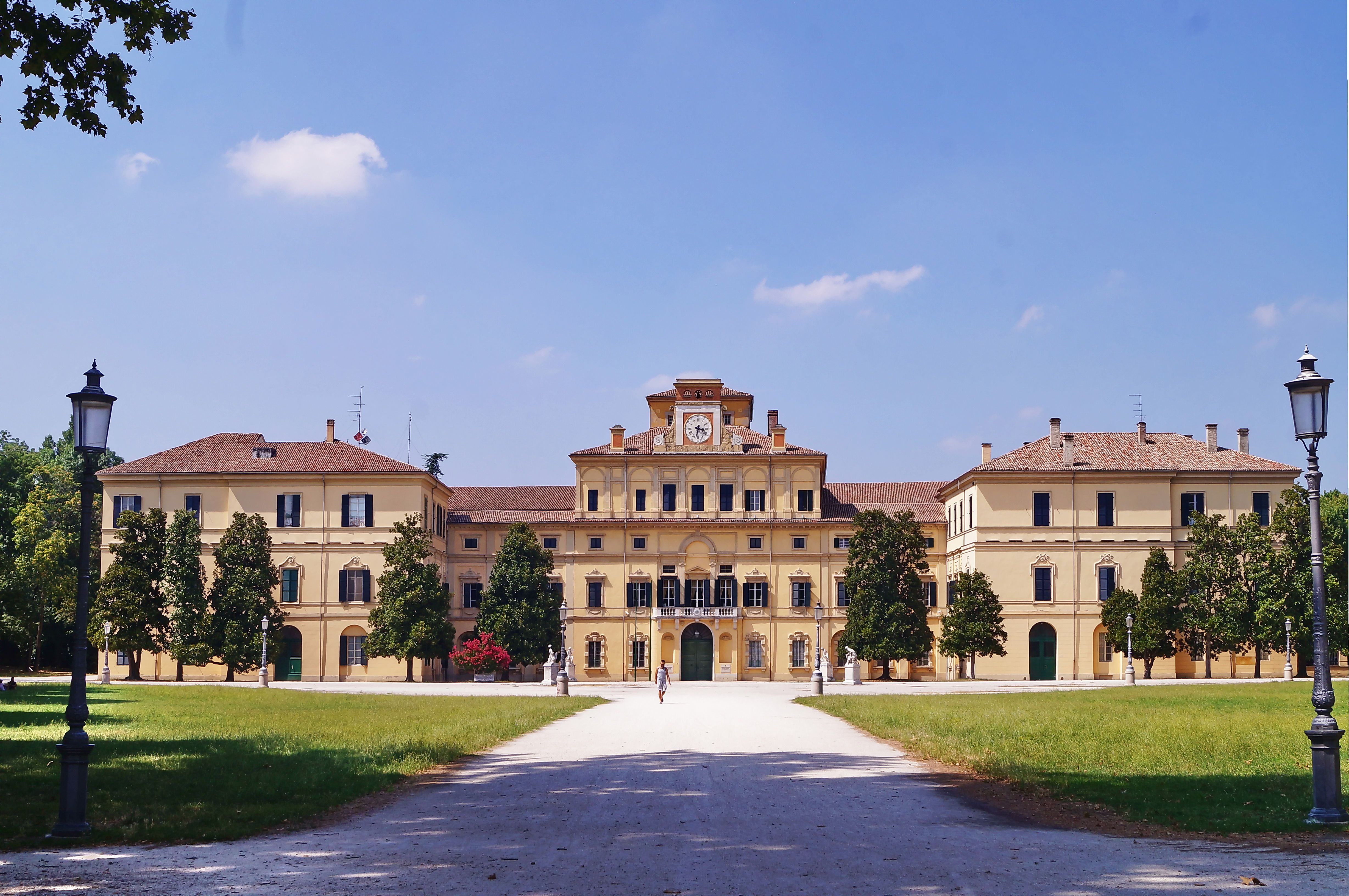
Palazzo del Giardino, Parma

Al 1641, al 1644 e al 1653 risalgono tre inventari della collezione farnesiana che, oltre a elencare in maniera puntuale tutti i possedimenti della famiglia, a differenza di quelli del 1566 e del 1568, risultano essere anche i primi veri e propri inventari completi, riportanti infatti sia le antichità che i beni pittorici. Quello del 1644 in particolare risulta importante per la storia della collezione poiché congelava a quel momento lo status quo della raccolta, prima del trasferimento delle opere a Parma, giacché a partire proprio dalla metà del XVII secolo, Ranuccio II Farnese trasferì l'intero nucleo di dipinti presenti a Roma nelle proprietà di famiglia in terra emiliana, prima nel palazzo del Giardino e poi nel palazzo della Pilotta, determinando una mescolanza di opere tra quelle farnesiane e altre già nella città emiliana che, anche a causa di documentazione poco puntuale, diverranno poi difficili da individuare e scindere.

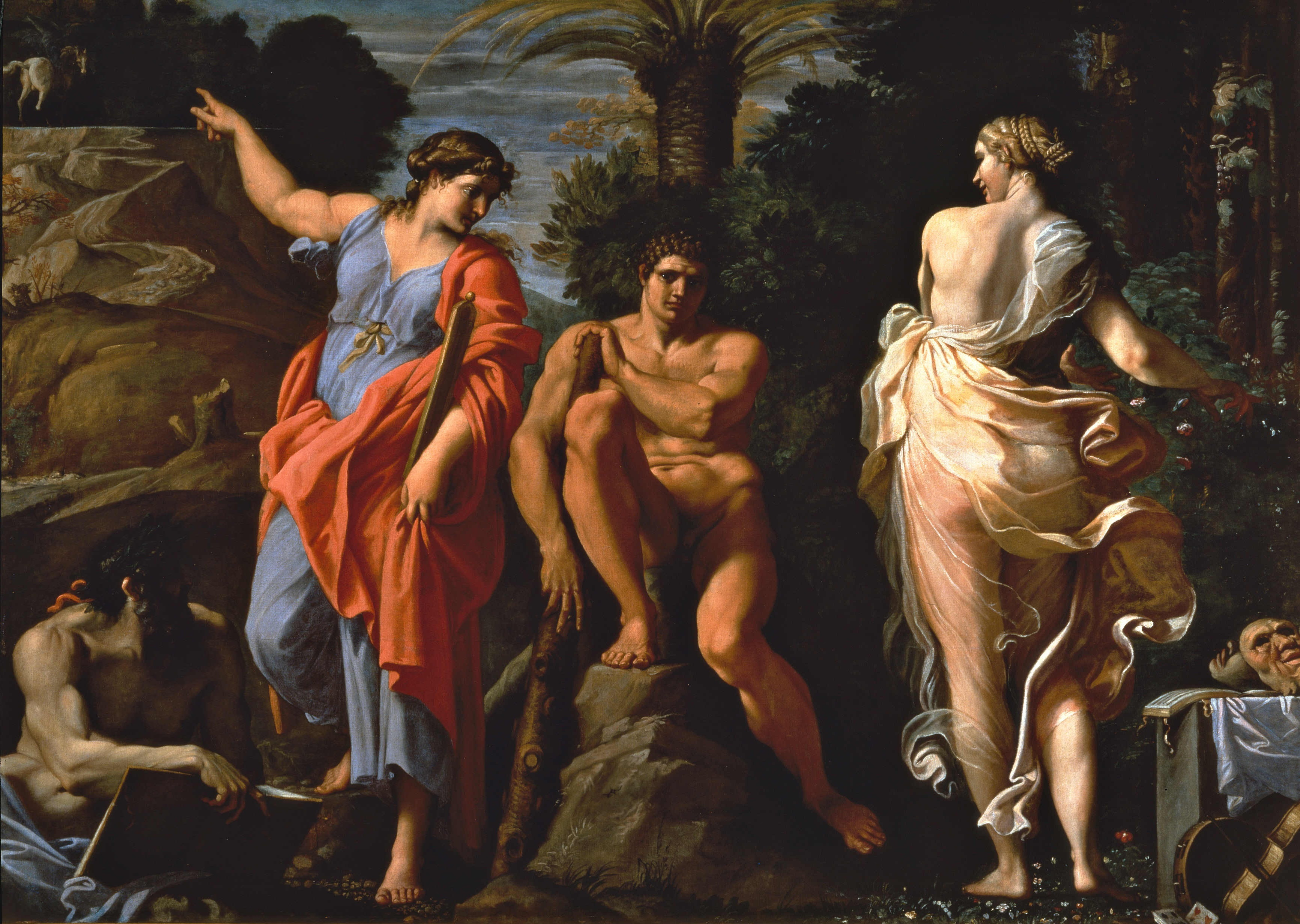
Ercole al bivio, Annibale Carracci

Il trasferimento delle raccolte pittoriche romane avvenne anche a seguito di rivolte nella città papale che manifestarono tra le altre cose sentimenti anti-Farnese. Da lì a pochi anni, dell'intera collezione distribuita per le proprietà della famiglia rimase fuori dalla nuova sede emiliana solo l'insieme di sculture antiche di Roma, che rimasero tutte nel palazzo romano, anche perché erano difficili da trasferire, e qualche sporadico dipinto, come l'Ercole al bivio di Annibale Carracci dello stesso edificio, che verrà condotto a Parma solo intorno al 1668 e sostituito nell'ubicazione originaria da una copia.
Ranuccio II muore nel 1694 e lascia la collezione al figlio Antonio: le opere databili alla seconda metà del Seicento che entrano a far parte della collezione, come quelle di Spolverini e di Denys, sono tutte riconducibili alle commesse avanzate dagli esponenti della famiglia già stanziati tra Parma e Piacenza, quindi dal generale Alessandro e dallo stesso Ranuccio.

### Settecento

#### Il trasferimento delle pitture emiliane a Napoli (1735-1739)

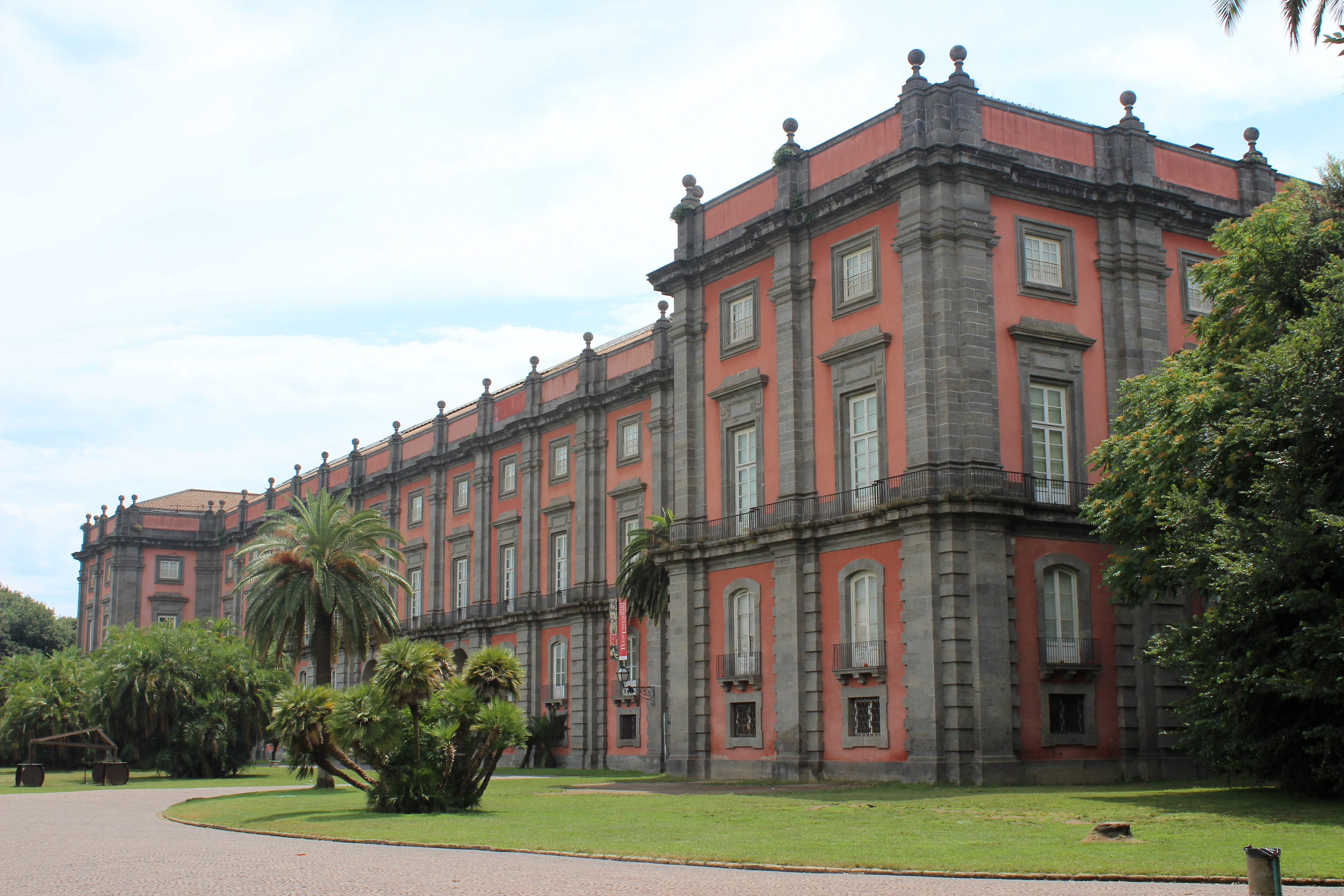
Reggia di Capodimonte, Napoli

Nel 1731, morto senza eredi Antonio Farnese, ultimo esponente del ramo maschile della dinastia, il ducato entrò a fare parte dell'Impero Spagnolo in virtù del trattato della guerra della Quadruplice Alleanza, così il patrimonio transitò dalla nipote Elisabetta, consorte di Filippo V di Spagna, ultima diretta discendente della famiglia, al figlio Carlo di Borbone, nuovo duca di Parma e Piacenza. Scoppiata la guerra di successione polacca tra la Spagna e l'Austria, nel febbraio 1734 Carlo partì alla conquista borbonica delle Due Sicilie e vista la vicina presenza delle truppe imperiali austriache e quelle alleate franco-sarde, nel lasciare Parma, mise in sicurezza i suoi averi disponendo il trasferimento dei beni farnesiani a Genova in attesa di rientrare nella città emiliana in momenti più favorevoli.

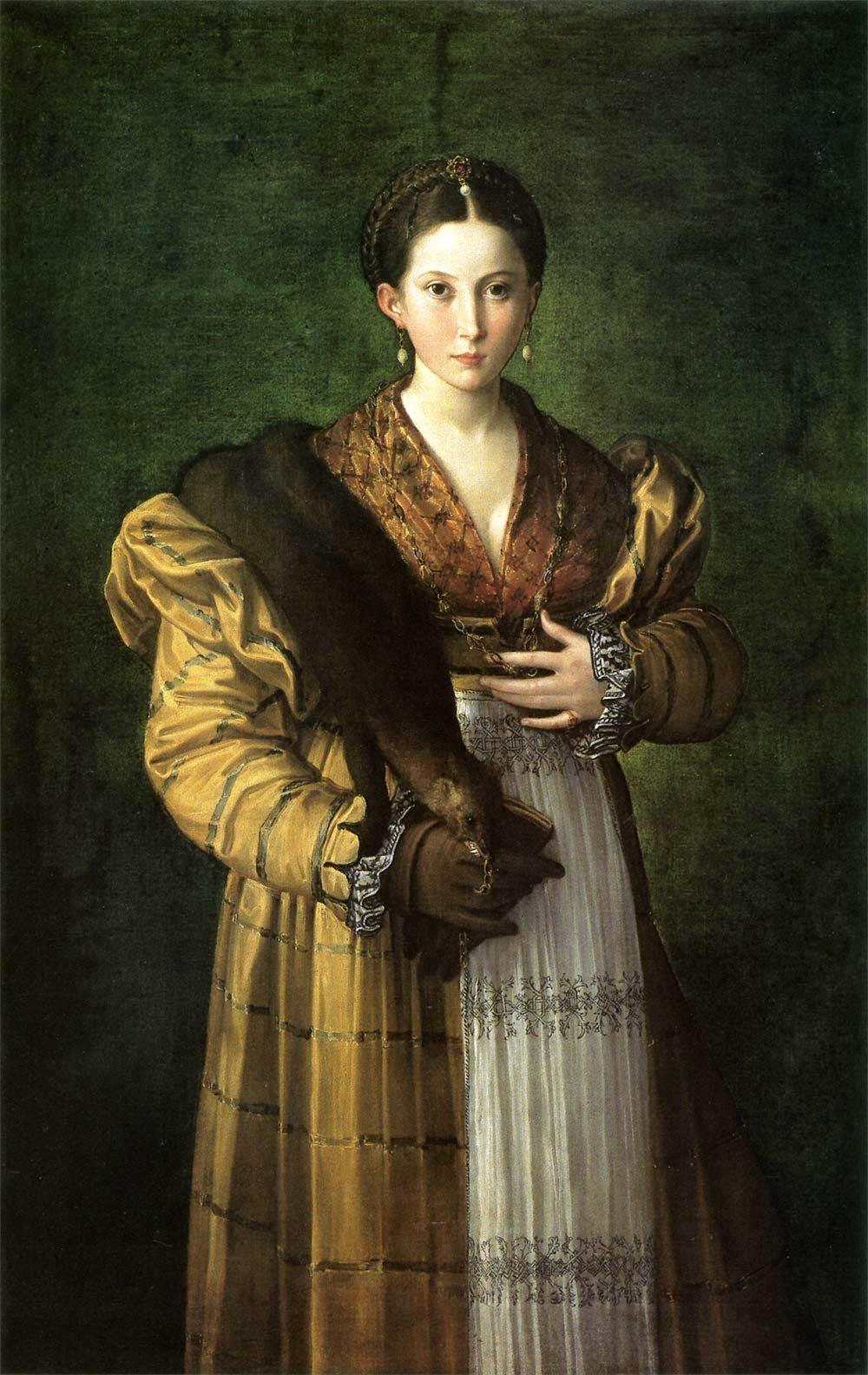
Antea, Parmigianino

La collezione venne definitivamente dirottata a Napoli successivamente ai trattati di pace che decretavano la rinuncia al titolo di duca di Parma per diventare re di Napoli. Il trasferimento delle opere venne completato tra il 1735 e il 1739. Furono inclusi in questo viaggio anche le gemme e la biblioteca farnesiana, portate nel palazzo reale di Napoli nel 1736. Nella capitale del regno Carlo intanto ordinò l'edificazione di una «lustre dimora» che servisse come sede delle opere. Nacque così la Reggia di Capodimonte, ideata dunque unicamente a tale fine e solo successivamente utilizzata dai sovrani francesi, nel corso del decennio 1806-1815, come residenza reale.
Il diritto a trasferire i beni fu riconosciuto a Carlo dai preliminari al trattato di pace di Vienna, conclusi nel 1735. Non tutti i beni di proprietà del sovrano lasciarono Parma: nel 1738 costituì motivo di attrito tra Napoli e Vienna il rifiuto austriaco di permettere il trasferimento da Colorno di due grandi statue in basalto raffiguranti Ercole e Bacco, rinvenute negli orti Farnesiani a Roma ai tempi di Francesco Farnese e depositate nello studio dello scultore Giuliano Mozzani per un restauro fino ad allora incompiuto. Le iniziali proteste di Carlo cessarono poiché la corte spagnola le ritenne diplomaticamente non convenienti.
La grave perdita che subì la città di Parma fu talmente forte che negli anni successivi il nuovo duca Filippo I proibì l'alienazione di diverse opere cittadine (come la Madonna di San Girolamo del Correggio) e istituì l'accademia di Belle Arti, iniziando in questo modo una ripresa artistica utile per donare nuovo splendore alla corte emiliana.

#### Il trasferimento delle antichità romane a Napoli (1786-1788)

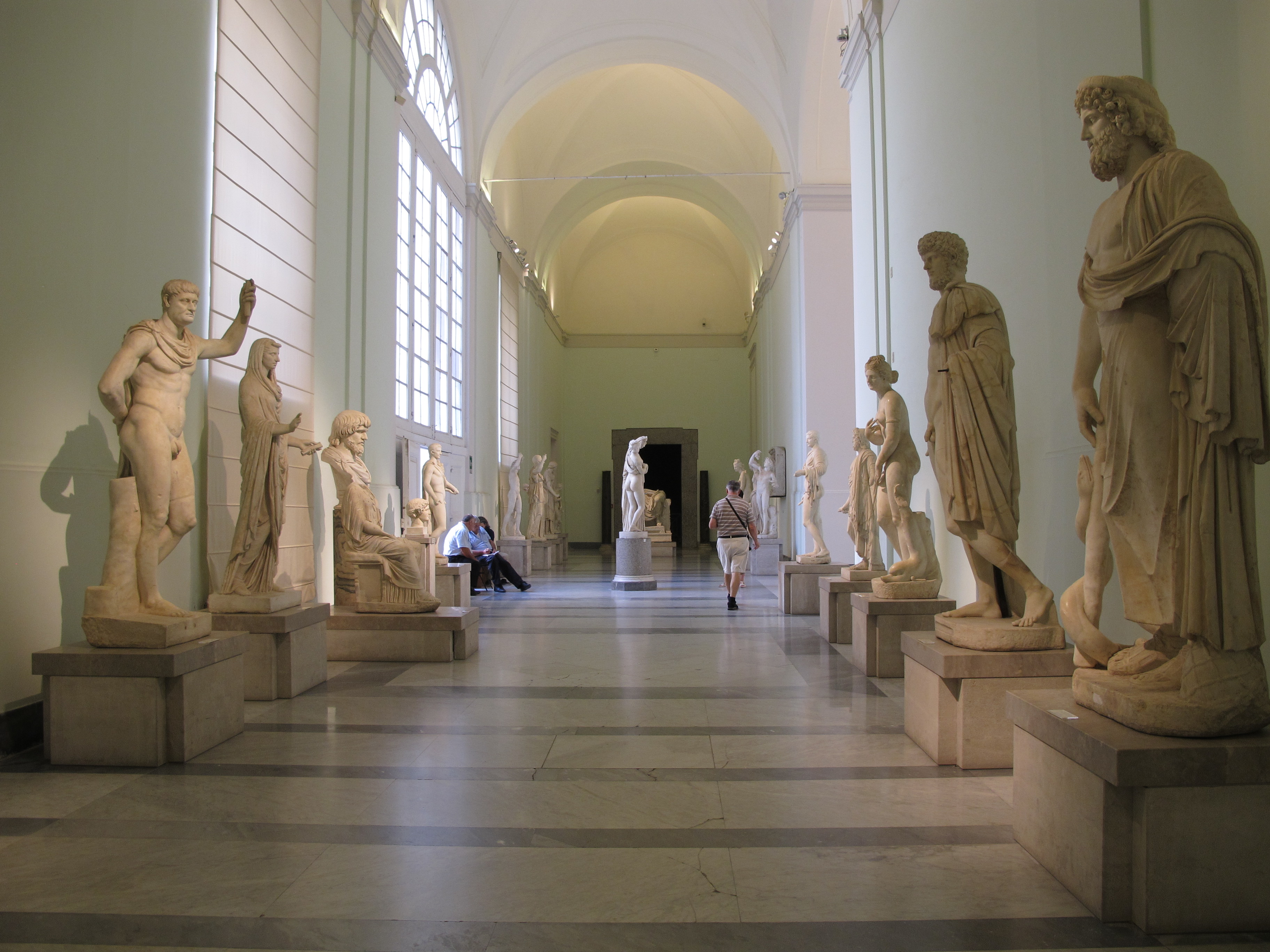
Scorcio della collezione Farnese di sculture antiche al MAN di Napoli.

Il trasferimento della collezione Farnese venne poi completato solo cinquantaquattro anni dopo, quando re Ferdinando IV, figlio di Carlo, decise di spostare a Napoli anche la collezione romana della famiglia, costituita essenzialmente da sculture e reperti archeologici conservati tra Palazzo Farnese, Villa Farnesina e Orti Farnesiani. Anche questo trasferimento, avvenuto tra il 1786 e il 1788, suscitò non poche perplessità nella capitale pontificia: vi furono infatti forti proteste e opposizioni sollevate da parte di papa Pio VI, che provò a tenere in loco la collezione scultorea.
Negli anni successivi, quando Ferdinando si rifugiò a Palermo prima a causa dell'instaurazione della Repubblica napoletana del 1799 e poi della successiva dominazione francese di Giuseppe Bonaparte e Gioacchino Murat (1806-1815), in entrambe le occasioni egli portò con sé le opere della collezione ritenute più prestigiose, per evitarne la spoliazione. Ebbero questa sorte i dipinti di Tiziano della Danae, Paolo III con i nipoti e Paolo III a capo scoperto così come anche alcune opere archeologiche del Real museo borbonico nonché le gemme farnesiane del palazzo reale. Dopo la restaurazione e il definitivo rientro a Napoli della corte borbonica, queste opere furono riportate nuovamente nella città e conservate temporaneamente nella sala del "Gabinetto Segreto" del Real Museo, in attesa della definitiva collocazione.

### Otto e Novecento
Perse alcune opere durante le spoliazioni napoleoniche dei primi dell'Ottocento, dopo l'Unità d'Italia la collezione trovò stabile esposizione: il palazzo dei Regi Studi divenne infatti Museo nazionale. Nei primi decenni del Novecento centotrentotto dipinti della collezione Farnese furono restituiti a Parma e Piacenza come risarcimento delle presunte usurpazioni operate da Carlo di Borbone due secoli prima. Secondo lo storico del Novecento Michelangelo Schipa, tuttavia, lo spostamento della collezione nel corso del Settecento dall'Emilia a Napoli, descritta come «salutare rapina», assicurò la salvaguardia della stessa dai pericoli della guerra che stava per investire anche il ducato di Parma in quegli anni, nonché la permanenza in Italia dei beni farnesiani che, altrimenti, sarebbero finiti in possesso dei nuovi governanti del ducato emiliano, ossia gli austriaci.
Solo nel 1957 la pinacoteca venne distaccata e risistemata, assieme ad altre opere e oggetti d'arte medievali e moderni, nella reggia di Capodimonte. La biblioteca farnesiana invece confluì nella biblioteca nazionale del palazzo Reale.

## Descrizione
Gran parte della collezione Farnese è oggi esposta a Napoli, in tre distinti complessi: al Museo archeologico, a quello di Capodimonte e al Palazzo Reale. Altre opere sono invece esposte nella Reggia di Caserta, nel Museo civico e nel Collegio Alberoni di Piacenza, nella galleria nazionale di Parma, nella Pinacoteca di Bologna, nel British Museum di Londra, nella National Gallery of Art di Washington e in altri musei sparsi per il mondo.
La collezione del Museo archeologico è costituita prevalentemente da sculture romane ospitate per lungo tempo nel palazzo Farnese di Roma, nella villa Farnesina e negli Orti Farnesiani del Palatino.
La collezione di Capodimonte è invece costituita da pitture del Rinascimento emiliano e romano e da pitture fiamminghe raccolte essenzialmente a Roma, poi spostate nella metà del Seicento quasi tutte a Parma, dapprima nel palazzo del Giardino e poi in quello della Pilotta, prima dell'ultimo trasferimento a Napoli avvenuto a partire dal 1735. Nella reggia si conserva dunque quello che è il nucleo più corposo e rilevante della collezione pittorica Farnese. Vi sono altresì custoditi ulteriori reperti come porcellane, ceramiche, piatti, utensili da cucina, armature, argenti, arazzi e oreficerie.
Nel Palazzo Reale di Napoli sono poi altre opere farnesiane, come quelle nella sala XVIII, dedicata alla pittura emiliana; l'ala della residenza reale che costituisce la biblioteca nazionale ospita invece i testi librari della biblioteca farnesiana.
I dipinti che "nascono" nel palazzo Farnese di Roma riportano sul retro della tela il sigillo in ceralacca grigio con il giglio dei Farnese, mentre quelli che "nascono" dalle collezioni di Parma e Piacenza hanno il sigillo di colore rosso.

## Elenco delle opere (non completo)

### Archeologia

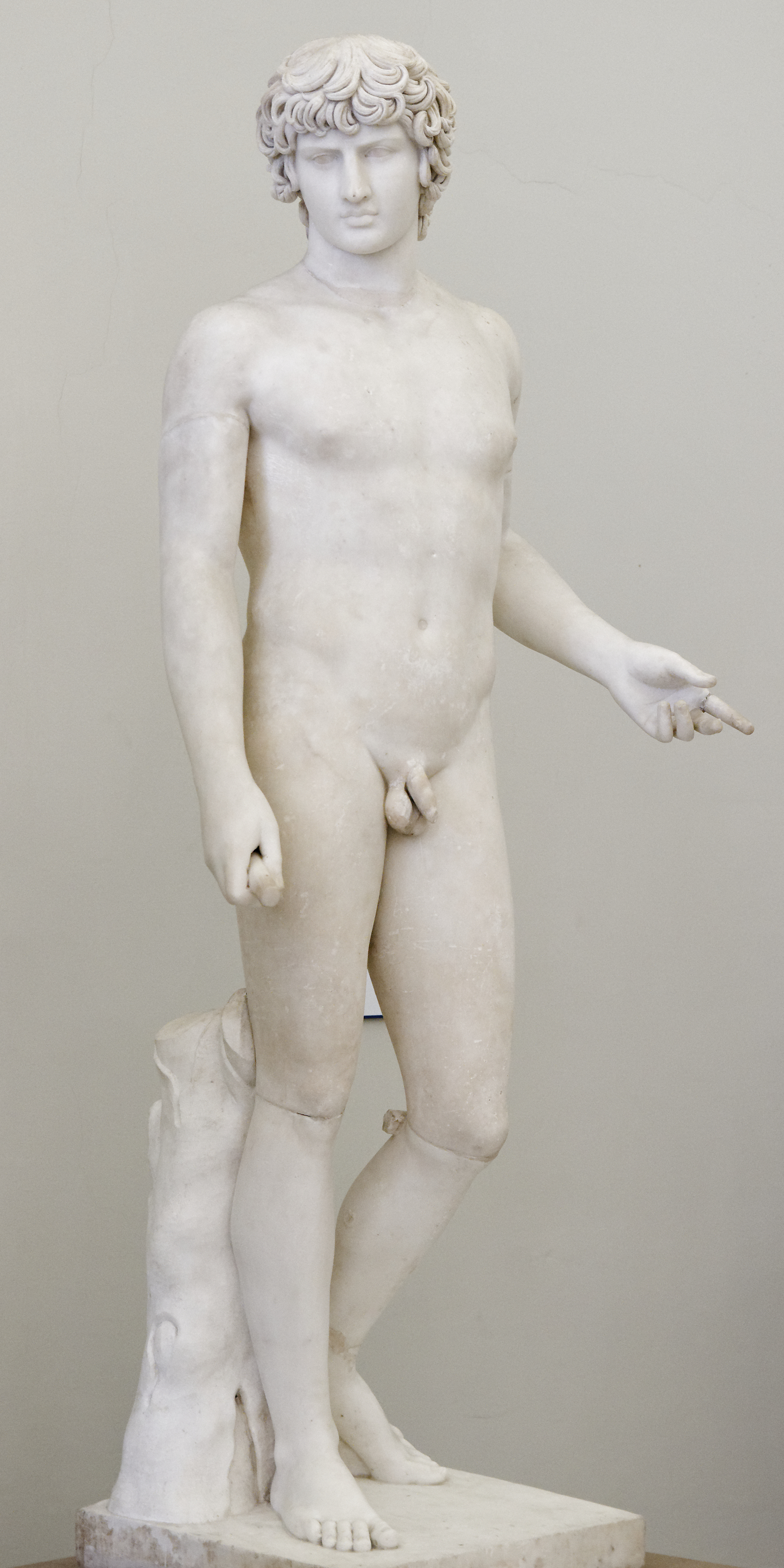
Antinoo Farnese

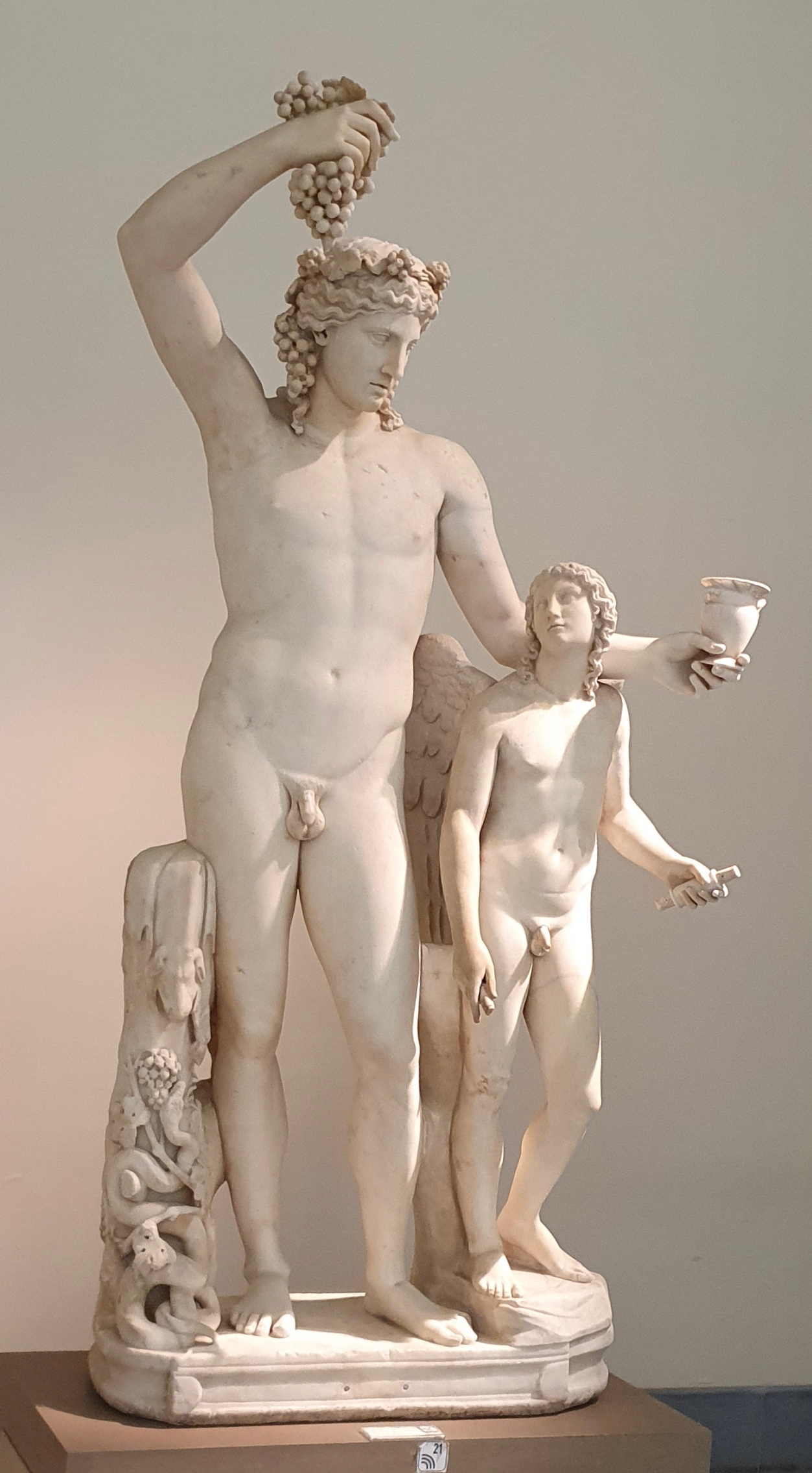
Dionisio ed Eros

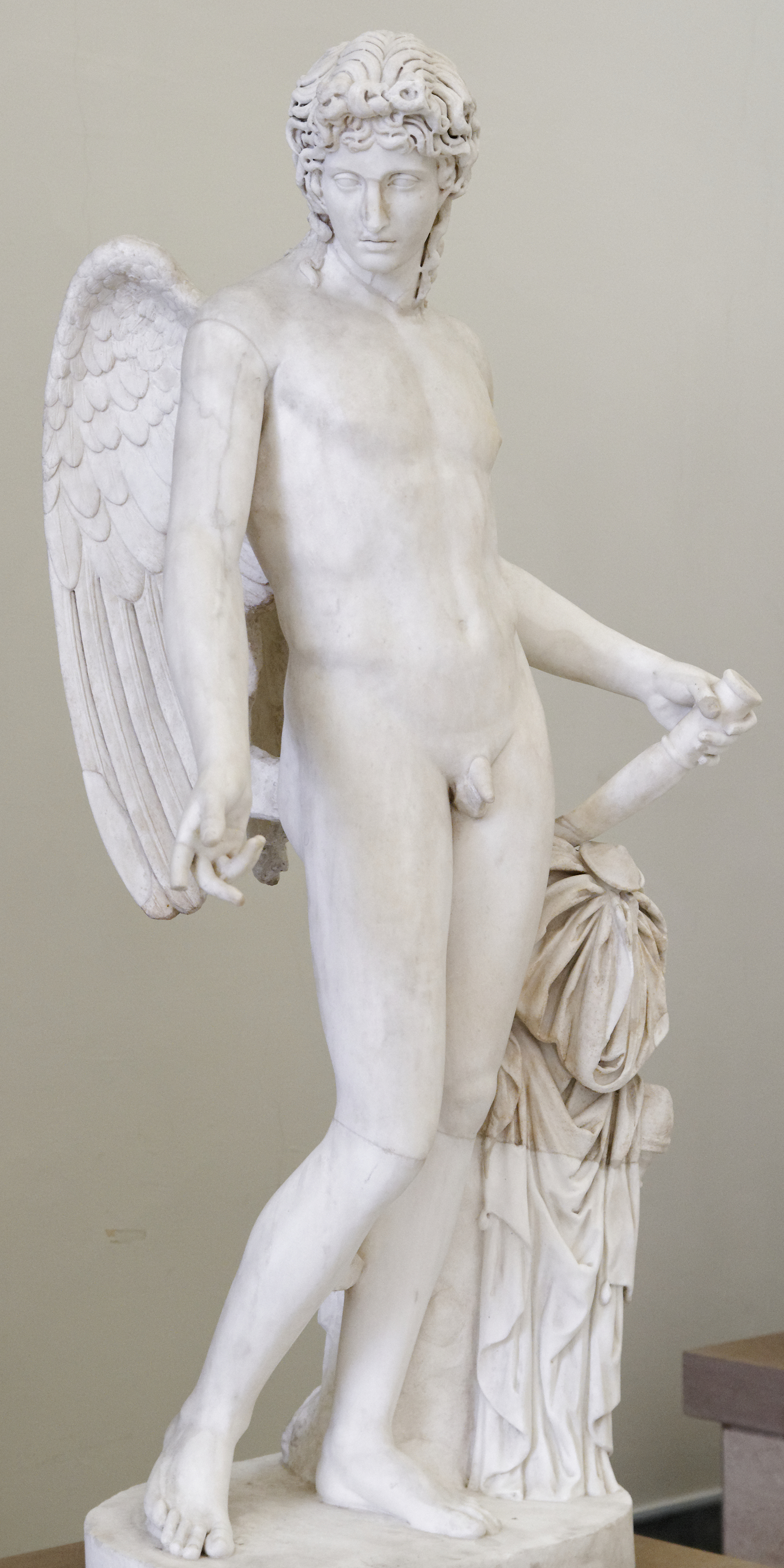
Eros Farnese

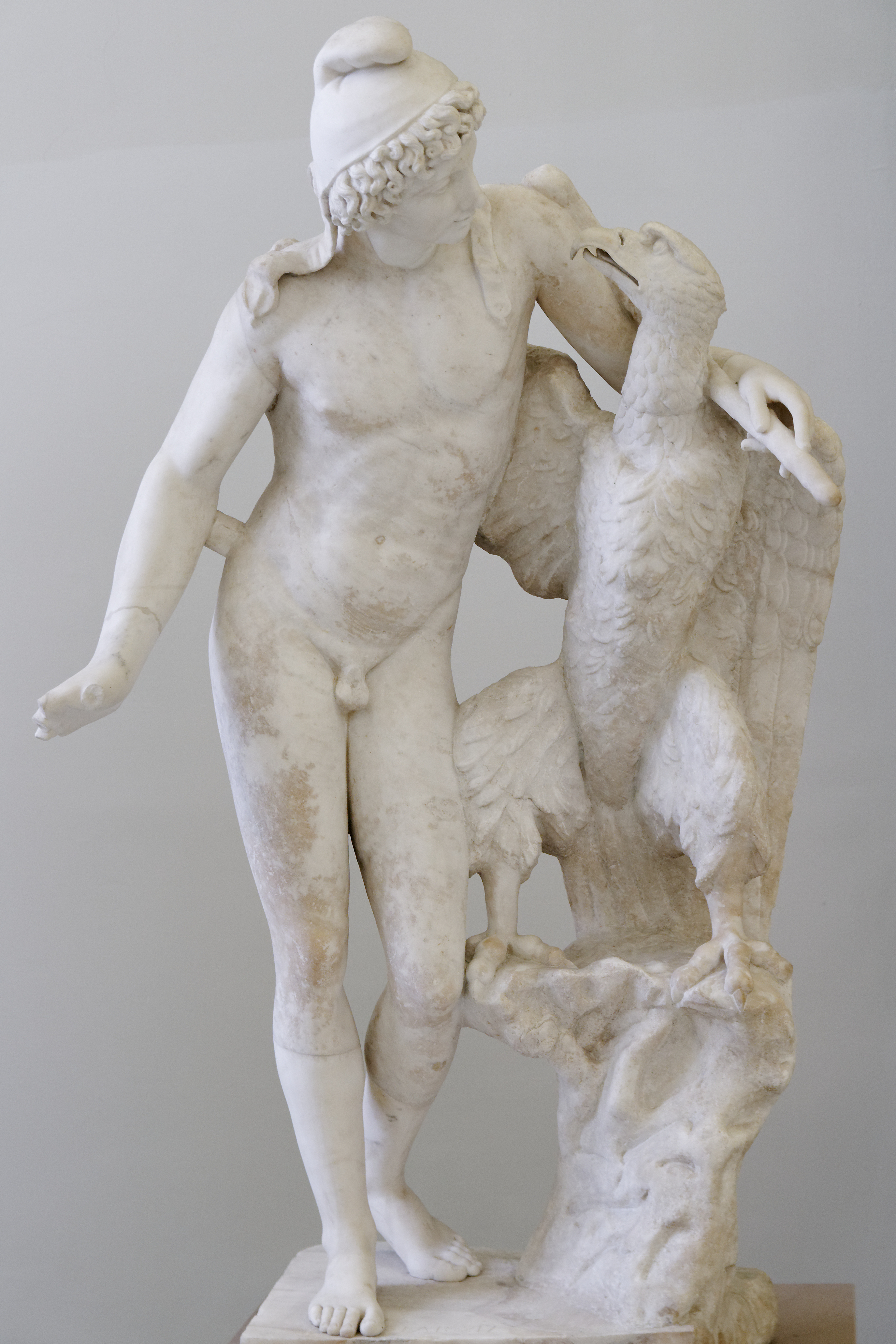
Ganimede con l'aquila

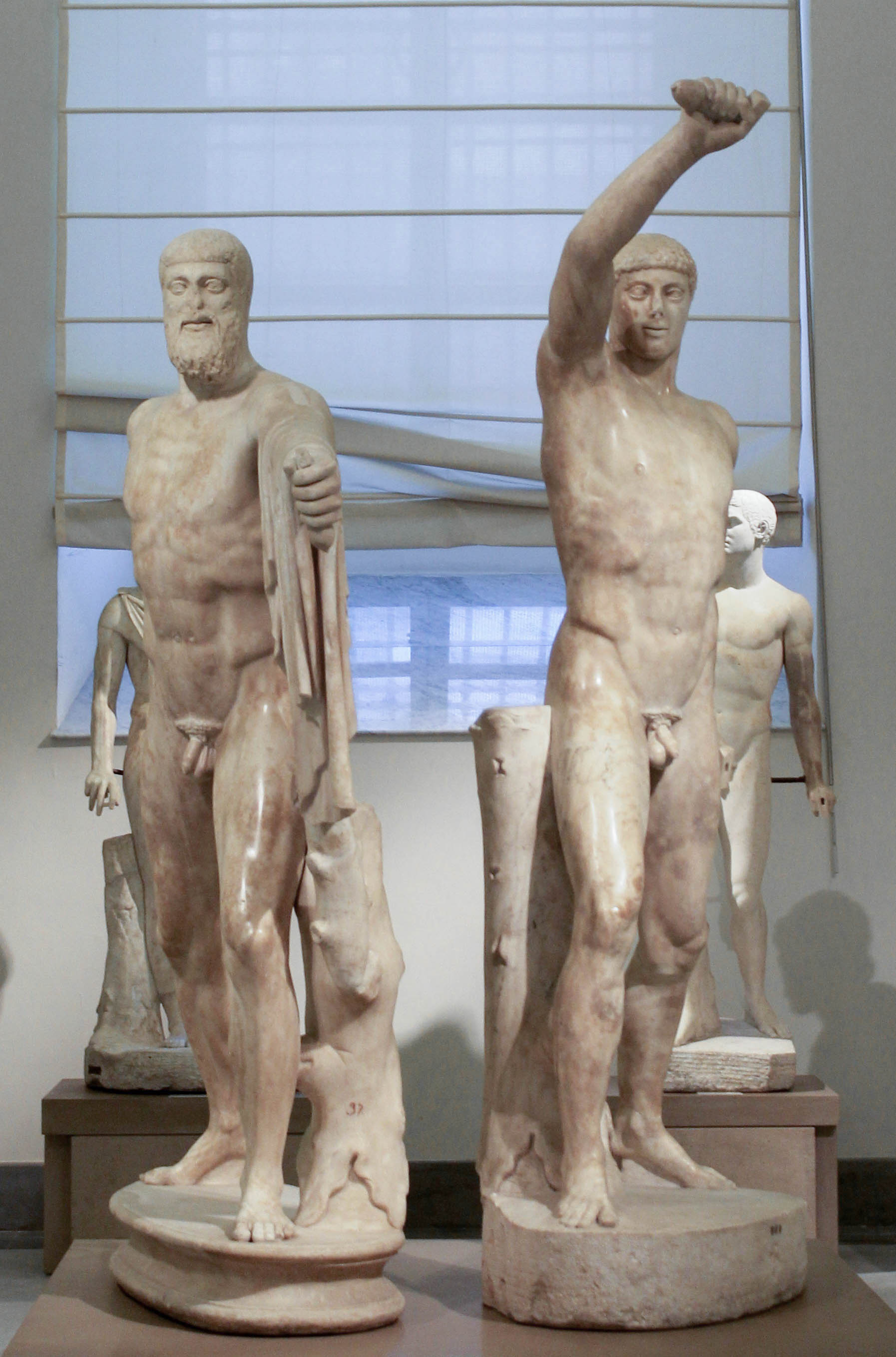
Gruppo dei Tirannicidi

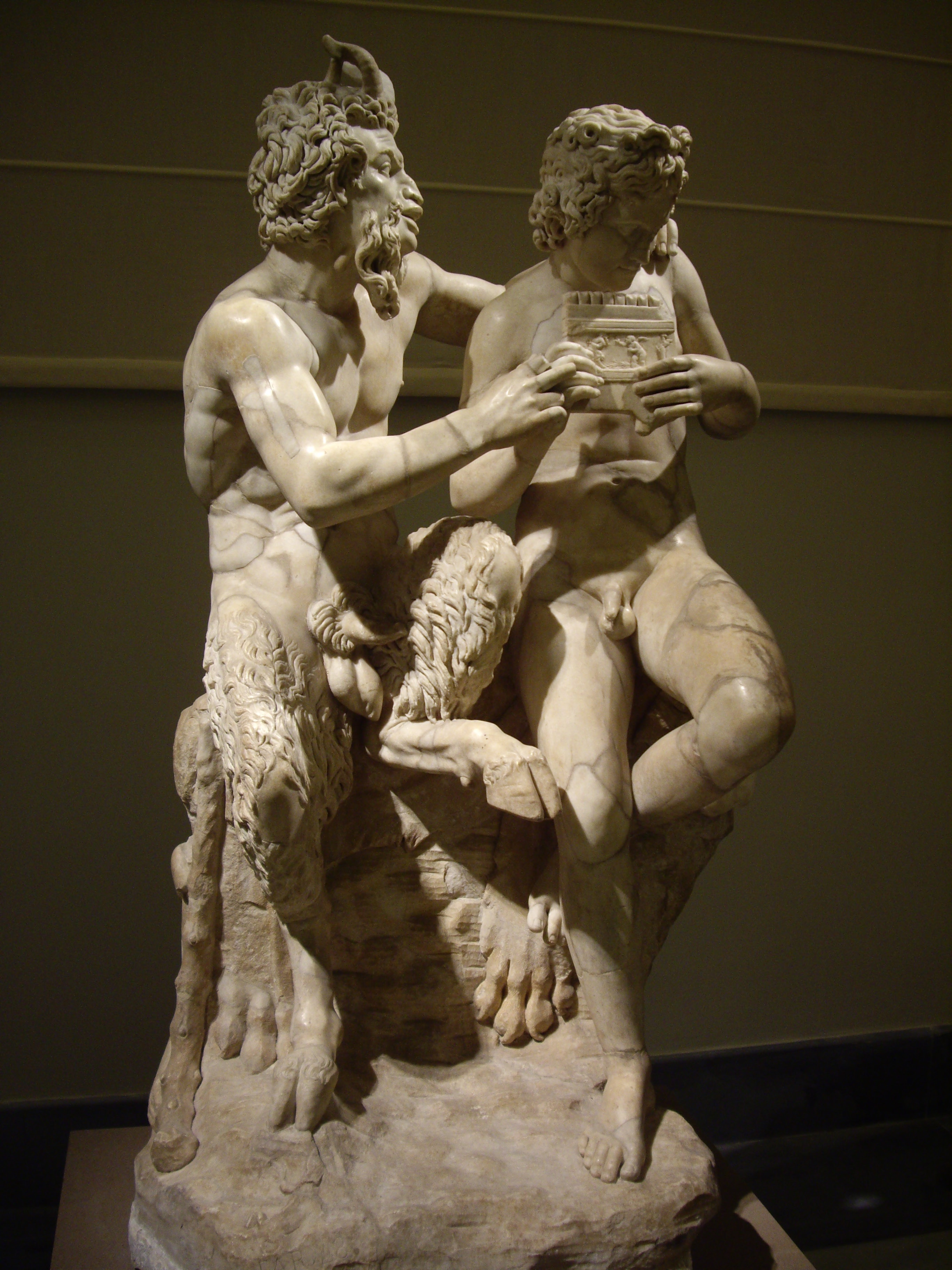
Pan e Dafni

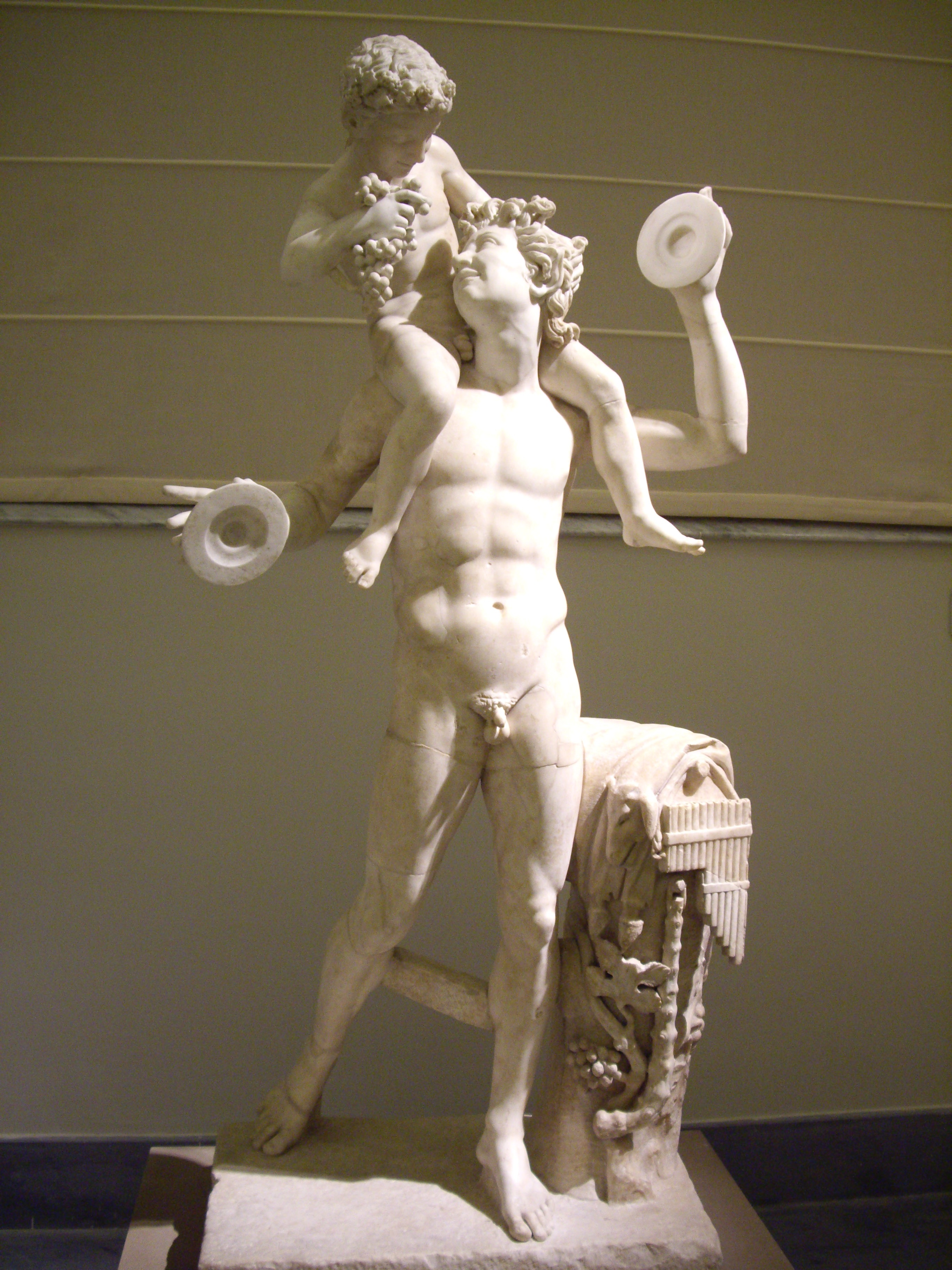
Satiro con Dionisio infante

- Afrodite accovacciata ed Eros, 150 d.C., marmo bianco, Museo archeologico nazionale di Napoli
- Afrodite accovacciata, 150 d.C., marmo bianco, Museo archeologico nazionale di Napoli
- Afrodite appoggiata, II secolo d.C., marmo bianco, Museo archeologico nazionale di Napoli
- Afrodite, Museo archeologico nazionale di Napoli
- Afrodite (tipo Dresda-Capitolino), seconda metà del II secolo d.C., marmo, h. 193 cm, Museo archeologico nazionale di Napoli
- Afrodite (tipo Dresda-Capitolino), 140-160 d.C., marmo, h. 182 cm, Museo archeologico nazionale di Napoli
- Afrodite (tipo Dresda-Capitolino), prima metà del II secolo, marmo, h. 184 cm, Museo archeologico nazionale di Napoli
- Afrodite (tipo Dresda-Capitolino), 50-99 d.C., marmo, h. 196 cm, Museo archeologico nazionale di Napoli
- Afrodite (tipo Dresda-Capitolino), II secolo, marmo, h. 132 cm, Museo archeologico nazionale di Napoli
- Agrippina seduta, 50-100 d.C., marmo, Museo archeologico nazionale di Napoli
- Alessandro Severo, Museo archeologico nazionale di Napoli
- Amazzone caduta, Museo archeologico nazionale di Napoli
- Amazzone morente a cavallo, 90-110 d.C., marmo, h. 134 cm, Museo archeologico nazionale di Napoli
- Antinoo-Bacco, II secolo d.C., marmo, Museo archeologico nazionale di Napoli
- Antinoo Farnese, II secolo d.C., marmo, h. 200 cm, Museo archeologico nazionale di Napoli
- Antonia (donna ercolanese), Museo archeologico nazionale di Napoli
- Apollo citaredo, 140-160 d.C., basalto, h. 240 cm, Museo archeologico nazionale di Napoli
- Apollo seduto con la lira, terzo quarto del II secolo d.C., porfido rosso e marmo bianco, h. 214 cm, Museo archeologico nazionale di Napoli
- Artemide Efesia, II secolo d.C., alabastro giallo, h. 130 cm, Museo archeologico nazionale di Napoli
- Asclepio (tipo Giustini), II secolo d.C., marmo bianco, Museo archeologico nazionale di Napoli
- Athena Farnese, I-II secolo d.C., Museo archeologico nazionale di Napoli (già in collezione Albani)
- Atlante Farnese, II secolo d.C., marmo, h. 185 cm, Museo archeologico nazionale di Napoli
- Barbaro inginocchiato (×2), 0-50 d.C., marmo pavonazzetto, Museo archeologico nazionale di Napoli (già in collezione Colonna)
- Barbaro prigioniero (×?), Museo archeologico nazionale di Napoli
- Busto della cosiddetta vestale, I secolo a.C.-III secolo d.C., Museo archeologico nazionale di Napoli
- Busto dell'imperatore Adriano (×2), Museo archeologico nazionale di Napoli
- Busto dell'imperatore Claudio, 41-54 d.C., Museo archeologico nazionale di Napoli
- Busto dell'imperatore Marco Aurelio (×4), Museo archeologico nazionale di Napoli
- Busto dell'imperatore Tiberio, 40 d.C. (il busto fu eseguito e reintegrato da Guglielmo Della Porta), Museo archeologico nazionale di Napoli
- Busto di Caracalla Farnese (×2), III secolo d.C., Museo archeologico nazionale di Napoli
- Busto di colossale dell'imperatore Vespasiano, 80 d.C., Museo archeologico nazionale di Napoli
- Busto di divinità fluviale (×3), tutti databili al II secolo d.C., Museo archeologico nazionale di Napoli
- Busto di Omero, 138-192 d.C., Museo archeologico nazionale di Napoli
- Busto di Pseudo-Seneca (×3), tutti databili al I secolo d.C., tutti in marmo, Museo archeologico nazionale di Napoli
- Busto di Zenone di Cizio, 23 a.C.-14 d.C., Museo archeologico nazionale di Napoli
- Cane accovacciato, Museo archeologico nazionale di Napoli
- Cane che si gratta, Museo archeologico nazionale di Napoli
- Cane seduto (×2), Museo archeologico nazionale di Napoli
- Cerere-Iside, II secolo d.C., bigio morato, Museo archeologico nazionale di Napoli
- Dacio prigioniero (×2), II secolo d.C., marmo proconnesio, Museo archeologico nazionale di Napoli
- Diadumeno Farnese, British Museum di Londra
- Dioniso ed Eros, II secolo d.C., marmo bianco, h. 226 cm, Museo archeologico nazionale di Napoli
- Dioniso, II secolo d.C., marmo bianco, h. 198 cm, Museo archeologico nazionale di Napoli
- Divinità fluviale (×2), 150-200 d.C., Museo archeologico nazionale di Napoli
- Era tipo Efeso-Vienna, Museo archeologico nazionale di Napoli
- Ercole Farnese, III secolo d.C., marmo, h. 317 cm, Museo archeologico nazionale di Napoli
- Ercole e Onfale, Museo archeologico nazionale di Napoli
- Ercole Latino, III secolo d.C., marmo, h. 200 cm, Reggia di Caserta
- Erma con busto di Socrate, II secolo d.C., marmo, Museo archeologico nazionale di Napoli
- Erma di Priapo, I secolo d.C., marmo, h. 142 cm, Museo archeologico nazionale di Napoli
- Eroe ferito, Museo archeologico nazionale di Napoli
- Eroe greco con fanciullo, II-III secolo d.C., marmo, Museo archeologico nazionale di Napoli
- Eros e delfino, Museo archeologico nazionale di Napoli
- Eros Farnese, II secolo d.C., marmo, Museo archeologico nazionale di Napoli
- Euterpe, 140-160 d.C., marmo, h. 168 cm, Museo archeologico nazionale di Napoli
- Fauno, prima metà del II secolo, marmo bianco, h. 160 cm, Museo archeologico nazionale di Napoli
- Fauno, 100-110 d.C., marmo bianco, h. 160 cm, Museo archeologico nazionale di Napoli
- Flora Farnese, II secolo d.C., marmo, h. 342 cm, Museo archeologico nazionale di Napoli
- Fortuna-Iside, Museo archeologico nazionale di Napoli
- Ganimede con l'aquila, Museo archeologico nazionale di Napoli
- Giovane Satiro, Museo archeologico nazionale di Napoli
- Gladiatore, II-III secolo d.C., marmo bianco, h. 340 cm, Museo archeologico nazionale di Napoli
- Gruppo dei Tirannicidi, II secolo d.C., marmo, h. 195 cm Museo archeologico nazionale di Napoli
- Gruppo di quattro guerrieri caduti (Amazzone morta, Gigante morto, Persiano morto, Galata ferito), II secolo d.C., marmo, Museo archeologico nazionale di Napoli
- Gruppo sulla cottura di un cinghiale, I secolo d.C., marmo, Museo archeologico nazionale di Napoli
- Guerriero a cavallo, Museo archeologico nazionale di Napoli
- Guerriero caduto, Museo archeologico nazionale di Napoli
- Guerriero ferito, II secolo d.C., marmo, Museo archeologico nazionale di Napoli
- Lare Farnese (Genius populi romani), II secolo d.C., marmo bianco, h. 396 cm, Museo archeologico nazionale di Napoli
- Leone Farnese, II secolo d.C., Museo archeologico nazionale di Napoli
- Leopardo Farnese, marmo pavonazzetto, Museo archeologico nazionale di Napoli
- Lucio Vero in nudità eroica (corpo tipo Diomede Cuma-Monaco), 160-170 d.C., marmo, Museo archeologico nazionale di Napoli
- Lucio Vero, I-II secolo d.C., marmo, Museo archeologico nazionale di Napoli
- Marco Aurelio, 161 d.C., marmo bianco, Museo archeologico nazionale di Napoli
- Minerva Farnese, 140-160 d.C., marmo bianco, h. 270 cm, Museo archeologico nazionale di Napoli
- Urania, I secolo a.C. o II secolo d.C., marmo, Museo archeologico nazionale di Napoli
- Nike, II-III secolo d.C., bigio morato, Museo archeologico nazionale di Napoli
- Ottavia minore, Museo archeologico nazionale di Napoli
- Pan e Dafni, marmo, h. 158 cm, Museo archeologico nazionale di Napoli
- Piccola ercolanese, Museo archeologico nazionale di Napoli
- Pomona, 150-200 d.C., marmo, Museo archeologico nazionale di Napoli
- Pothos, Museo archeologico nazionale di Napoli
- Proserpina, 140-160 d.C., marmo, h. 175 cm, Museo archeologico nazionale di Napoli
- Satiro con piccolo Bacco, II secolo d.C., marmo bianco, h. 184 cm, Museo archeologico nazionale di Napoli
- Tazza Farnese, II-I secolo a.C., agata sardonica, 20 cm diametro, Museo archeologico nazionale di Napoli
- Testa colossale di Antonino Pio, 138-161 d.C., Museo archeologico nazionale di Napoli
- Testa colossale di Era Farnese, I secolo d.C., marmo, h. 60 cm, Museo archeologico nazionale di Napoli
- Testa colossale di Giulio Cesare, I secolo d.C., Museo archeologico nazionale di Napoli
- Toro Farnese, II secolo a.C.-III secolo d.C., marmo, 370×295×300 cm, Museo archeologico nazionale di Napoli
- Vaso (o cratere) Farnese, Museo archeologico nazionale di Napoli
- Venere Callipigia, II secolo d.C., marmo, h. 160 cm, Museo archeologico nazionale di Napoli

### Sculture

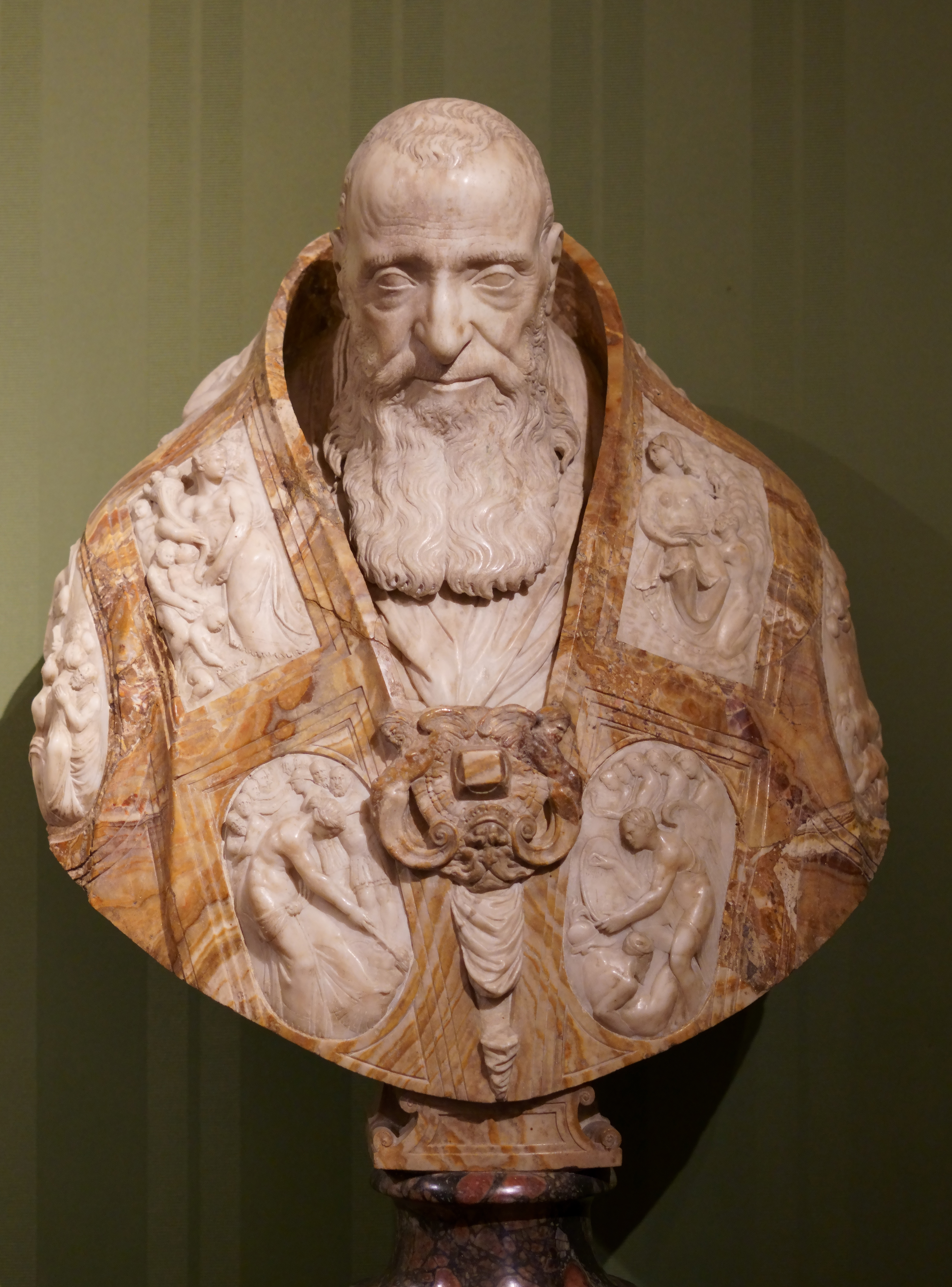
Busto di Paolo III, Guglielmo della Porta

- Giambologna, Mercurio, bozzetto, ante 1564, bronzo, h 58,4 cm, Museo di Capodimonte, Napoli
- Giambologna, Ercole e il cinghiale di Erimanto, bozzetto, ante 1587, bronzo, h 44 cm, Museo di Capodimonte, Napoli
- Giambologna, Ratto di una sabina, bozzetto, ante 1579, bronzo, h 98,1 cm, Museo di Capodimonte, Napoli
- Francesco di Giorgio Martini, David, 1475-1485 circa, bronzo, h 33 cm, Museo di Capodimonte, Napoli
- Simone Moschino, Alessandro vittorioso sull'eresia, Reggia di Caserta
- Guglielmo della Porta, Busto di papa Paolo III Farnese con piviale figurato, 1546, marmo, h 95 cm, Museo di Capodimonte, Napoli
- Guglielmo della Porta, Busto di papa Paolo III Farnese con piviale, 1546-1547 circa, marmo, h 80 cm, Museo di Capodimonte, Napoli
- Guglielmo della Porta, Testa di papa Paolo III Farnese, 1546-1547 circa, marmo, Museo di Capodimonte, Napoli
- Guglielmo della Porta, Busto di Antinoo, 1564, bronzo, h 89 cm, Museo di Capodimonte, Napoli
- Guglielmo della Porta, Busto di Lucio Vero, 1564, bronzo, h 89 cm, Palazzo Reale, Napoli
- Guglielmo della Porta, Busto di Caracalla bambino, 1564, bronzo, h 89 cm, Palazzo Reale, Napoli
- Guglielmo della Porta, Busto di Caracalla adulto, 1564, bronzo, h 65 cm, Palazzo Reale, Napoli
- Guglielmo della Porta, Camillus, 1575, bronzo, h 143 cm, Museo di Capodimonte, Napoli
- Guglielmo della Porta, Cupido, ante 1560, bronzo, h 74,7 cm, Museo di Capodimonte, Napoli
- Guglielmo della Porta, Ercole fanciullo che strozza i serpenti, ante 1575, bronzo, h 96 cm, Museo di Capodimonte, Napoli
- Adrian de Vries, Venere con putto su delfino, bronzo, Museo di Capodimonte, Napoli

### Dipinti e disegni

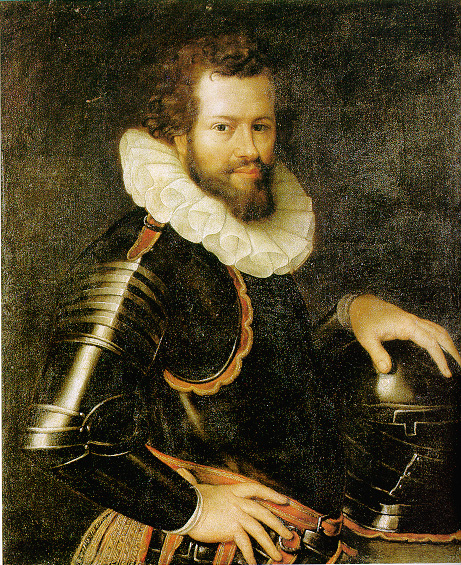
Ritratto di Ranuccio I, Cesare Aretusi

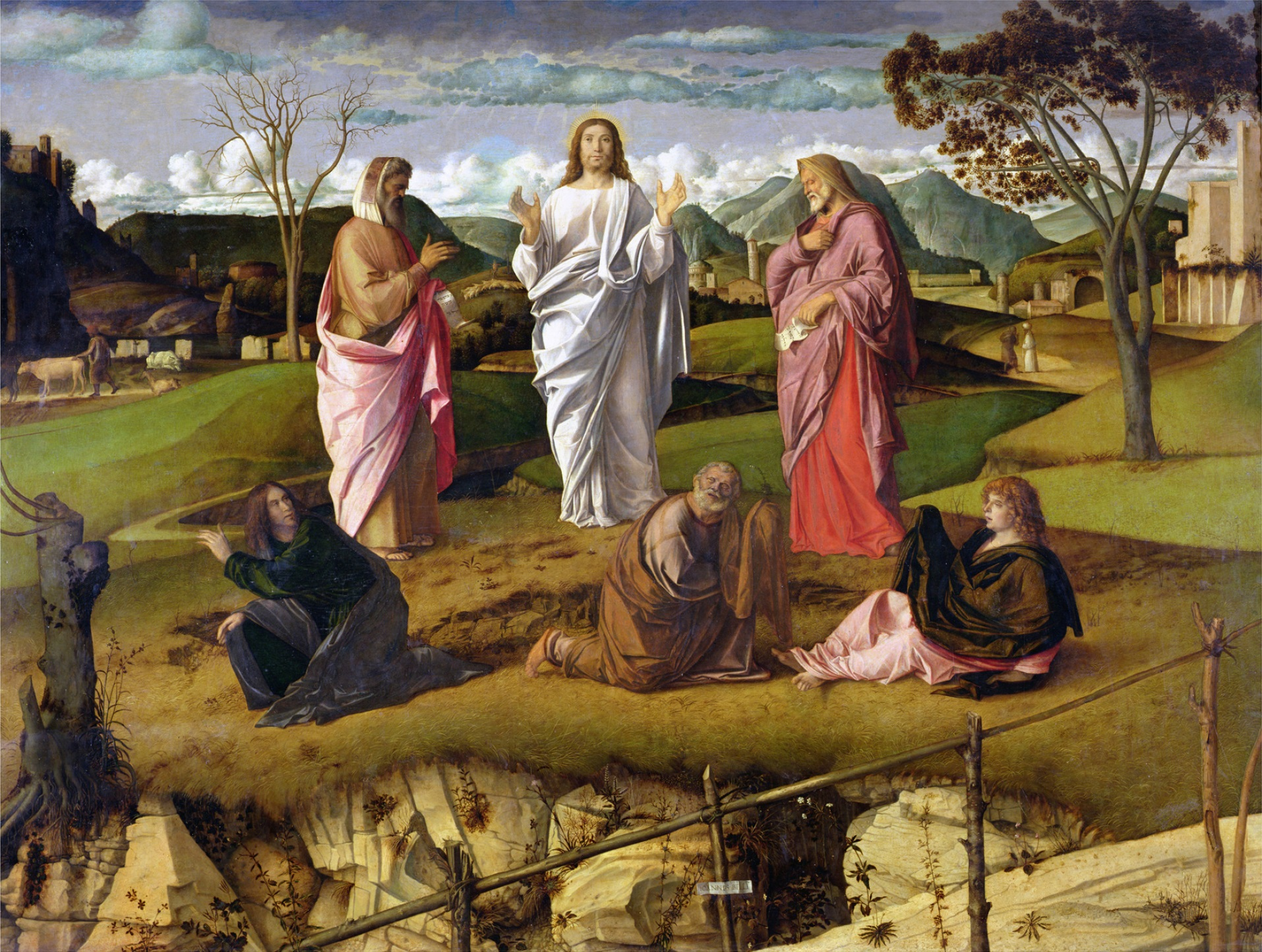
Trasfigurazione di Cristo, Giovanni Bellini

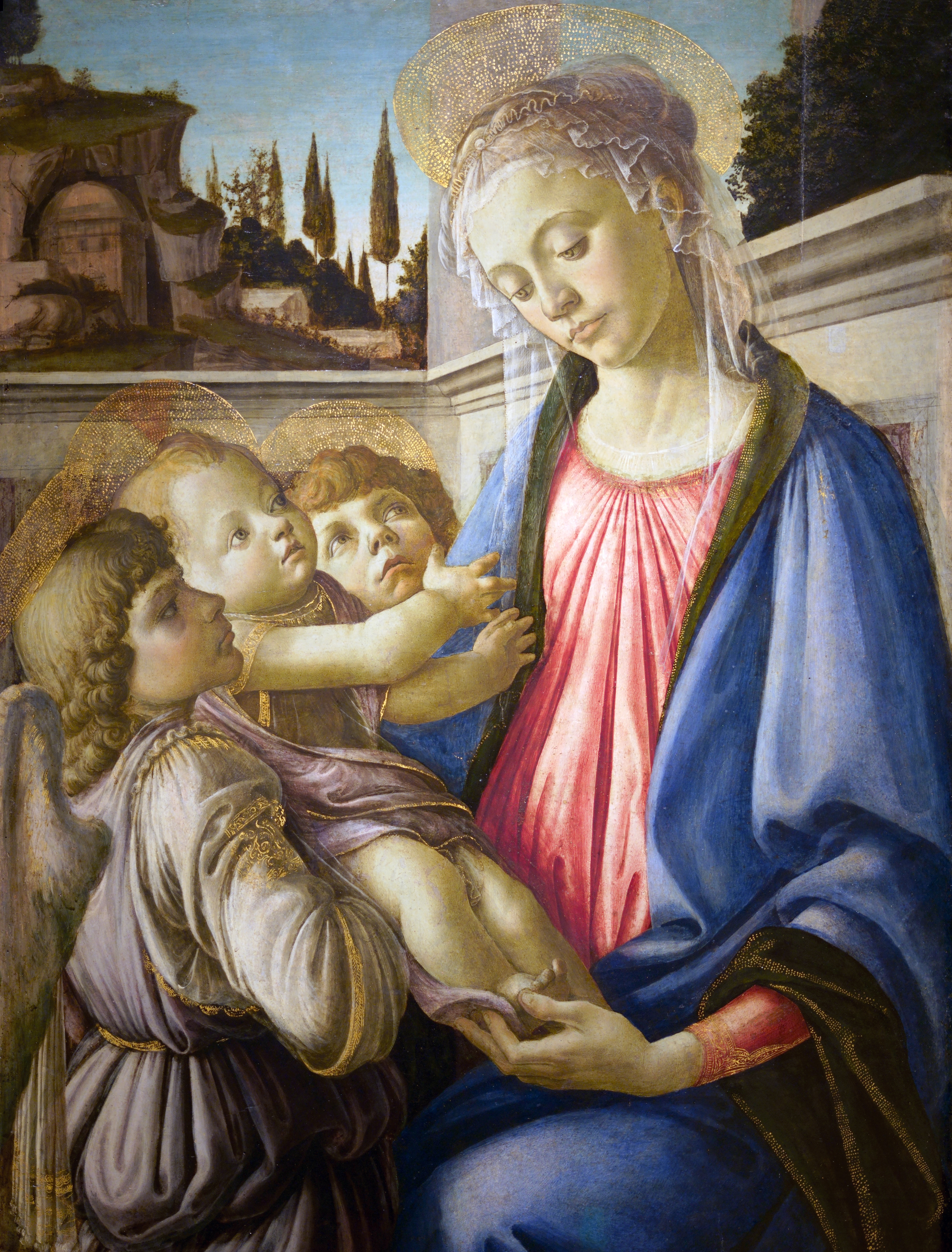
Madonna col Bambino e due angeli, Botticelli

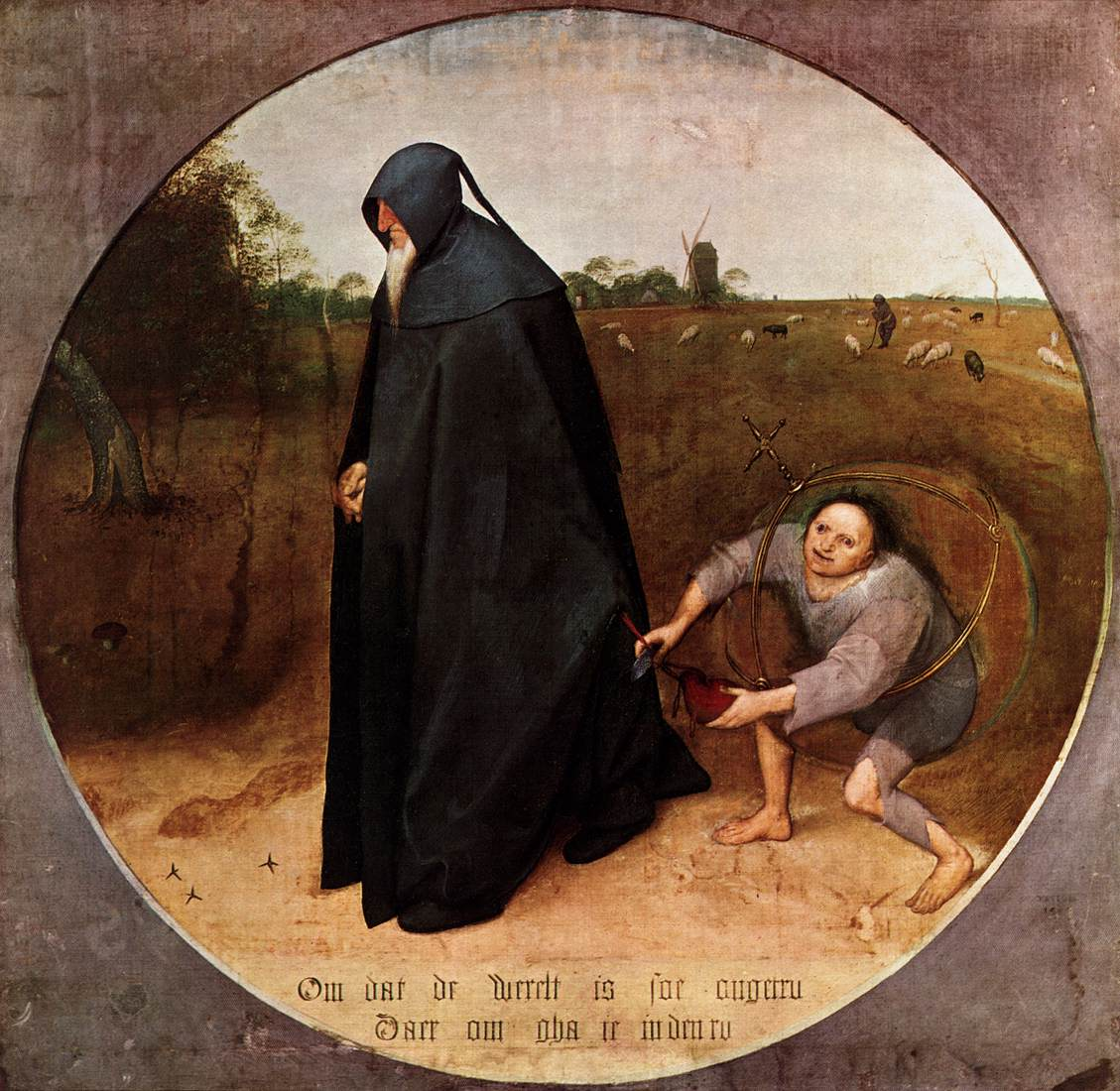
Misantropo, Pieter Bruegel il Vecchio

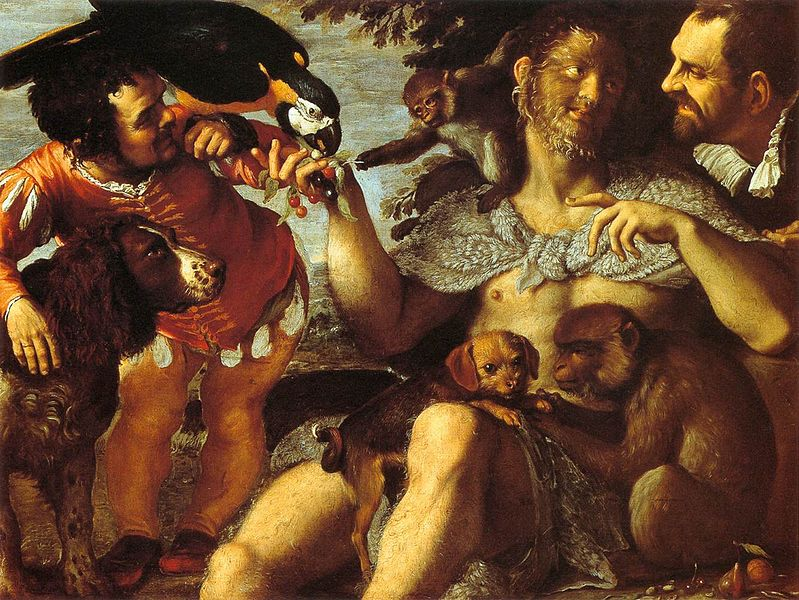
Triplo ritratto di Arrigo peloso, Pietro matto e Amon nano, Agostino Carracci

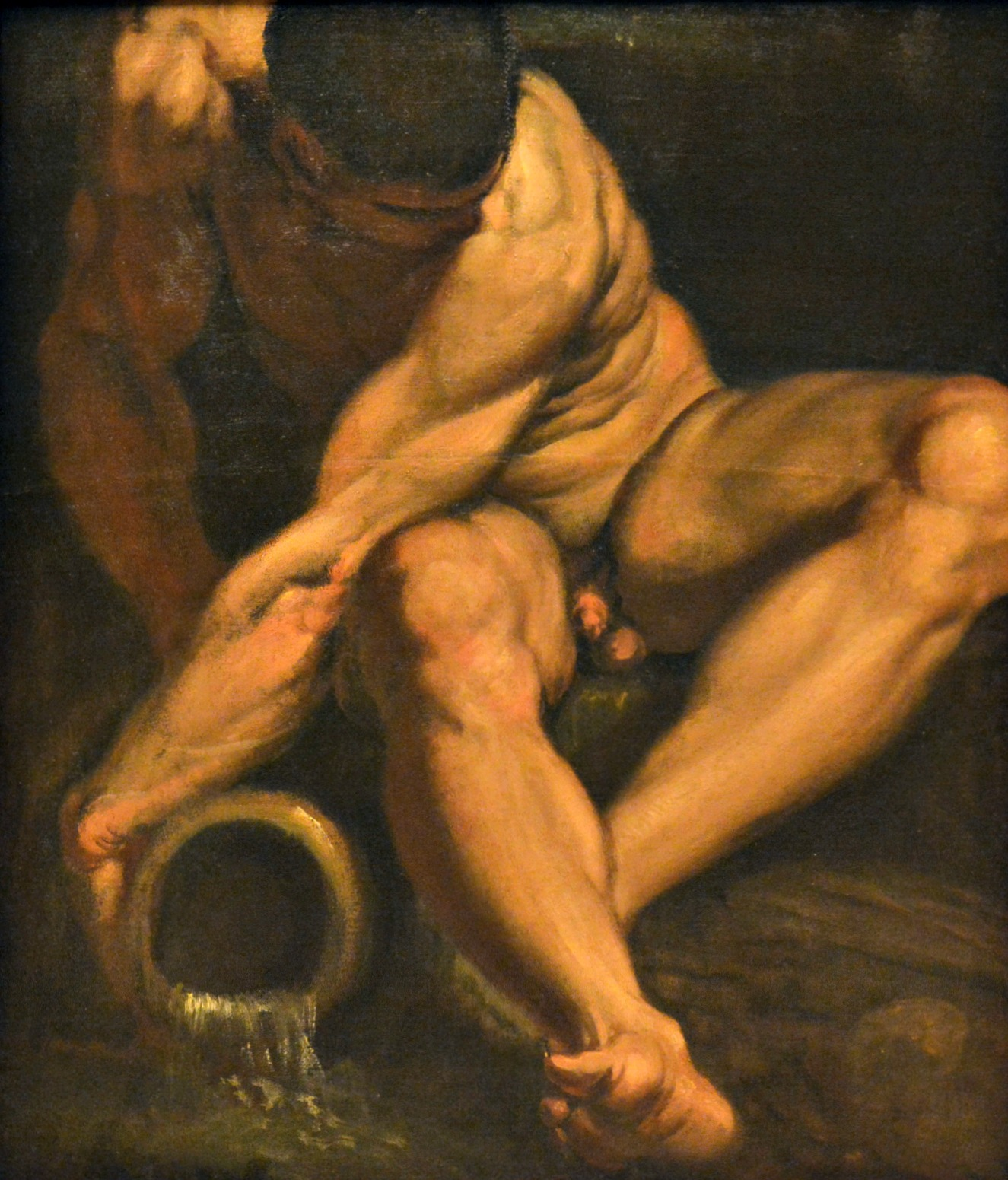
Allegoria fluviale, Annibale Carracci

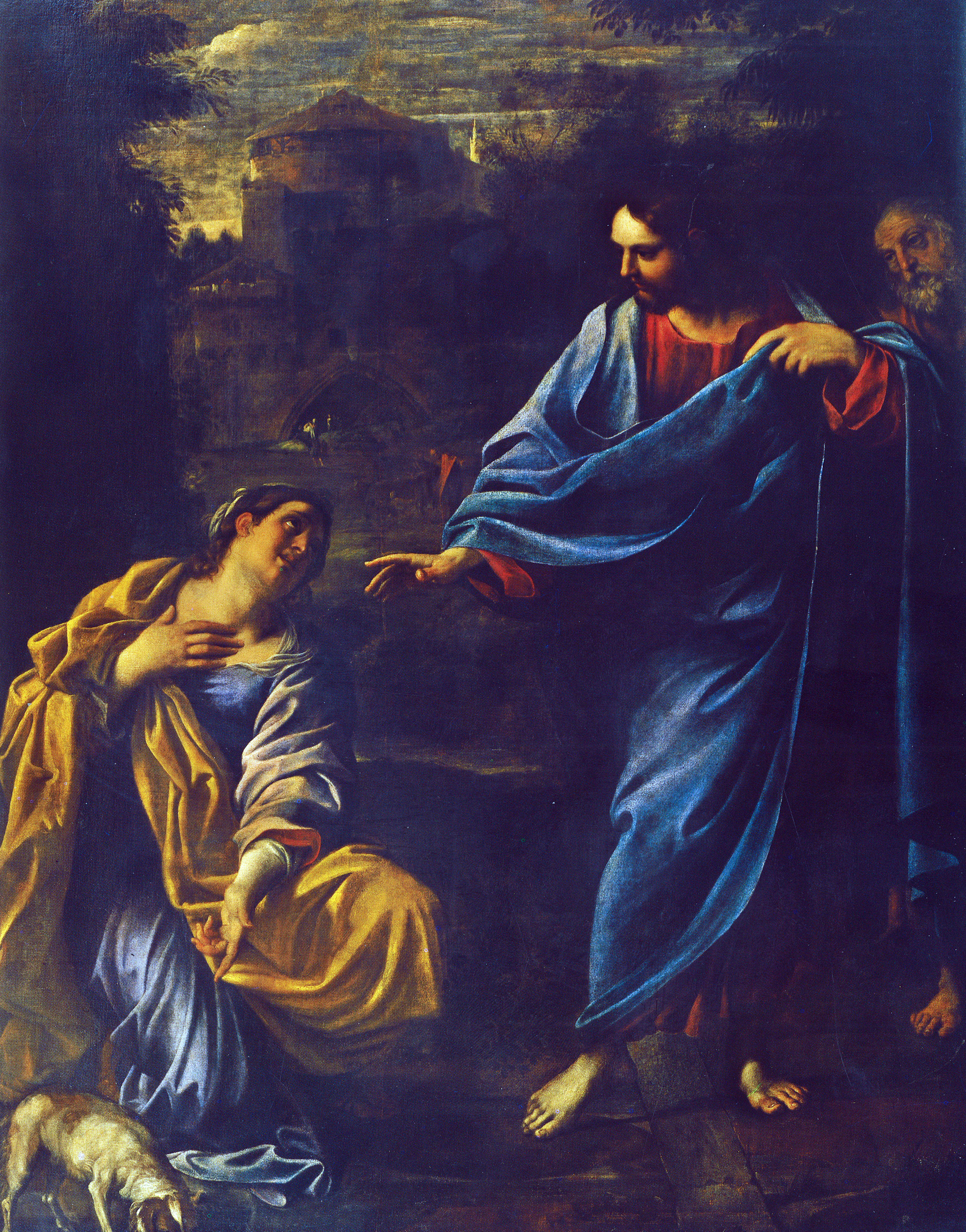
Cristo e la Cananea, Annibale Carracci

Matrimonio mistico di santa Caterina d'Alessandria, Correggio

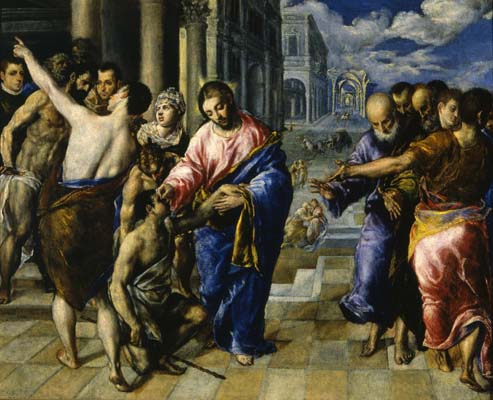
Guarigione del nato cieco, El Greco

Ragazzo che soffia su un tizzone acceso, El Greco

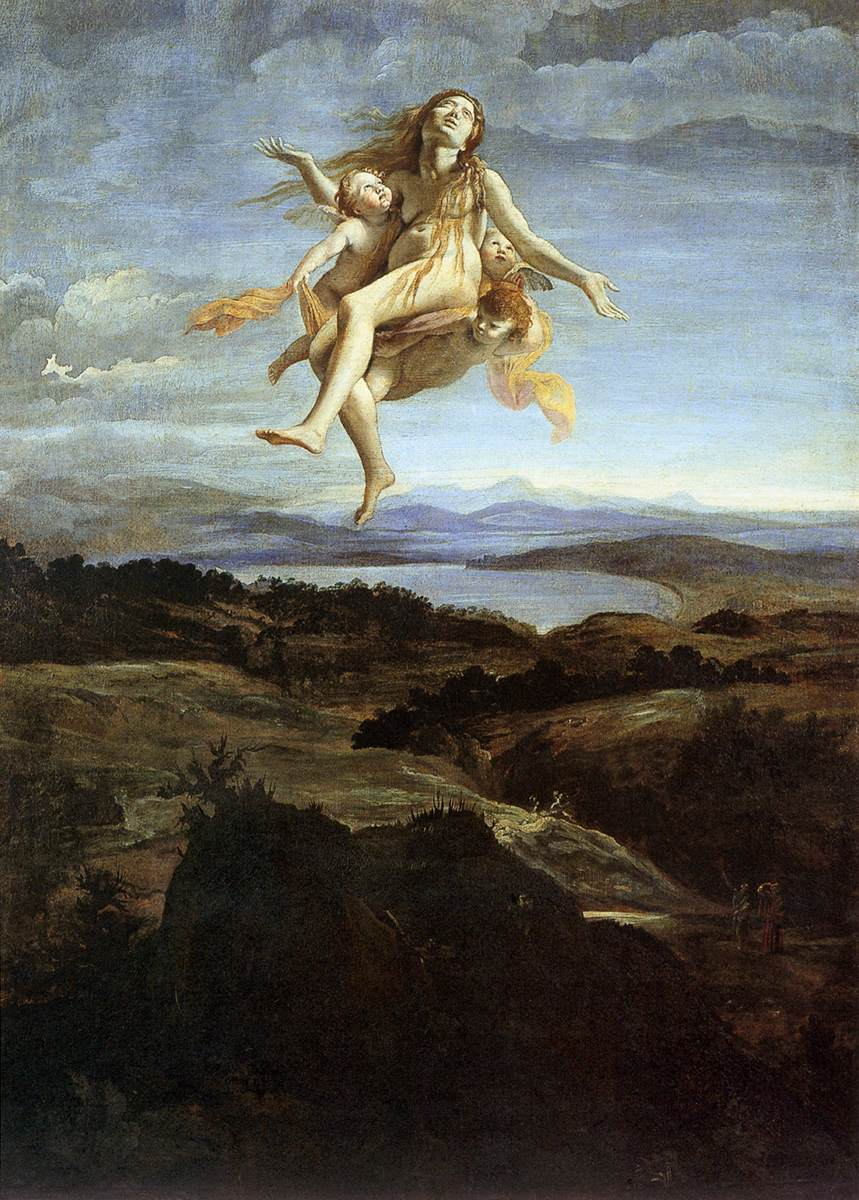
Assunzione della Maddalena, Giovanni Lanfranco

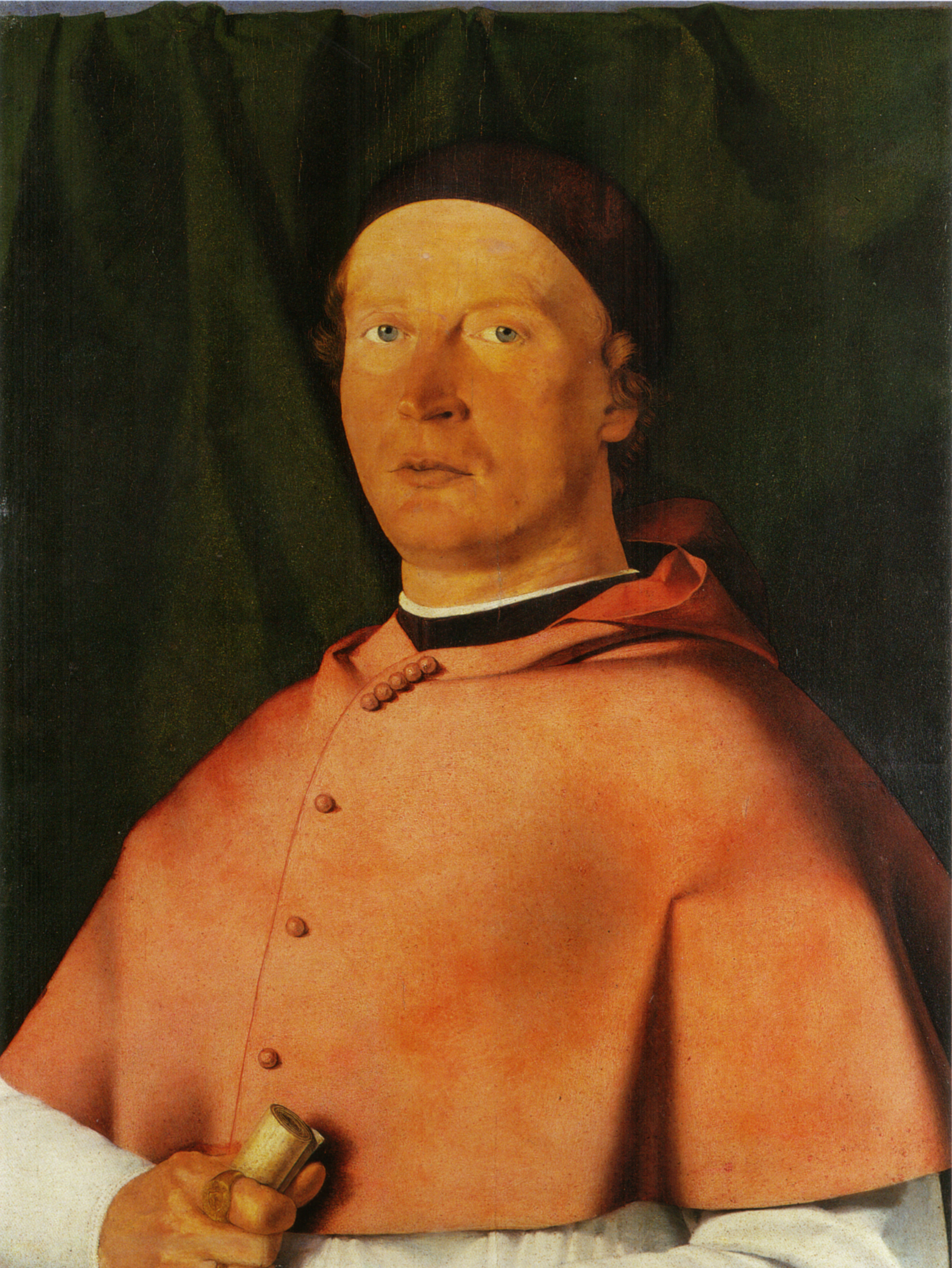
Ritratto del vescovo Bernardo de' Rossi, Lorenzo Lotto

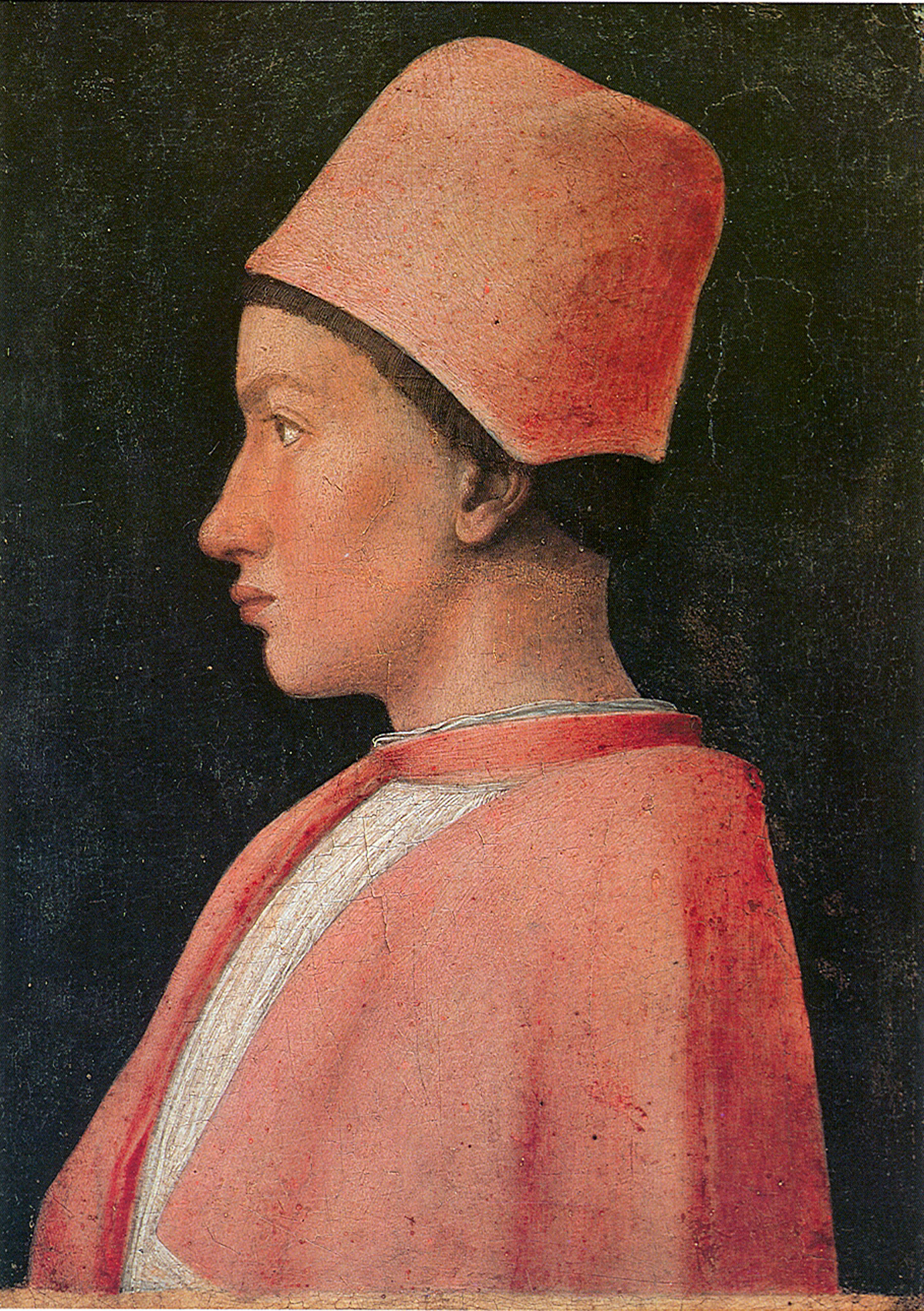
Ritratto del cardinale Francesco Gonzaga, Andrea Mantegna

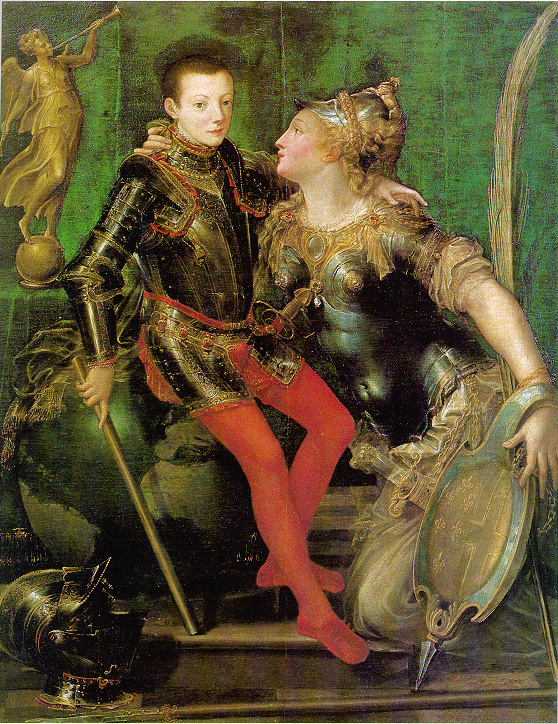
Parma abbraccia Alessandro Farnese, Girolamo Mazzola Bedoli

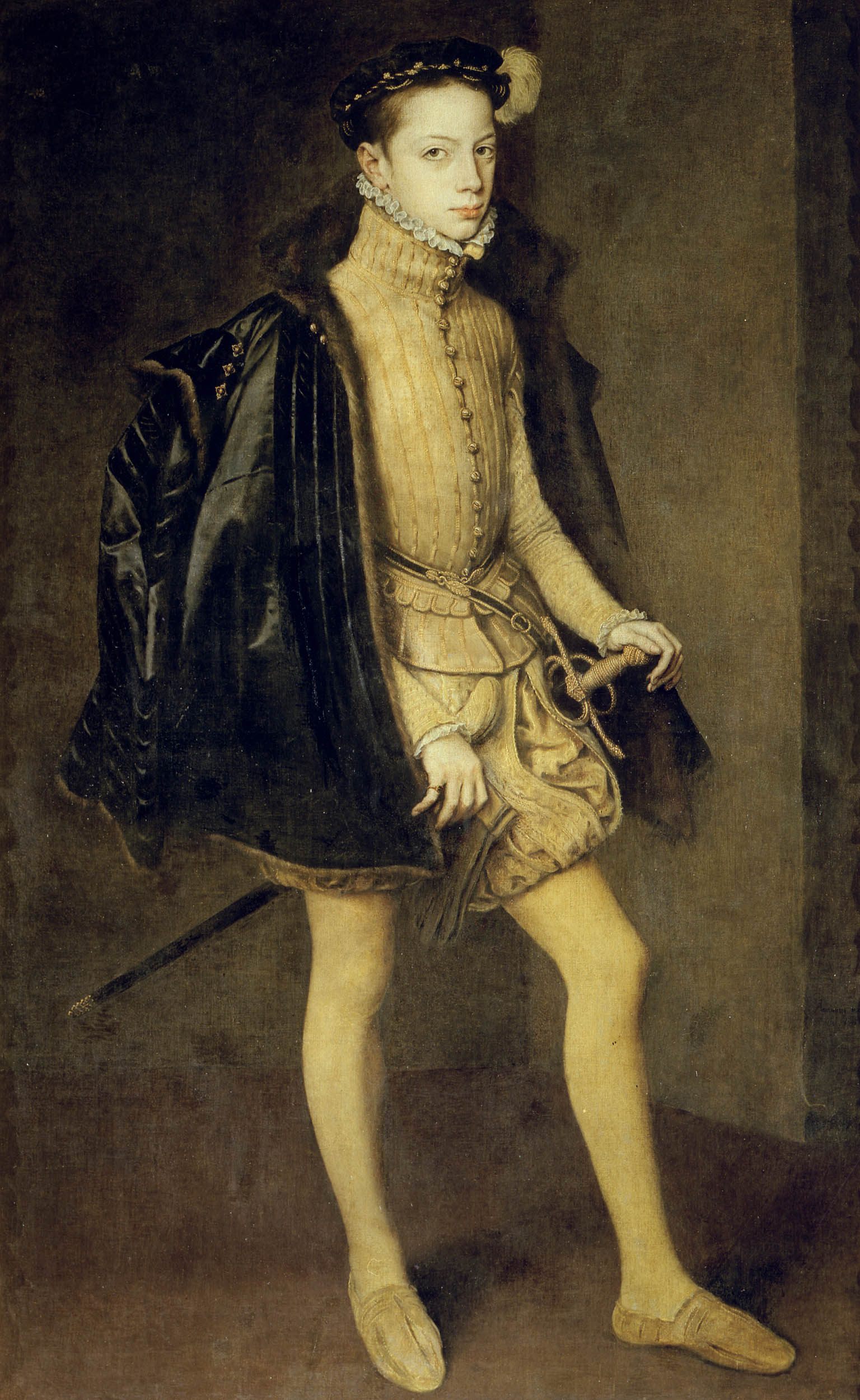
Ritratto di Alessandro Farnese, Anthonis Mor

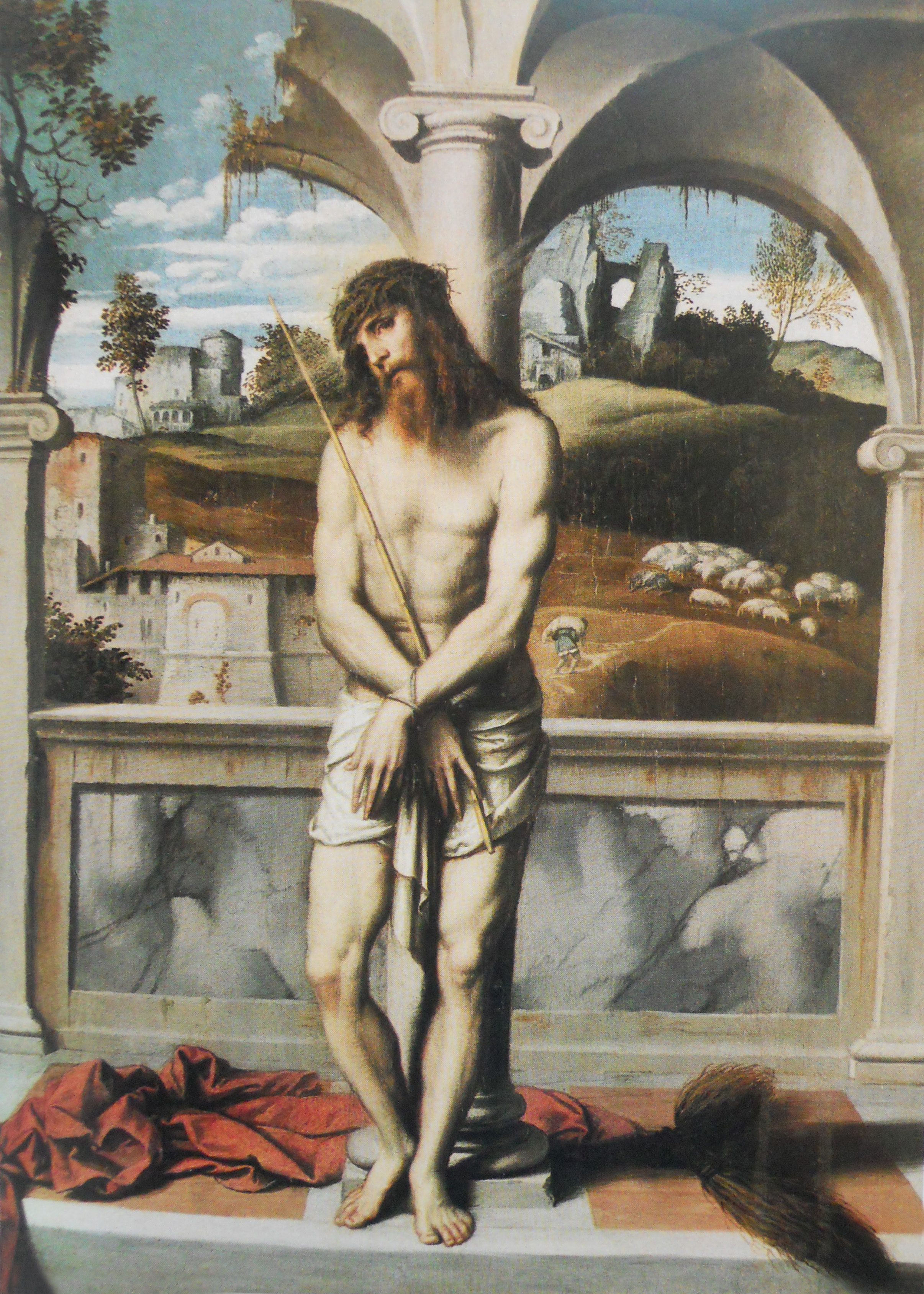
Cristo alla colonna, Il Moretto

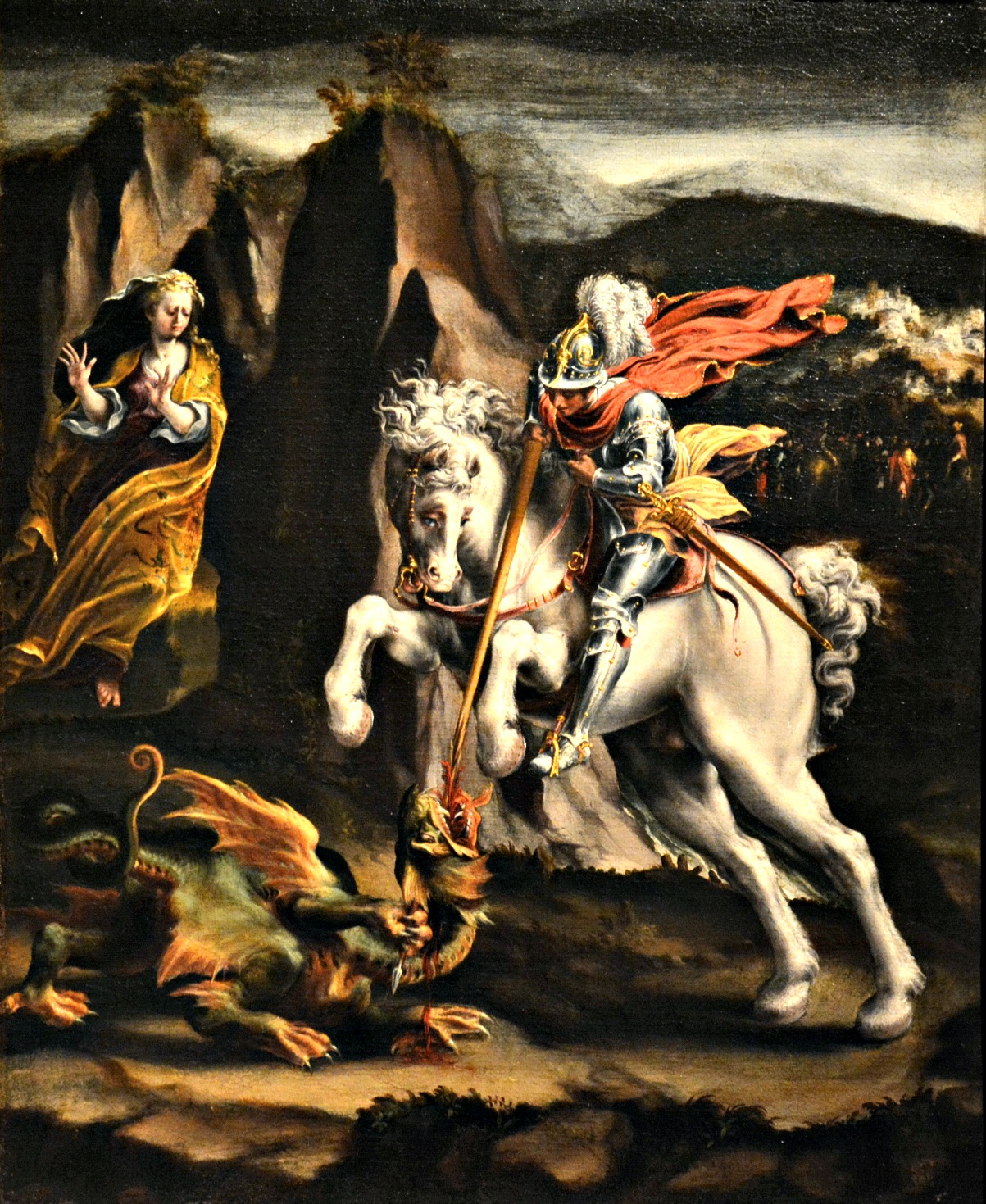
San Giorgio sconfigge il drago, Lelio Orsi

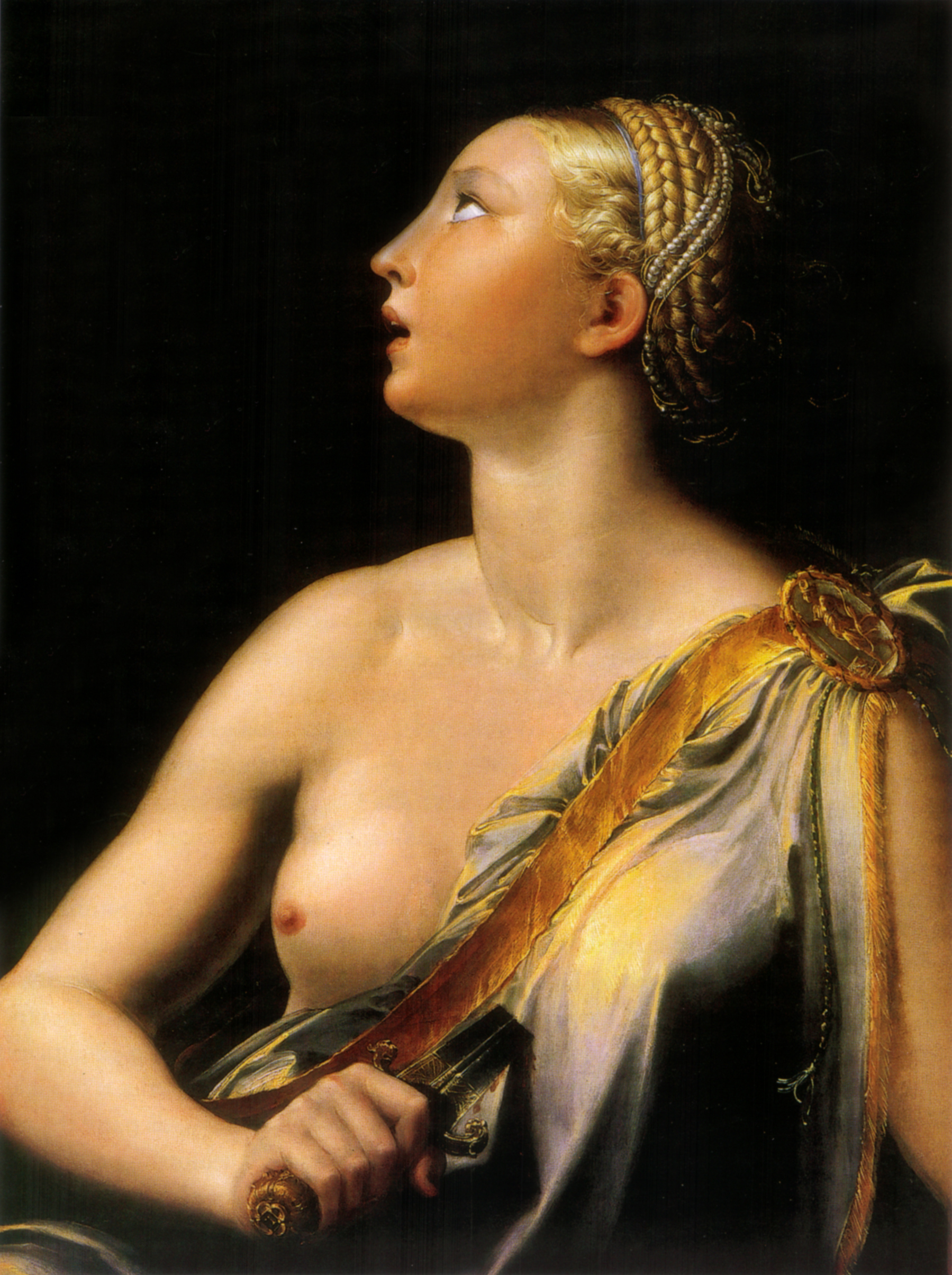
Lucrezia romana, Parmigianino

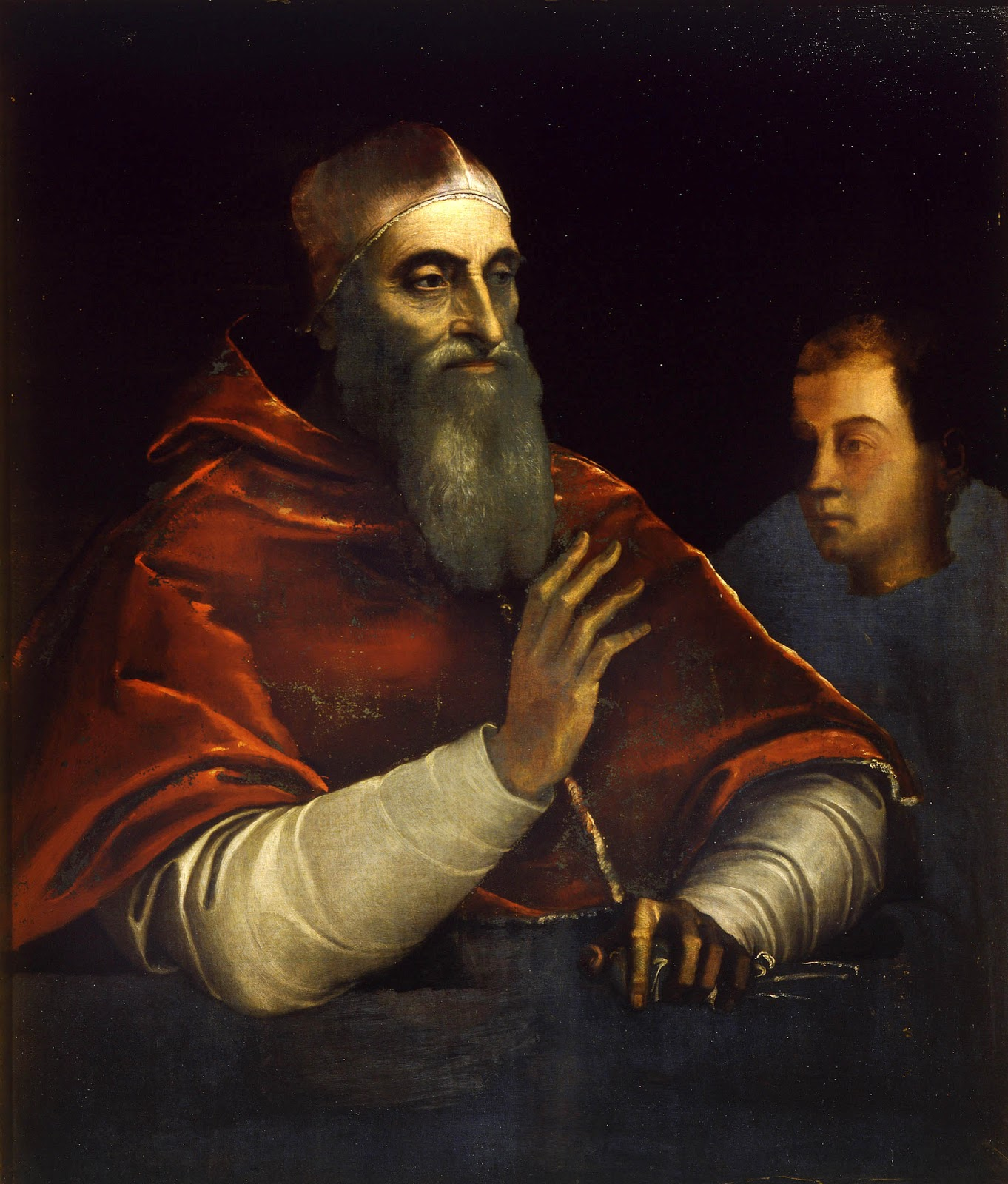
Paolo III con un nipote, Sebastiano del Piombo

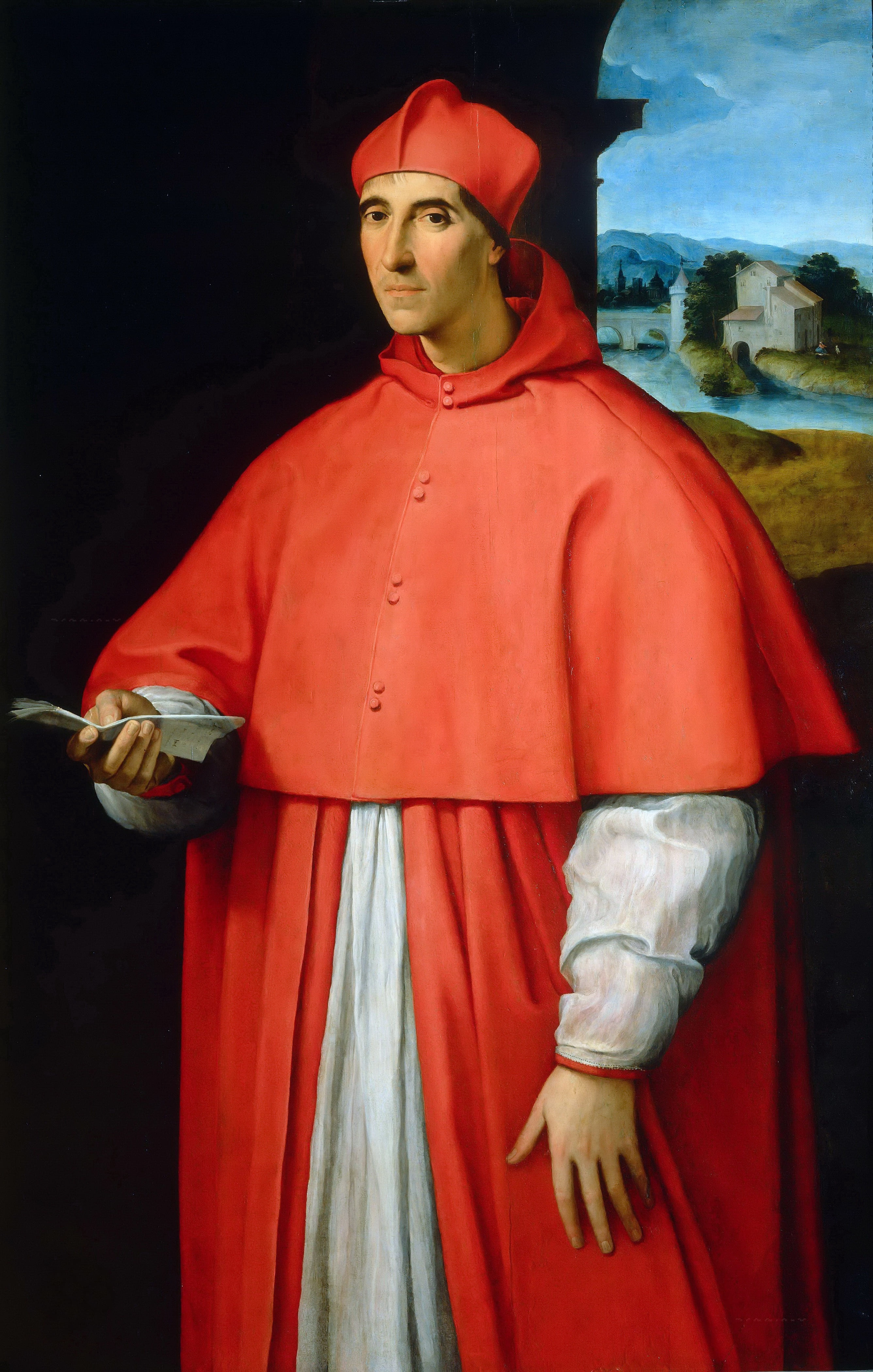
Ritratto del cardinale Alessandro Farnese, Raffaello

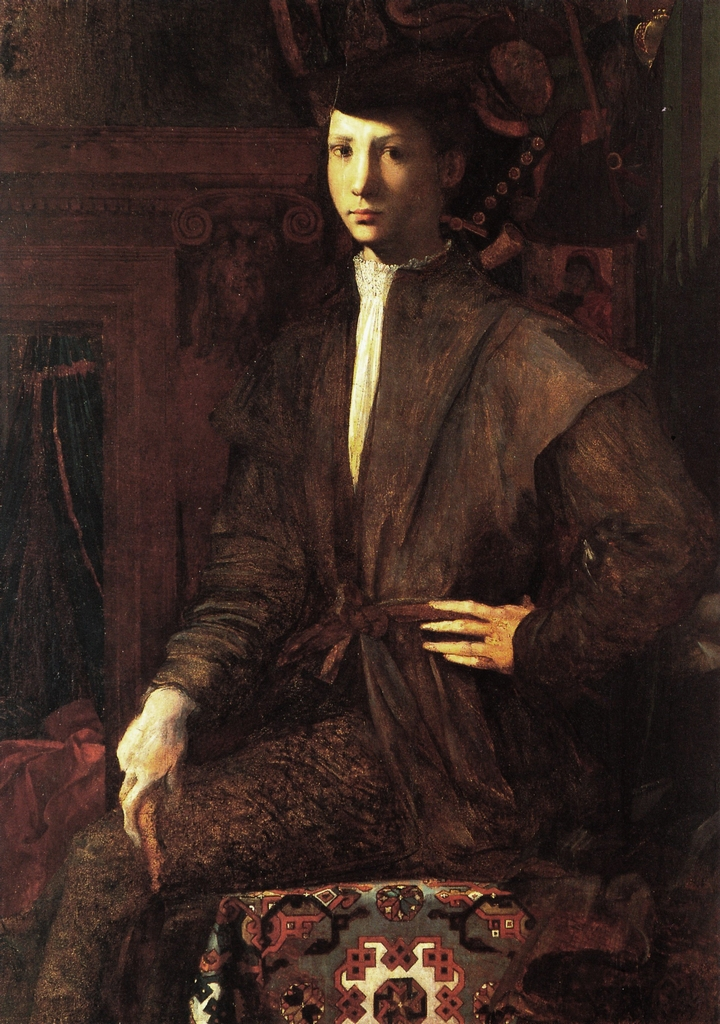
Ritratto di giovane seduto con tappeto, Rosso Fiorentino

Maddalena penitente, Tiziano

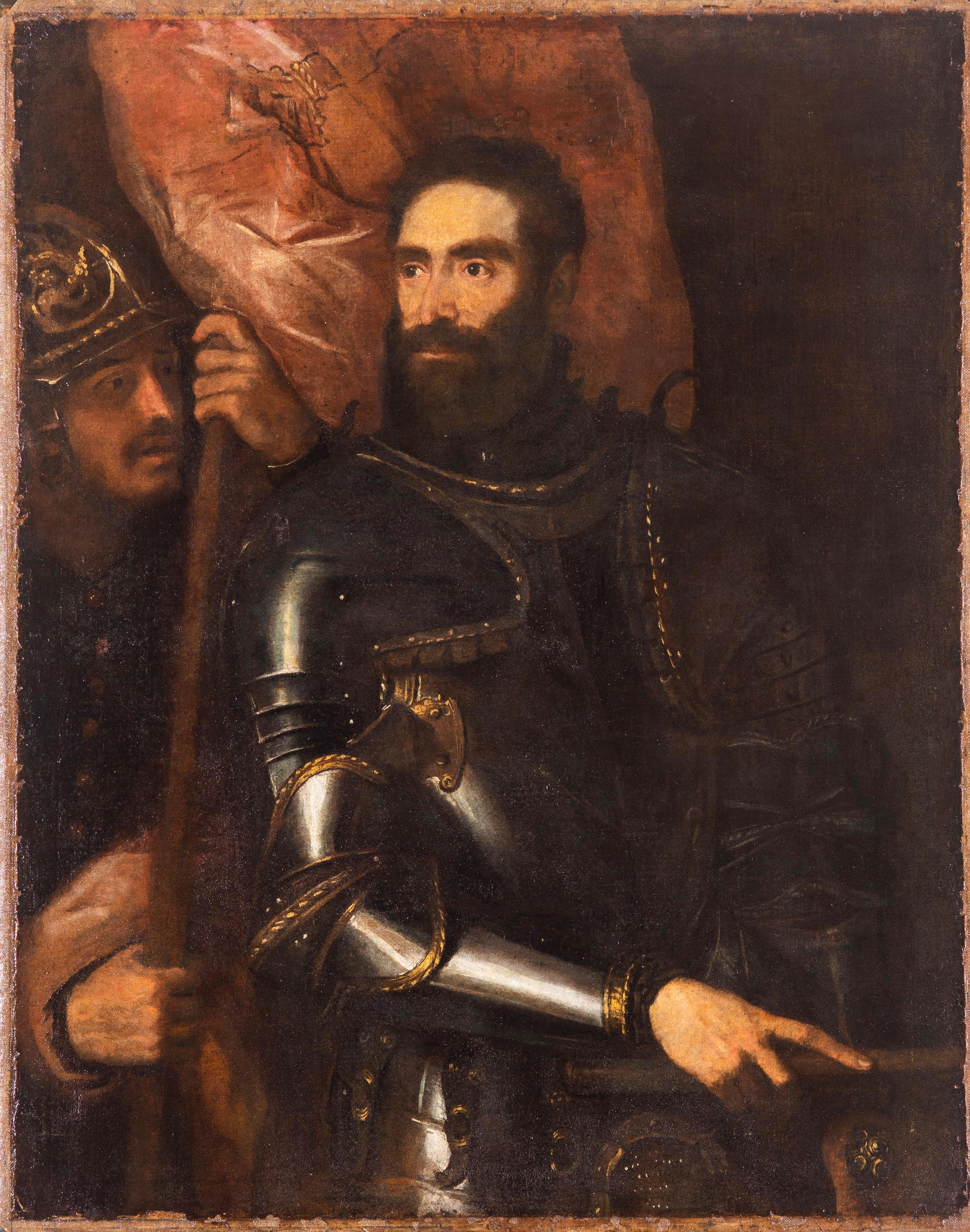
Ritratto di Pier Luigi Farnese, Tiziano

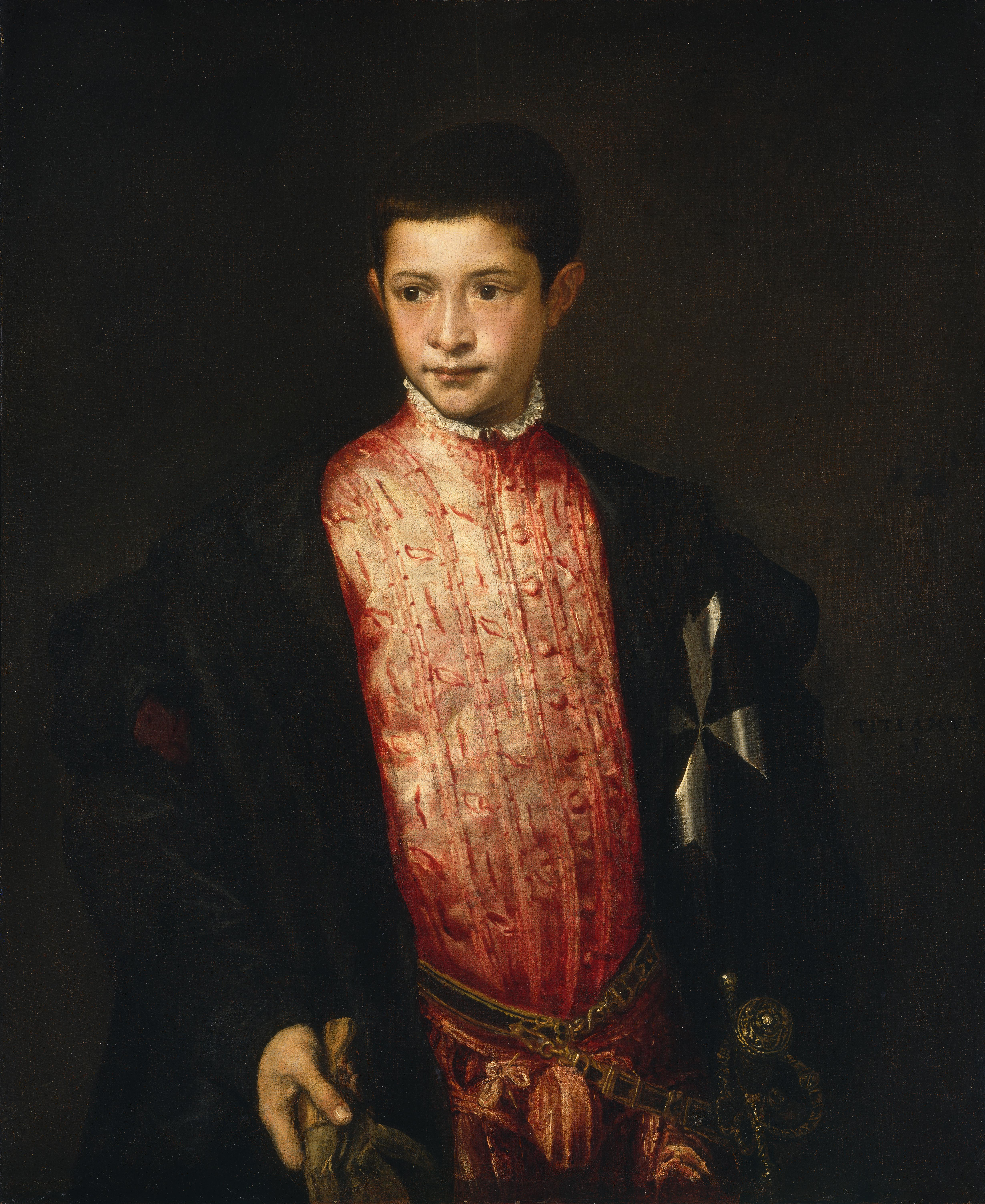
Ritratto di Ranuccio Farnese, Tiziano

#### A
- Francesco Albani, Santa Elisabetta in gloria, 1602-1607, olio su rame, 68×53 cm, Museo di Capodimonte, Napoli
- Giulio Cesare Amidano, San Lorenzo, 1600-1605, olio su tela, 133×81 cm, Museo di Capodimonte, Napoli
- Sofonisba Anguissola, Autoritratto alla spinetta, 1555 circa, olio su tela, 56,5×48 cm, Museo di Capodimonte, Napoli
- Sofonisba Anguissola, Fanciullo morso da un gambero, 1554 circa, carboncino e matita su carta, 33,3×38,5 cm, Museo di Capodimonte, Napoli
- Sofonisba Anguissola, Partita a scacchi, 1555 circa, olio su tela, 72×97 cm, Narodowe Muzeum, Poznań
- Michelangelo Anselmi, Adorazione dei pastori, 1530 circa, olio su tavola, 60×49 cm, Museo di Capodimonte, Napoli
- Michelangelo Anselmi, Madonna con il Bambino, la Maddalena e santa Apollonia, 1523-1525 circa, olio su tela, 53,5×43,5 cm, Museo di Capodimonte, Napoli
- Michelangelo Anselmi, Madonna con Bambino e san Giovannino, XVI secolo, Museo di Capodimonte, Napoli
- Michelangelo Anselmi, Adorazione del Bambino, XVI secolo, Museo di Capodimonte, Napoli

- Cesare Aretusi, Ritratto di Ranuccio I, ultimi anni del XVI secolo, olio su tela, 87×74 cm, Galleria nazionale, Parma

#### B
- Jacob de Backer, Avarizia, 1570-1575 circa, olio su tela, 118×150,5 cm, Museo di Capodimonte, Napoli
- Jacob de Backer, Lussuria, 1570-1575 circa, olio su tela, 117×152 cm, Museo di Capodimonte, Napoli
- Jacob de Backer, Ira, 1570-1575 circa, olio su tela, 116×144,5 cm, Museo di Capodimonte, Napoli
- Jacob de Backer, Accidia, 1570-1575 circa, olio su tela, 115×142 cm, Museo di Capodimonte, Napoli
- Jacob de Backer, Gola, Museo di Capodimonte, Napoli
- Jacob de Backer, Superbia, Museo di Capodimonte, Napoli
- Jacob de Backer, Invidia, Museo di Capodimonte, Napoli

- Sisto Badalocchio, Madonna con il Bambino in gloria e i santi Crispino e Crispiniano, 1617 circa, olio su tela, 227×149 cm, Museo di Capodimonte, Napoli
- Sisto Badalocchio, Deposizione, 1618-1620, olio su tela, 85×70 cm, Museo di Capodimonte, Napoli
- Sisto Badalocchio, Resurrezione di Cristo, Museo di Capodimonte, Napoli

- Giovanni Bellini, Trasfigurazione di Cristo, 1478-1479, olio su tavola, 116×154 cm, Museo di Capodimonte, Napoli
- Giovanni Bellini, Circoncisione, Museo di Capodimonte, Napoli

- Jacopo Bertoia, Figure a cavallo, 1566-1568 circa, olio su gesso trasferito su tela, 86×82 cm, Galleria nazionale, Parma
- Jacopo Bertoia, Marte e Venere, 1566-1568 circa, olio su gesso trasferito su tela, 37×162 cm, Galleria nazionale, Parma
- Jacopo Bertoia, Madonna con il Bambino, attribuito, 1565-1570 circa, tempera su tela, 107×91 cm, Museo di Capodimonte, Napoli

- Joachim Beuckelaer, Mercato in piazza, Museo di Capodimonte, Napoli
- Joachim Beuckelaer, Bottega del macellaio, Museo di Capodimonte, Napoli
- Joachim Beuckelaer, Venditore di animali esotici, Museo di Capodimonte, Napoli
- Joachim Beuckelaer, Mercato di campagna, 1566, olio su tela, 147×206 cm, Museo di Capodimonte, Napoli
- Joachim Beuckelaer, Venditore di cacciagione, Museo di Capodimonte, Napoli
- Joachim Beuckelaer, Mercato del pesce, 1570, olio su tela, 161×219 cm, Museo di Capodimonte, Napoli

- Giovan Francesco Bezzi, Sacra Famiglia con san Giovanni Battista e santa Caterina d'Alessandria, ante 1551, olio su tavola, 83×67 cm, Museo di Capodimonte, Napoli

- Herri met de Bles, Mosè davanti al roveto ardente, secondo quarto del XVI secolo, olio su tavola, 58×71 cm, Museo di Capodimonte, Napoli
- Herri met de Bles, Cristo cammina sulle acque, Museo di Capodimonte, Napoli
- Herri met de Bles, Buon samaritano, secondo quarto del XVI secolo, olio su tavola, 28,5×43 cm, Museo di Capodimonte, Napoli
- Herri met de Bles, Paesaggio con Cristo tentato, Museo di Capodimonte, Napoli
- Herri met de Bles, Paesaggio con il buon samaritano, Museo di Capodimonte, Napoli
- Herri met de Bles, Paesaggio con il buon samaritano, Museo di Capodimonte, Napoli
- Herri met de Bles, Paesaggio con tempesta di mare, Museo di Capodimonte, Napoli

- Sandro Botticelli, Madonna col Bambino e due angeli, 1468-1469, tempera su tavola, 100×71 cm, Museo di Capodimonte, Napoli

- Brescianino, Madonna col Bambino e san Giovannino, Museo di Capodimonte, Napoli
- Brescianino, Madonna col Bambino e san Giovannino, Museo di Capodimonte, Napoli

- Hendrick van den Broeck, Venere e Amore, copia da Michelangelo, terzo quarto del XVI secolo, olio su tavola, 120×195 cm, Museo di Capodimonte, Napoli

- Agnolo Bronzino, Ritratto di dama, 1550-1560 circa, olio su tavola, 68×49 cm, Museo di Capodimonte, Napoli
- Agnolo Bronzino, Madonna con Bambino, sant'Anna e san Giovannino, Museo di Capodimonte, Napoli

- Pieter Brueghel il Giovane, Paesaggio invernale, Museo di Capodimonte, Napoli

- Pieter Bruegel il Vecchio, Misantropo, 1568, tempera su tela, 86×85 cm, Museo di Capodimonte, Napoli
- Pieter Bruegel il Vecchio, Parabola dei ciechi, 1568, tempera su tela, 86×154 cm, Museo di Capodimonte, Napoli

#### C
- Luca Cambiaso, Venere e Adone, olio su tela, 159×117 cm, Museo di Capodimonte, Napoli
- Luca Cambiaso, Morte di Adone, olio su tela, 160×117 cm, Museo di Capodimonte, Napoli

- Agostino Carracci, Ritratto di suonatore di liuto, 1585-1586, olio su tela, 92×69 cm, Museo di Capodimonte, Napoli
- Agostino Carracci, Democrito, 1598 circa, olio su tela, 88,5×66 cm, Museo di Capodimonte, Napoli
- Agostino Carracci, Triplo ritratto di Arrigo peloso, Pietro matto e Amon nano, 1598-1600, olio su tela, 101×133 cm, Museo di Capodimonte, Napoli
- Agostino Carracci, Sacra Famiglia con Santa Margherita, 1600 circa, Museo di Capodimonte, Napoli

- Annibale Carracci, Allegoria della Notte, 1602-1605, olio su tela, 128×155 cm, Musée Condé, Chantilly
- Annibale Carracci, Allegoria fluviale, 1593-1594 circa, olio su tela, 108×94 cm, Museo di Capodimonte, Napoli
- Annibale Carracci, Amorini che portano fiori (×4), 1600, oli su tela, 72×72 cm, Musée Condé, Chantilly
- Annibale Carracci, Arcangelo Gabriele tra angeli musicanti e cherubini, 1597-1599, olio su tela, 249×212 cm, Musée Condé, Chantilly
- Annibale Carracci, Aurora, 1602-1605, olio su tela, 119×159 cm, Musée Condé, Chantilly
- Annibale Carracci, Bacco, 1590-1591 circa, Museo di Capodimonte, Napoli
- Annibale Carracci, Cristo in gloria con santi e Odoardo Farnese, 194,2×142 cm, Galleria Palatina, Firenze
- Annibale Carracci, Gruppo di angeli, 1600 circa, Museo di Capodimonte, Napoli
- Annibale Carracci, Madonna con Bambino e San Francesco, primo decennio del XVII secolo, Museo di Capodimonte, Napoli
- Annibale Carracci, Pietà, 1599-1600 circa, olio su tela, 156×149 cm, Museo di Capodimonte, Napoli
- Annibale Carracci, Tabernacolo portatile con la Pietà, santa Cecilia e sant'Ermenegildo e scene di martirio (esterno: san Michele, l'Angelo guardiano, Cristo e Dio Padre), olio su rame e tavola, 43,8×31,2 cm, Galleria nazionale d'arte antica di Palazzo Barberini, Roma
- Annibale Carracci, Rinaldo e Armida, 1601 circa, olio su tela, 154×233 cm, Museo di Capodimonte, Napoli
- Annibale Carracci, Ratto d'Europa, attribuito, olio su tela, 51×64,5 cm, collezione privata, Londra
- Annibale Carracci, Ritratto di un musicista, 1587, olio su tela, 91×67 cm, Museo di Capodimonte, Napoli
- Annibale Carracci, Cristo in gloria coi santi Pietro, Giovanni Evangelista, Maria Maddalena, Ermenegildo ed Edoardo d'Inghilterra col cardinale Odoardo Farnese, 1599 circa, olio su tela, 194,2×142,4 cm, Galleria Palatina di Palazzo Pitti, Firenze
- Annibale Carracci, Cristo incoronato di spine, 1598-1600, olio su tela, 60×69,5 cm, Pinacoteca Nazionale, Bologna
- Annibale Carracci, San Francesco penitente, 1585-1590, Museo di Capodimonte, Napoli
- Annibale Carracci, San Girolamo, 1596-1599, Museo di Capodimonte, Napoli
- Annibale Carracci, Satiro, 1588-1589 ca, olio su tela, 128×76 cm, Museo di Capodimonte, Napoli
- Annibale Carracci, Ercole al bivio, 1595-1596, olio su tela, 167×237 cm, Museo di Capodimonte, Napoli
- Annibale Carracci, Venere dormiente con amorini, 1602, olio su tela, 190×328 cm, Museo Condé, Chantilly
- Annibale Carracci, Visione di Sant'Eustachio, 1585-1586, olio su tela, 86×113 cm, Museo di Capodimonte, Napoli
- Annibale Carracci, Ritratto d'uomo, Museo di Capodimonte, Napoli
- Annibale Carracci, Sposalizio mistico di santa Caterina, 1585 circa, olio su tela, 160×128 cm, Museo di Capodimonte, Napoli
- Annibale Carracci, Cristo e la Cananea, 1594-1595, olio su tela, 255×196 cm, Pinacoteca Stuard, Parma

- Ludovico Carracci, Rinaldo e Armida, 1583, olio su tela, 190×136 cm, Museo di Capodimonte, Napoli
- Ludovico Carracci, Caduta di Simon mago, Museo di Capodimonte, Napoli

- Cigoli, Pietà, 1596-1600 circa, olio su tavola, 101×76 cm, Museo di Capodimonte, Napoli

- Giulio Clovio, Ritratto di Settimia Jacobacci, Museo di Capodimonte, Napoli

- Correggio, La Zingarella, 1516-1517 circa, olio su tela, 49×37 cm, Museo di Capodimonte, Napoli
- Correggio (?), Maddalena che legge, collezione privata[28]
- Correggio, Matrimonio mistico di santa Caterina d'Alessandria, 1520 circa, olio su tavola, 28×24 cm, Museo di Capodimonte, Napoli
- Correggio, San Giuseppe e un devoto, 1529, tempera su tela, 165×63 cm, Museo di Capodimonte, Napoli
- Piero di Cosimo, Madonna col Bambino, 1490-1500 ca., olio su tavola, 87×58 cm, Museo del Louvre, Parigi

- Giulio Cromer, Circoncisione di Gesù, prima metà del XVII secolo, olio su tela, 305×278 cm, Palazzo Reale, Napoli

#### D
- Jacob Denys, Il Tempo mostra il ritratto di Ranuccio II alle figure allegoriche di Parma, Piacenza e Castro, 1662-1670 circa, olio su tela, 232×182 cm, Galleria nazionale, Parma
- Jacob Denys, Ritratto di Ranuccio II Farnese duca di Parma, 1680 circa, olio su tela, 189,7×115,7 cm, Galleria nazionale, Parma
- Jacob Denys, Ritratto di Ranuccio III Farnese duca di Parma, 1680, olio su tela, 90×74 cm, Palazzo Reale, Napoli

- Michele Desubleo, Ulisse e Nausicaa, post 1665, olio su tela, 217×270 cm, Museo di Capodimonte, Napoli
- Domenichino, Ritratto del cardinale Odoardo Farnese, 1602-1603 circa, olio su tela, 139,1×111,4 cm, collezione privata
- Domenichino, Visione di sant'Ignazio di Loyola, 1622 circa, olio su tela, 165,5×98 cm, County Museum of Art, Los Angeles

- Battista Dossi e Dosso Dossi, Madonna col Bambino e santo Vescovo, Museo di Capodimonte, Napoli

- Dosso Dossi, Madonna col Bambino e san Giovannino, Museo di Capodimonte, Napoli
- Dosso Dossi, Ritratto di dama, 1525-1530, olio su tela, 82×67 cm, Museo Condé, Chantilly
- Dosso Dossi, Sacra Conversazione, 1510, olio su tavola, 50×73,5 cm, Museo di Capodimonte, Napoli
- Dosso Dossi, Sacra famiglia, Museo di Capodimonte, Napoli

- Giovanni Evangelista Draghi, Alessandro Farnese entra da conquistatore a Tournai, 1686-1688, olio su tela, 244×328 cm, palazzo del Museo archeologico nazionale di Napoli
- Giovanni Evangelista Draghi, Alessandro Farnese incita i suoi all'assalto, 1686-1688, olio su tela, 243×195 cm, palazzo del Museo archeologico nazionale di Napoli
- Giovanni Evangelista Draghi, Alessandro Farnese all'assedio di Anversa, 1686-1688, olio su tela, 244×162 cm, palazzo del Museo archeologico nazionale di Napoli
- Giovanni Evangelista Draghi, Ingresso trionfale ad Anversa, 1686-1688, olio su tela, 244×322 cm, palazzo del Museo archeologico nazionale di Napoli
- Giovanni Evangelista Draghi, Alessandro Farnese portato in trionfo a Maastricht, 1686-1688, olio su tela, 245×330 cm, palazzo del Museo archeologico nazionale di Napoli
- Giovanni Evangelista Draghi, Giustizia di Alessandro Farnese, 1686-1688, olio su tela, 239×373 cm, palazzo del Museo archeologico nazionale di Napoli
- Giovanni Evangelista Draghi, Gli angeli danno ad Alessandro Farnese la zappa per demolire le mura di una città, 1686-1688, olio su tela, 244×300 cm, palazzo del Museo archeologico nazionale di Napoli
- Giovanni Evangelista Draghi, Gli angeli ispirano Alessandro Farnese, 1686-1688, olio su tela, 244×186 cm, palazzo del Museo archeologico nazionale di Napoli
- Giovanni Evangelista Draghi, Sosta alla locanda, 1686-1688, olio su tela, 424×755 cm, palazzo del Museo archeologico nazionale di Napoli
- Giovanni Evangelista Draghi, Soldato in fuga, 1686-1688, olio su tela, 243×162 cm, palazzo del Museo archeologico nazionale di Napoli
- Giovanni Evangelista Draghi, Accampamento militare, 1686-1688, olio su tela, 424×755 cm, palazzo del Museo archeologico nazionale di Napoli

#### F
- Sebastiano Filippi, Madonna con il Bambino, 1565-1570, olio su tavola, 84×64,5 cm, Museo di Capodimonte, Napoli
- Pier Francesco Foschi, Ritratto di uomo (presunto Andrea del Sarto), 1525 circa, olio su tavola, 61×44 cm, Museo Condé, Chantilly

#### G
- Raffaellino del Garbo, Madonna col Bambino e san Giovannino, Museo di Capodimonte, Napoli

- Gervasio Gatti, Ritratto di Ottavio Farnese, figlio di Ranuccio I, 1565-1570, olio su tela, 155×90 cm, Palazzo comunale, Parma

- Camillo Gavasetti, San Matteo e l'angelo, Palazzo Reale, Napoli

- Johann Gersmueter, Ritratto del nano Giangiovetta, 1606-1608 circa, olio su tela, 159×115 cm, Galleria nazionale, Parma

- El Greco, Ragazzo che soffia su un tizzone acceso, 1571-1572, olio su tela, 60,5×50,5 cm, Museo di Capodimonte, Napoli
- El Greco, Ritratto di Giulio Clovio, 1571-1572, olio su tavola, 58×86 cm, Museo di Capodimonte, Napoli
- El Greco, Guarigione del nato cieco, 1573 circa, olio su tela, 50×61 cm, Galleria nazionale, Parma

- Guercino, San Girolamo penitente, 1640-1650, olio su tela, 120×90 cm, Palazzo Reale, Napoli
- Guercino, Sogno di san Giuseppe, prima metà del XVII secolo, olio su tela, 137×167 cm, Palazzo Reale, Napoli
- Guercino, David con la testa di Golia, 1650 circa, olio su tela, 120×102 cm, Museo nazionale d'arte occidentale, Tokyo

#### I
- Ignoto, Donna che si pettina (o Allegoria della Vanitas), ambito settentrionale, seconda metà del XVI secolo, olio su tela, 100×86 cm, Palazzo Reale, Napoli
- Ignoto, Ritratto del cardinal Ranuccio, XVI secolo, olio su tavola, 47,7×34,1 cm, Reggia di Caserta
- Ignoto, Costruzione del ponte sulla Schelda, attribuito a ignoto fiammingo, 1584 circa, tempera grassa su tavola, 52×289,5 cm, Galleria nazionale, Parma
- Ignoto, Ritratto di Margherita Aldobrandini, attribuito a ignoto parmense, post 1622 circa, olio su tela, 149×105,5 cm, Fondazione Cariparma, Parma
- Ignoto, Ritratto di Ranuccio I, attribuito a ignoto parmense, post 1622 circa, olio su tela, 149×105,5 cm, Fondazione Cariparma, Parma
- Ignoto, Battaglia, 1686-1688, olio su tela, 245×306 cm, palazzo del Museo archeologico di Napoli

#### L
- Giovanni Lanfranco, Assunzione della Maddalena, 1616, olio su tela, 110×78 cm, Museo di Capodimonte, Napoli
- Giovanni Lanfranco, Gesù servito dagli angeli, 1616, olio su tela, 98×125 cm, Museo di Capodimonte, Napoli
- Giovanni Lanfranco, Madonna con il Bambino e i santi Carlo Borromeo e Bartolomeo, Museo di Capodimonte, Napoli
- Giovanni Lanfranco, Madonna con Bambino sant'Agostino e san Domenico, Palazzo Reale, Napoli
- Giovanni Lanfranco, Noli me tangere, 1645-1647, olio su rame, 23×19,5 cm, Richard L. Feigen, New York
- Giovanni Lanfranco, Nozze mistiche di santa Caterina, 1645-1647, olio su rame, 23×19,5 cm, J.B. Speed Art Museum, Louisville
- Giovanni Lanfranco, San Raffaele Arcangelo trionfa sul demonio, 1605-1610, olio su tela, 227×148 cm, Museo di Capodimonte, Napoli
- Giovanni Lanfranco, Vergine con il Bambino e le sante Maria Egiziaca e Margherita, Museo di Capodimonte, Napoli

- Lorenzo Lotto, Madonna e Bambino con San Pietro Martire, 1503, olio su tavola, 55×88 cm, Museo di Capodimonte, Napoli
- Lorenzo Lotto, Ritratto del vescovo Bernardo de' Rossi, 1505, olio su tavola, 54,7×41,3 cm, Museo di Capodimonte, Napoli

#### M
- Gian Francesco de' Maineri, Cristo portacroce, 1400-1499, olio su tela, 50×43 cm, Palazzo Reale, Napoli

- Andrea Mantegna, Ritratto del cardinale Francesco Gonzaga, 1461 circa, tempera su tavola, 25×18 cm, Museo di Capodimonte, Napoli

- Tommaso Manzuoli, Doppio ritratto maschile, 1565 circa, olio su tavola, 171×91 cm, Museo di Capodimonte, Napoli

- Masolino da Panicale, Assunzione della Vergine (Pala Colonna), 1423 o 1428, tempera su tavola, 142×76 cm, Museo di Capodimonte, Napoli
- Masolino da Panicale, Fondazione di Santa Maria Maggiore (Pala Colonna), 1423 o 1428, tempera su tavola, 143×76 cm, Museo di Capodimonte, Napoli
- Girolamo Mazzola Bedoli, Amore che dorme con amorini, 1555 circa, olio su tela, 129×114 cm, Musée Condé, Chantilly

- Girolamo Mazzola Bedoli, Annunciazione, 1550-1560 circa, olio su tavola, 230×159 cm, Museo di Capodimonte, Napoli
- Girolamo Mazzola Bedoli, Parma abbraccia Alessandro Farnese, 1555 circa, olio su tela, 149,7×117 cm, Galleria nazionale, Parma
- Girolamo Mazzola Bedoli, Figura allegorica maschile che misura una colonna (Euclide), 1546 circa, olio su tela, 365×217 cm, Museo civico, Piacenza
- Girolamo Mazzola Bedoli, Figura allegorica maschile seduta con bilancia e martelli (Pitagora), 1546 circa, olio su tela, 365×217 cm, Museo civico, Piacenza
- Girolamo Mazzola Bedoli, Ritratto di Anna Eleonora Sanvitale, 1562, olio su tela, 121,5×92,2 cm, Galleria nazionale, Parma
- Girolamo Mazzola Bedoli, Ritratto di un sarto, 1540-1545 circa, olio su tela, 88×71 cm, Museo di Capodimonte, Napoli
- Girolamo Mazzola Bedoli, Sacra famiglia col Battista e angeli, 1530-1540 circa, olio su tavola, 43×35 cm, Museo di Capodimonte, Napoli
- Girolamo Mazzola Bedoli, Sacra famiglia con i santi Francesco d'Assisi, Antonio da Padova e Giovanni Evangelista, 1535 circa, olio su tavola, 194×146 cm, Museo di Capodimonte, Napoli
- Girolamo Mazzola Bedoli, Santa Chiara, 1535-1540 circa, olio su tela, 94×72 cm, Museo di Capodimonte, Napoli
- Michelangelo, Epifania della Vergine, carboncino su carta, 232×165 cm, 1550-1553 circa, British Museum, Londra

- Girolamo Mirola (?), Ritratto di Ludovico Orsini, 1560 circa, olio su tavola, 90×75,7 cm, Galleria nazionale, Parma

- Il Moretto, Gesù alla colonna, 1540-1550, olio su tavola, 59×42,5 cm, Museo di Capodimonte, Napoli

- Anthonis Mor, Ritratto di Alessandro Farnese, 1557, olio su tela, 153×95 cm, Galleria nazionale, Parma

#### O
- Lelio Orsi, Sacrificio di Abramo, Museo di Capodimonte, Napoli
- Lelio Orsi, San Giorgio sconfigge il drago, 1550, olio su tela, 60×48 cm, Museo di Capodimonte, Napoli

#### P
- Parmigianino, Antea, 1535, olio su tela, 135×88 cm, Museo di Capodimonte, Napoli
- Parmigianino, Lucrezia romana, 1540, olio su tavola, 68×52 cm, Museo di Capodimonte, Napoli
- Parmigianino, Ritratto di Gian Galeazzo Sanvitale, 1524, olio su tavola, 109×81 cm, Museo di Capodimonte, Napoli
- Parmigianino, Sacra Famiglia con san Giovannino, 1528, tempera su tela, 159×131 cm, Museo di Capodimonte, Napoli

- Giovan Francesco Penni, Madonna del divino amore, Museo di Capodimonte, Napoli

- Pietro Perugino, Madonna con Bambino, 1490, Museo di Capodimonte, Napoli

- Callisto Piazza, Tre mezze figure e un bambino (Allegoria coniugale?), 1529 circa, olio su tela, 74×91 cm, Museo di Capodimonte, Napoli

- Sebastiano del Piombo, Ritratto di papa Clemente VII, 1526, olio su tela, 147×100 cm, Museo di Capodimonte, Napoli
- Sebastiano del Piombo, Ritratto di papa Clemente VII con la barba, 1528 circa, olio su lavagna, 50×34 cm, Museo di Capodimonte, Napoli
- Sebastiano del Piombo, Madonna del Velo, 1535, olio su lavagna, 113×88 cm, Museo di Capodimonte, Napoli
- Sebastiano del Piombo, Paolo III con un nipote, 1534 circa, olio su lavagna, 103,8×89,1×1,3 cm, Galleria nazionale, Parma
- Sebastiano del Piombo, Ritratto di Margherita d'Austria, cerchia di, 1555 circa, olio su tela, 169,7×105,3 cm, Galleria nazionale, Parma

- Pontormo, Scena di sacrificio, 1520 circa, tempera su tela, 85×148 cm, Museo di Capodimonte, Napoli

- Il Pordenone, Disputa dell'Immacolata Concezione, 1528 circa, olio su tavola, 298×198 cm, Museo di Capodimonte, Napoli

- Scipione Pulzone, Ritratto del cardinale Alessandro Farnese, 1579 circa, olio su tela, 135×107 cm, Galleria nazionale d'arte antica di Palazzo Barberini, Roma
- Scipione Pulzone, Ritratto di dama in rosso, 1584 circa, olio su tela, 48×38 cm, Burghley House, Stamford
- Scipione Pulzone, Ritratto di dama in nero, 1584 circa, olio su tela, 48×38 cm, Burghley House, Stamford

#### R
- Raffaello, Madonna del Divino amore, 1516-1518 circa, olio su tavola, 140×109 cm, Museo di Capodimonte, Napoli
- Raffaello, Ritratto del cardinale Alessandro Farnese, 1509-1511, olio su tavola, 132×86 cm, Museo di Capodimonte, Napoli

- Raffaello e Giovan Francesco Penni, Madonna del Passeggio, primo quarto del XVI secolo, olio su tavola, 87×62 cm, Museo di Capodimonte, Napoli

- Giovan Battista Ramenghi, Madonna con il Bambino e san Giovannino, 1540 circa, olio su tavola, 74×65 cm, Museo di Capodimonte, Napoli
- Guido Reni, Paesaggio con amorini, olio su tela, 77×60 cm, collezione privata[29]

- Marinus van Reymerswaele, Gli esattori delle imposte, olio su tavola, 1538 circa, olio su tavola, 74×65 cm, Palazzo Reale, Napoli

- Sebastiano Ricci, Papa Paolo III ispirato dalla Fede a indire il Concilio ecunemico, 1687-1688, olio su tela, 120×180 cm, Museo civico, Piacenza
- Sebastiano Ricci, Papa Paolo III nomina il figlio Pier Luigi duca di Parma e Piacenza, 1687-1688, olio su tela, 129×200 cm, Museo civico, Piacenza
- Sebastiano Ricci, Resa di città, 1686-1688, olio su tela, 242×344 cm, palazzo del Museo archeologico nazionale di Napoli

- Giulio Romano, Madonna della gatta, 1523 circa, olio su tavola, 172×144 cm, Museo di Capodimonte, Napoli
- Rosso Fiorentino, Ritratto di giovane seduto con tappeto, 1525-1527 circa, olio su tavola, 120×86 cm, Museo di Capodimonte, Napoli

#### S
- Jean Baptiste De Saive, Ritratto di Alessandro Farnese, 1585-1590 circa, olio su tela, 203×108 cm, Galleria nazionale, Parma

- Francesco Salviati, Autoritratto, 1540-1545 circa, olio su tavola, 75,5×58,5 cm, Museo di Capodimonte, Napoli
- Francesco Salviati, Ritratto di Pierluigi Farnese, attribuito, 1543 circa, olio su tela, 100×77 cm, Palazzo Reale, Napoli

- Carlo Saraceni, Volo di Icaro, 1606-1607, olio su rame, 34×54 cm, Museo di Capodimonte, Napoli
- Carlo Saraceni, Caduta di Icaro, 1606-1607, olio su rame, 34×54 cm, Museo di Capodimonte, Napoli
- Carlo Saraceni, Seppellimento di Icaro, 1606-1607, olio su rame, 34×54 cm, Museo di Capodimonte, Napoli
- Andrea del Sarto, Madonna col Bambino, San Giovannino e angeli, dopo il 1518, Museo di Capodimonte, Napoli
- Andrea del Sarto, Ritratto di Leone X con due cardinali, copia da Raffaello, entro il 1525, olio su tavola, 152×112 m, Museo di Capodimonte, Napoli

- Bartolomeo Schedoni, Carità, 1611, olio su tela, 182×125 cm, Museo di Capodimonte, Napoli
- Bartolomeo Schedoni, Ritratto di Vincenzo Grassi, 1611-1612, olio su tela, 78×66 cm, Museo di Capodimonte, Napoli
- Bartolomeo Schedoni, San Sebastiano curato dalle pie donne, Museo di Capodimonte, Napoli
- Bartolomeo Schedoni, Maddalena in estasi, 1609 circa, olio su tavola, 90×73 cm, collezione privata, Bologna
- Bartolomeo Schedoni, Cupido, 1610-1612, olio su tela, 82×77 cm, Museo di Capodimonte, Napoli
- Bartolomeo Schedoni, Sacra Famiglia nella bottega di San Giuseppe, 1615, olio su tela, 353×220 cm, Palazzo Reale, Napoli
- Bartolomeo Schedoni, Sacra Famiglia, 1608-1612, olio su tela, 106,5×89,2 cm, Museo del Louvre, Parigi
- Bartolomeo Schedoni, Elemosina di Santa Elisabetta, 1613, olio su tela, 295×202 cm, Palazzo Reale, Napoli
- Bartolomeo Schedoni, San Sebastiano, secondo quarto del XVII secolo, olio su tela, 140×100 cm, Palazzo Reale, Napoli
- Bartolomeo Schedoni, San Giovanni Battista, prima metà del XVII secolo, olio su tela, 90×80 cm, Palazzo Reale, Napoli
- Bartolomeo Schedoni, San Paolo, 1600-1610, olio su tela, 14×103 cm, Palazzo Reale, Napoli
- Bartolomeo Schedoni, San Pietro, 1608-1610, olio su tela, 145×108 cm, Palazzo Reale, Napoli
- Bartolomeo Schedoni, San Girolamo e l'angelo, 1605-1607, olio su tela, 61×48 cm, Museo di Capodimonte, Napoli

- Girolamo Sellari, Ritratto di gentiluomo in nero, 1536-1537, olio su tela, 109×83 cm, Museo di Capodimonte, Napoli

- Cesare da Sesto, Cristo doloroso con Oliviero Carafa in preghiera, ante 1511, olio su tavola, Museo di Capodimonte, Napoli
- Jan Soens, Cebetis Thebani Tabula, Museo di Capodimonte, Napoli
- Jan Soens, Giove e Antiope, 1580-1590, olio su tela, 96,2×164,8 cm, Museo di Capodimonte, Napoli
- Jan Soens, Bacco e Arianna, 1580-1590, olio su tela ovale, 62×40,7 cm, Museo di Capodimonte, Napoli
- Jan Soens, Apollo e Dafne, 1580-1590, olio su tela ovale, 62×40,7 cm, Museo di Capodimonte, Napoli
- Jan Soens, Ratto di Proserpina, 1580-1590, olio su tela, 48×102 cm, Museo di Capodimonte, Napoli
- Jan Soens, Poseidone e Anfitrite, 1580-1590, olio su tela, 47,7×102 cm, Museo di Capodimonte, Napoli
- Jan Soens, Minerva e Vulcano, 1580-1590, olio su tela, 47,5×76,7 cm, Museo di Capodimonte, Napoli
- Jan Soens, Cibele, Cronos e Philira, 1580-1590, olio su tela, 47,5×74,5 cm, Museo di Capodimonte, Napoli
- Jan Soens, Pan e Selene, 1580-1590, olio su tela, 48×74,5 cm, Museo di Capodimonte, Napoli
- Jan Soens, Mercurio e ninfa Aglauro, 1580-1590, olio su tela, 46,5×86 cm, Museo di Capodimonte, Napoli
- Jan Soens, Ercole e Onfale, 1580-1590, olio su tela ovale, 62×40,7 cm, Museo di Capodimonte, Napoli
- Jan Soens, Venere e Marte, 1580-1590, olio su tela ovale, 62×40,7 cm, Museo di Capodimonte, Napoli
- Jan Soens, Battesimo di Cristo, Museo di Capodimonte, Napoli
- Jan Soens, Santa Cecilia e la visione di san Giovanni, Museo di Capodimonte, Napoli

- Antonio Solario, Madonna con il Bambino e donatore, 1508-1510 circa, Museo di Capodimonte, Napoli

- Ilario Spolverini, Perseo libera Andromeda, XVIII secolo, olio su tela, 175×134 cm, Palazzo Reale, Napoli
- Ilario Spolverini, Ratto di Europa, XVIII secolo, olio su tela, 175×134 cm, Palazzo Reale, Napoli

#### T
- Alessandro Tiarini, Madonna con il Bambino e angeli, 1625-1630, olio su tela, 119×140 cm, Museo di Capodimonte, Napoli

- Pellegrino Tibaldi, Sacra Famiglia con sant'Elisabetta e san Giovannino, 1554-1555, olio su tavola, 86×68 cm, Museo di Capodimonte, Napoli

- Benvenuto Tisi da Garofalo, San Sebastiano, 1525 circa, olio su tavola, 37×30 cm, Museo di Capodimonte, Napoli
- Benvenuto Tisi da Garofalo, Circoncisione, Museo di Capodimonte, Napoli
- Benvenuto Tisi da Garofalo, Madonna col Bambino e san Girolamo, 1509-1515 circa, olio su tela, 38×43,5 cm, Museo di Capodimonte, Napoli
- Benvenuto Tisi da Garofalo, Adorazione dei Magi, Museo di Capodimonte, Napoli

- Tiziano, Danae, 1545, olio su tela, 120×172 cm, Museo di Capodimonte, Napoli
- Tiziano, Ritratto di papa Paolo III con i nipoti, 1546, olio su tela, 210×176 cm, Museo di Capodimonte, Napoli
- Tiziano, Ritratto del cardinale Alessandro Farnese, 1545-46, olio su tela, 97×73 cm, Museo di Capodimonte, Napoli
- Tiziano, Ritratto di Paolo III, 1543, olio su tela, 113,7×88,8 cm, Museo di Capodimonte, Napoli
- Tiziano, Ritratto del cardinale Pietro Bembo, 1545, Museo di Capodimonte, Napoli
- Tiziano, Ritratto di Paolo III con il camauro, 1545-1546, olio su tela, 126×103 cm, Museo di Capodimonte, Napoli
- Tiziano, Ritratto di Pier Luigi Farnese, 1546 circa, olio su tela, 111×87 cm, Museo di Capodimonte, Napoli
- Tiziano, Maddalena penitente, 1550-1560 circa, olio su tela, 128×103 cm, Museo di Capodimonte, Napoli
- Tiziano, Ritratto di Filippo II, 1554 circa, olio su tela, 187×98,5 cm, Museo di Capodimonte, Napoli
- Tiziano, Ritratto di Carlo V, 1533-1535 circa, Museo di Capodimonte, Napoli
- Tiziano, Ritratto di giovane donna, 1544-1545 circa, olio su tela, 84,5×73 cm, Museo di Capodimonte, Napoli
- Tiziano, Ritratto di Ranuccio Farnese, 1542, olio su tela, 90×74 cm, National Gallery of Art, Washington

#### V
- Giorgio Vasari, Allegoria della Giustizia, 1543, olio su tavola, 352×252 cm, Museo di Capodimonte, Napoli

- Otto van Veen, Proverbi dei filosofi (serie di 12 piccole tavole), seconda metà del XVI secolo, olio su tela, 24×34,5 cm ciascuna, Palazzo Reale, Napoli

- Marcello Venusti, Giudizio Universale, 1549, tempera su tavola, 188,5×145 cm, Museo di Capodimonte, Napoli

- Daniele da Volterra, Ritratto di giovane, 1540 circa, olio su lavagna, 55×40 cm, Museo di Capodimonte, Napoli

- Marten de Vos, Gesù tra i fanciulli, 1585 circa, olio su tavola, 93×145 cm, Museo di Capodimonte, Napoli

#### W
- Pieter de Witte, Madonna col Bambino e san Giovannino, Museo di Capodimonte, Napoli
- Pieter de Witte, Sacra Famiglia e san Giovannino, 1585 circa, olio su tavola, 107×86 cm, Museo di Capodimonte, Napoli

- Konrad Witz, Sacra conversazione, 1440-1445 circa, tempera su tavola, 68×41 cm, Museo di Capodimonte, Napoli

### Altri (non esaustiva)
Armi e armature, Museo di Capodimonte, Napoli
Biblioteca farnesiana, Biblioteca Nazionale di Napoli
Collezione di oggetti e cose rare, musei vari:
- Cofanetto Farnese, 1548-1561, argento dorato, cristalli di rocca, smalto, lapislazzuli, 49×26×42,3 cm, Manno Sbarri e Giovanni Bernardi, Museo di Capodimonte, Napoli
- Tavolo Farnese, 1570 circa, marmo, 395x180 cm, Metropolitan Museum of Art, New York

## Albero genealogico degli eredi della collezione
Segue un sommario albero genealogico degli eredi della collezione Farnese, dove sono evidenziati in grassetto gli esponenti della famiglia che hanno ereditato, custodito, o che comunque sono risultati influenti nelle dinamiche inerenti alla collezione d'arte. Per semplicità il cognome Farnese viene abbreviato a "F.".
|                                                                                       | | |                                                                               | | |                                                                                              |                                 |           |           |
|                                                                                       | | |                                                                               | | Papa Paolo III (1468-1549) (nato Alessandro F.)                                                                                      |                                                                                              |                                 |           |           |
|                                                                                       | | |                                                                               | | |                                                                                              |                                 |           |           |
|                                                                                       | | |                                                                               | | |                                                                                              |                                 |           |           |
|                                                                                       | | |                                                                               | Pier Luigi F. (1503-1547) | Pier Luigi F. (1503-1547) | ...e altri tre fratelli/sorelle                                                              | ...e altri tre fratelli/sorelle |           |           |
|                                                                                       | | |                                                                               | | |                                                                                              |                                 |           |           |
|                                                                                       | | |                                                                               | | |                                                                                              |                                 |           |           |
| Alessandro F. (1520-1589) (fu l'iniziatore della collezione e committente di Tiziano) | Alessandro F. (1520-1589) (fu l'iniziatore della collezione e committente di Tiziano) | Vittoria F. | Vittoria F.                                                                   | Ottavio F. (1524-1586) (acquisì in dote da Margherita d'Austria diverse proprietà e opere antiche poi confluite nella collezione F.) | Ottavio F. (1524-1586) (acquisì in dote da Margherita d'Austria diverse proprietà e opere antiche poi confluite nella collezione F.) | Ranuccio F. (1530-1565)                                                                      | Ranuccio F. (1530-1565)         | Orazio F. | Orazio F. |
|                                                                                       | | |                                                                               | | |                                                                                              |                                 |           |           |
|                                                                                       | | |                                                                               | | |                                                                                              |                                 |           |           |
|                                                                                       | | | Alessandro F. (1545-1592)                                                     | Alessandro F. (1545-1592) | ... e altri 7 fratelli/sorelle | ... e altri 7 fratelli/sorelle                                                               |                                 |           |           |
|                                                                                       | | |                                                                               | | |                                                                                              |                                 |           |           |
|                                                                                       | | |                                                                               | | |                                                                                              |                                 |           |           |
|                                                                                       | Odoardo F. (1573-1626) (fu committente dei Carracci tra cui i cicli di affreschi della Galleria; dopo di lui si interruppe la linea romana della famiglia)                                                                   | Odoardo F. (1573-1626) (fu committente dei Carracci tra cui i cicli di affreschi della Galleria; dopo di lui si interruppe la linea romana della famiglia) | Margherita F.                                                                 | Margherita F. | Ranuccio I F. (1569-1622) (da lui in poi il ramo familiare si stanzió stabilmente in Emilia)                                         | Ranuccio I F. (1569-1622) (da lui in poi il ramo familiare si stanzió stabilmente in Emilia) |                                 |           |           |
|                                                                                       | | |                                                                               | | |                                                                                              |                                 |           |           |
|                                                                                       | | |                                                                               | | |                                                                                              |                                 |           |           |
|                                                                                       | | |                                                                               | Odoardo I F. (1612-1646) | Odoardo I F. (1612-1646) | ...e altri 4 fratelli/sorelle                                                                | ...e altri 4 fratelli/sorelle   |           |           |
|                                                                                       | | |                                                                               | | |                                                                                              |                                 |           |           |
|                                                                                       | | |                                                                               | | |                                                                                              |                                 |           |           |
|                                                                                       | | Ranuccio II F. (1630-1694) (trasferì la collezione pittorica da Roma a Parma)                                                                              | Ranuccio II F. (1630-1694) (trasferì la collezione pittorica da Roma a Parma) | Alessandro F. (1635-1689) | Alessandro F. (1635-1689) | ...e altri 4 fratelli/sorelle                                                                | ...e altri 4 fratelli/sorelle   |           |           |
|                                                                                       | | |                                                                               | | |                                                                                              |                                 |           |           |
|                                                                                       | | |                                                                               | | |                                                                                              |                                 |           |           |
|                                                                                       | | Odoardo II F. (1666-1693) |                                                                               | | |                                                                                              |                                 |           |           |
|                                                                                       | | |                                                                               | | |                                                                                              |                                 |           |           |
|                                                                                       | | |                                                                               | | |                                                                                              |                                 |           |           |
|                                                                                       | Elisabetta F. (1692-1766) (ultima esponente del casato, sposata con Filippo V di Borbone re di Spagna) | Elisabetta F. (1692-1766) (ultima esponente del casato, sposata con Filippo V di Borbone re di Spagna)                                                     | Alessandro Ignazio                                                            | Alessandro Ignazio | |                                                                                              |                                 |           |           |
|                                                                                       | | |                                                                               | | |                                                                                              |                                 |           |           |
|                                                                                       | | |                                                                               | | |                                                                                              |                                 |           |           |
|                                                                                       | Il figlio Carlo III iniziò a trasferire la collezione F. di Parma e Piacenza a Napoli; il trasferimento fu completato poi da suo figlio, Ferdinando IV di Borbone, che portò a Napoli anche la raccolta archeologica di Roma | |                                                                               | | |                                                                                              |                                 |           |           |